# Arquitetura barroca

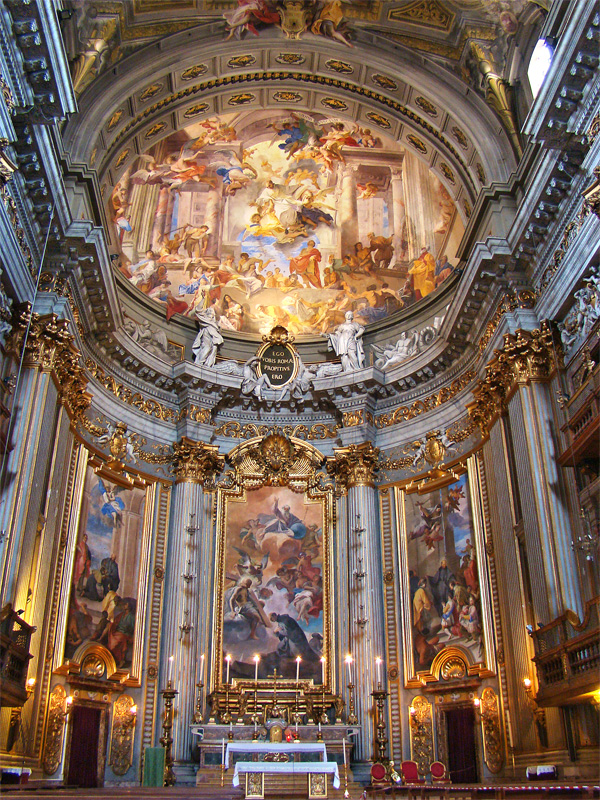
Igreja de Santo Inácio de Loyola, na Itália

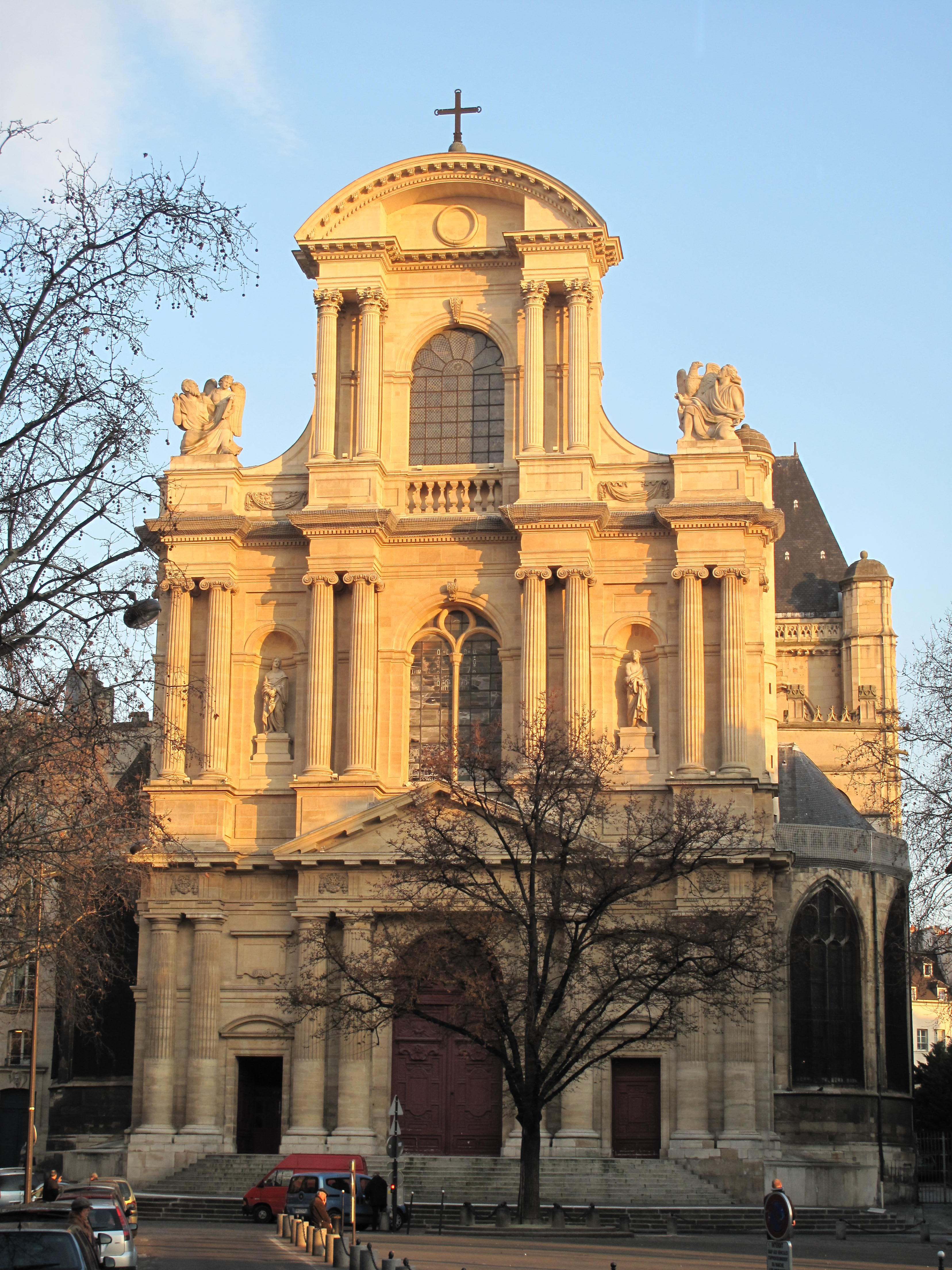
Igreja de St-Gervais-et-St-Protais na França

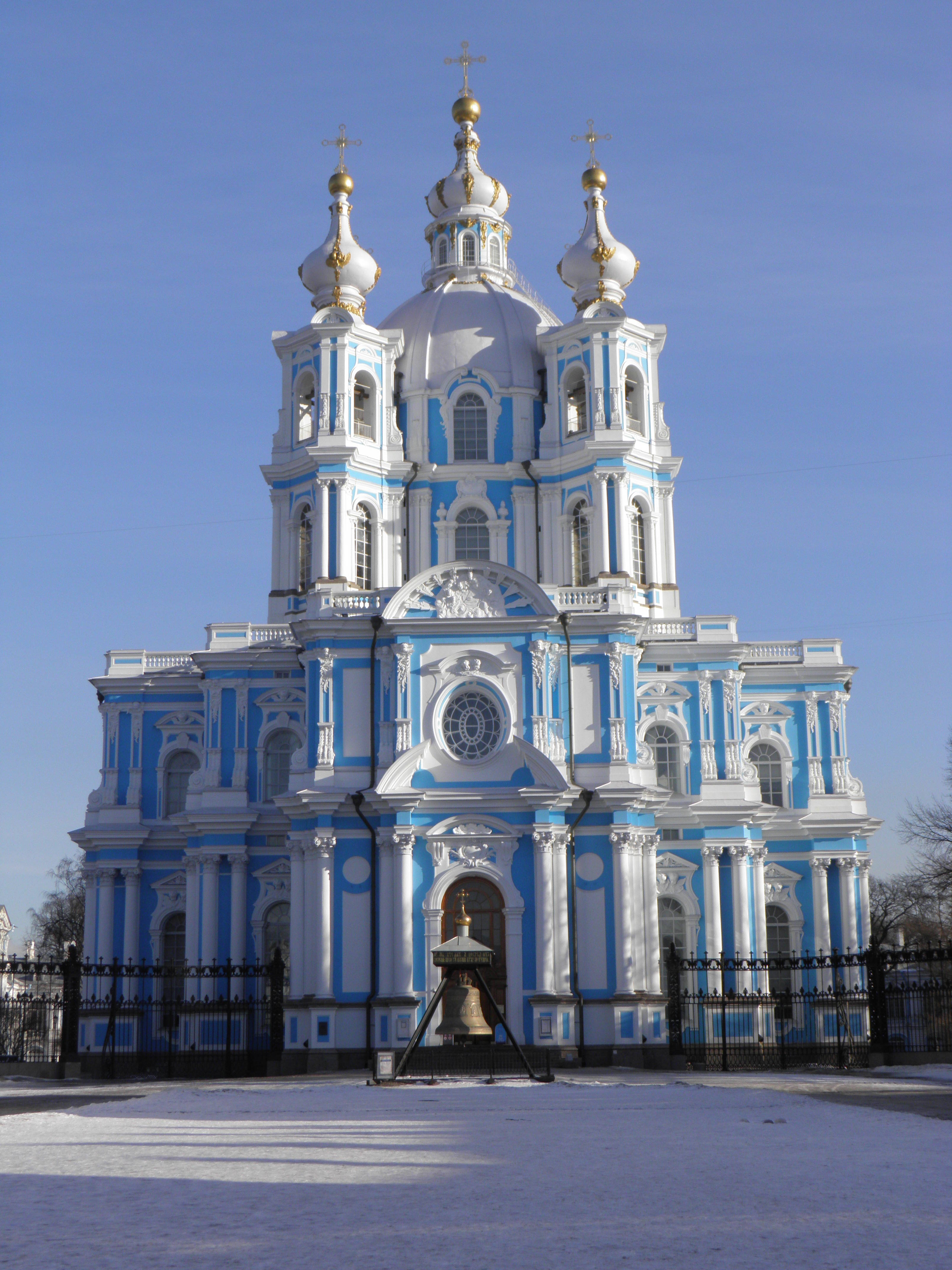
Catedral de Smolny na Rússia

A arquitetura barroca (AO 1945: arquitectura barroca) é o estilo arquitectónico praticado durante o período barroco que, precedido pelo renascimento e maneirismo, inicia-se a partir do século XVII, durante o período do absolutismo, e decorre até à primeira metade do século XVIII. A palavra portuguesa “barroco” define uma pérola de forma irregular (pérola imperfeita); originalmente depreciativo, o termo barroco, indicava a falta de regularidade e ordem, que os adeptos do neoclassicismo, influenciados pelo racionalismo do Iluminismo, consideravam um indício de mau gosto.
De facto, as características fundamentais da arquitectura barroca são as formas plásticas, com predilecção pelas linhas curvas, com movimentos sinuosos, como elipses, espirais ou curvas de construção policêntrica, por vezes com motivos que se entrelaçam, tanto que a sua geometria pode ser quase indecifrável. Tudo devia suscitar admiração e o forte sentido de teatralidade levou o arquitecto a procurar uma obra de arte unificada, fundindo pintura, escultura e estuque na composição espacial, e sublinhando tudo através de sugestivos jogos de luz e sombra. Contudo, esta definição não é aplicável a todos os países europeus; na França, na Inglaterra, em diversas regiões do norte da Europa e, posteriormente, até na Itália, o barroco foi revivido através de formas derivadas do renascimento e da arquitetura antiga, no que se define como classicismo barroco.  No período barroco tardio chegou até a Rússia, o Império Otomano e as colônias espanholas e portuguesas na América Latina.
Muitos são os pontos que se relacionam como os princípios do desenho espacial das composições arquitectónicas: esta é uma arquitetura de “espaços abertos e vistas amplas”, que dá a ilusão de espaço infinito, perspectivas infinitas. Se a arquitetura do classicismo é caracterizada pelo equilíbrio, proporcionalidade harmoniosa, composição fechada, tectónica: clareza das divisões e simetria das fachadas, então a arquitetura do estilo barroco, pelo contrário, é caracterizada pela abertura e dinamismo, interação ativa de volumes com o espaço envolvente ("introdução" do volume no espaço), a interação dinâmica do interior com o exterior da composição arquitetónica, o domínio da verticalidade em vez da horizontalidade clássica. No barroco, o ponto focal transforma-se numa força de desenho que traz ordem ao caos. O contraventamento do entablamento, o frontão quebrado, a disposição irregular das pilastras e colunas criam relevo das fachadas com efeitos de claro-escuro, especialmente em "perspectivas angulares", que servem os mesmos propósitos (teoria da perspectiva). Tudo isto confere à arquitectura um carácter pitoresco.
Considerando que o renascimento contou com a riqueza e o poder dos tribunais italianos e era uma mistura de forças seculares e religiosas, o estímulo mais importante para o surgimento e desenvolvimento do estilo barroco são as grandes descobertas geográficas e científicas dos séculos XVI e XVII, que ampliaram significativamente a compreensão das pessoas sobre o tempo e o espaço.
O vocabulário formal da arquitetura antiga, redescoberto e reinterpretado pelo renascimento, é utilizado de uma nova maneira, mais retórica, mais teatral, mais ostensiva, para servir o projeto absolutista e triunfal da Igreja Católica e dos estados. Visando a piedade popular, o barroco nasce num ambiente em que a ideologia e a estética do catolicismo, o movimento ideológico da Contrarreforma e as decisões do Concílio de Trento da Igreja Católica — em particular, no contexto das novas ordens religiosas, como os teatinos e os jesuítas — a pessoa que entra e permanece numa igreja ou palácio deve ficar impressionada com a beleza e o esplendor que simbolizam a glória de Deus ou do poder absoluto.

## Contexto histórico
O século XVII foi um período caracterizado por uma variedade de tendências nunca antes experimentadas. A concepção do cosmos tinha sido completamente revolucionada no século anterior, enquanto que as divisões desenvolvidas no interior da Igreja haviam-se tornado símbolo de uma desintegração de um mundo unificado e absoluto. No campo da arte, o sentimento de dúvida e a consequente alienação do indivíduo haviam encontrado expressão no maneirismo.
Entre finais do século XVI e princípios do século XVII poder-se-ia observar alterações na atitude humana. Descartes, tendo aprendido que de tudo se podia duvidar, chegara à conclusão de que a dúvida era a única certeza; separando o ato de duvidar de qualquer elemento desconhecido, ele acabou por escrutinar os fundamentos do cepticismo. O homem voltaria então a perseguir a certeza, escolhendo entre as alternativas que lhe eram oferecidas na época; o novo mundo tornou-se "pluralístico", oferecendo ao homem uma variedade de escolhas e alternativas, tanto de carácter religioso como filosófico, económico e político.
Enquanto que o universo renascentista era reservado e estático, a atitude fundamental da época barroca tornou-se, por conseguinte, o de pertencer a um sistema absoluto e integrado, mas ao mesmo tempo abeto e dinâmico. Tal postura foi favorecida pelas grandes viagens de exploração, pela descoberta de um mundo mais amplo, pela colonização e desenvolvimento da pesquisa científica. Isto determinou um aumento da especialização da atividade humana, com a consequente rotura do binómio arte e ciência, combinação esta que havia criado as bases do homem universal do renascimento.
A destruição do velho mundo culminou com a Guerra dos Trinta Anos, que no início do século XVII paralisou parte da Europa Central. Neste período, a reforma protestante difunde-se por várias partes da Europa, dando início ao desenvolvimento de diversas igrejas reformadas. A consequente Contrarreforma, iniciada pela igreja católica com o Concílio de Trento, teve repercussões significativas nas artes: fomentou importância didáctica das imagens e foram definidas uma série de normas no campo das artes, acentuando a distinção entre o clero e os fiéis. Esta postura estendeu-se a todas as religiões do mundo católico, graças ao trabalho dos jesuítas e, apesar do seu carácter rígido e defensivo, favoreceu o desenvolvimento da arte barroca. De facto, no século XVII, a Igreja Católica procurava um compromisso com o poder político, parando de lutar contra as intromissões da realidade histórica e tentando conciliar as questões da fé com as inerentes à vida mundana; por esta razão o barroco tornou-se num estilo capaz de expressar tanto os dogmas da fé como as frivolidades da mundanidade, com predomínio do emocional sobre o racional — a fé deveria ser atingida através dos sentidos e da emoção e não apenas pelo raciocínio.
Esta dupla expressão da arte barroca pode ser encontrada no ordenamento urbano idealizado por Domenico Fontana em Roma, durante o pontificado de Sisto V: a melhoria das coligações entre as igrejas mais importantes da cidade conduziu à formação d amplas praças ornamentadas com obeliscos e fontes, tornando-se portanto, símbolo de uma vitalidade e de um dinamismo não apenas religioso.

## Periodização
A arquitetura barroca, que se prenuncia já em meados do século XVI nalgumas obras de Miguel Ângelo, desenvolveu-se em Roma e atingiu maior expressão entre 1630 e 1670; difundiu-se na restante península e no mundo ocidental, afirmando-se no século XVII e decorrendo até à primeira metade do século XVIII; quando Roma voltar-se-ia, de novo, para o classicismo, a exemplo de Paris.
Em Itália, o primeiro período barroco corresponde à atividade de artistas e arquitetos como Carlo Maderno, Annibale Carracci, Caravaggio, Peter Paul Rubens. Um segundo período surge a partir da terceira década do século XVII, com as obras de Gian Lorenzo Bernini, Pietro de Cortona e Francesco Borromini, que fizeram de Roma o maior centro de atrações artísticas de toda a Europa. Mais precisamente nos pontificados de Urbano VIII Barberini, de Inocêncio X Pamphili e Alexandre VII Chigi, o barroco torna-se num estilo internacional que da capital dos Estados Pontifícios e sede do papado católico, se difunde por todo o mundo ocidental. O termo está relacionado com a decadência da Santa Sé, principalmente após a morte do papa Alexandre VII, em 1667; a destituição de Gian Lorenzo Bernini do projeto de ampliação do Louvre coincide com o início do declínio de Roma como principal centro irradiador de influência artística, e a afirmação de Paris neste contexto.
Em França, a periodização do barroco não está relacionada à obra individual de artistas, mas deve-se sobretudo à política cultural de Luís XIV que tratou de identificar este estilo com o nome do próprio soberano. Recorde-se, aliás, que em finais do século XVII, a revogação do Edito de Nantes provocou a migração de numerosos huguenotes franceses nos Países Baixos e na Inglaterra: o primeiro caso, representaria o fim da autonomia da comunidade local, desenvolvida há algumas décadas com a ascensão política e cultural de Amesterdão; no segundo caso, a migração francesa coincide com o ponto de viragem da arquitetura barroca na Inglaterra.
A influência do barroco não se restringiu apenas ao século XVII; em bem verdade, no início do século XVIII, a afirmação do rococó, que embora não seja uma simples continuação do primeiro, pode ser entendido como uma última fase do barroco.

## Características da arquitetura barroca

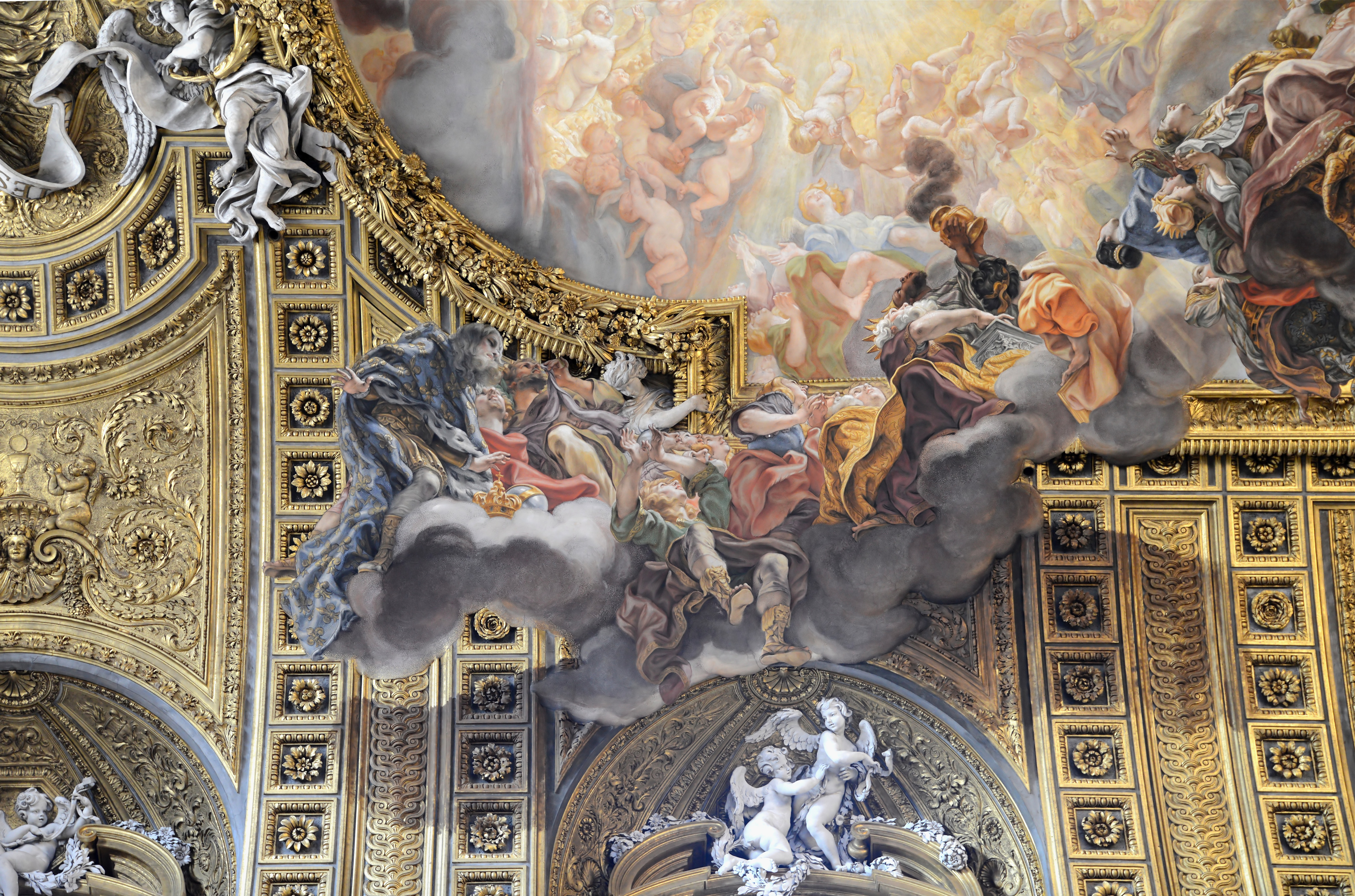
Efeito trompe-l'oeil no teto da Igreja de Gesù, Roma, de Giovanni Battista Gaulli (concluído em 1679)

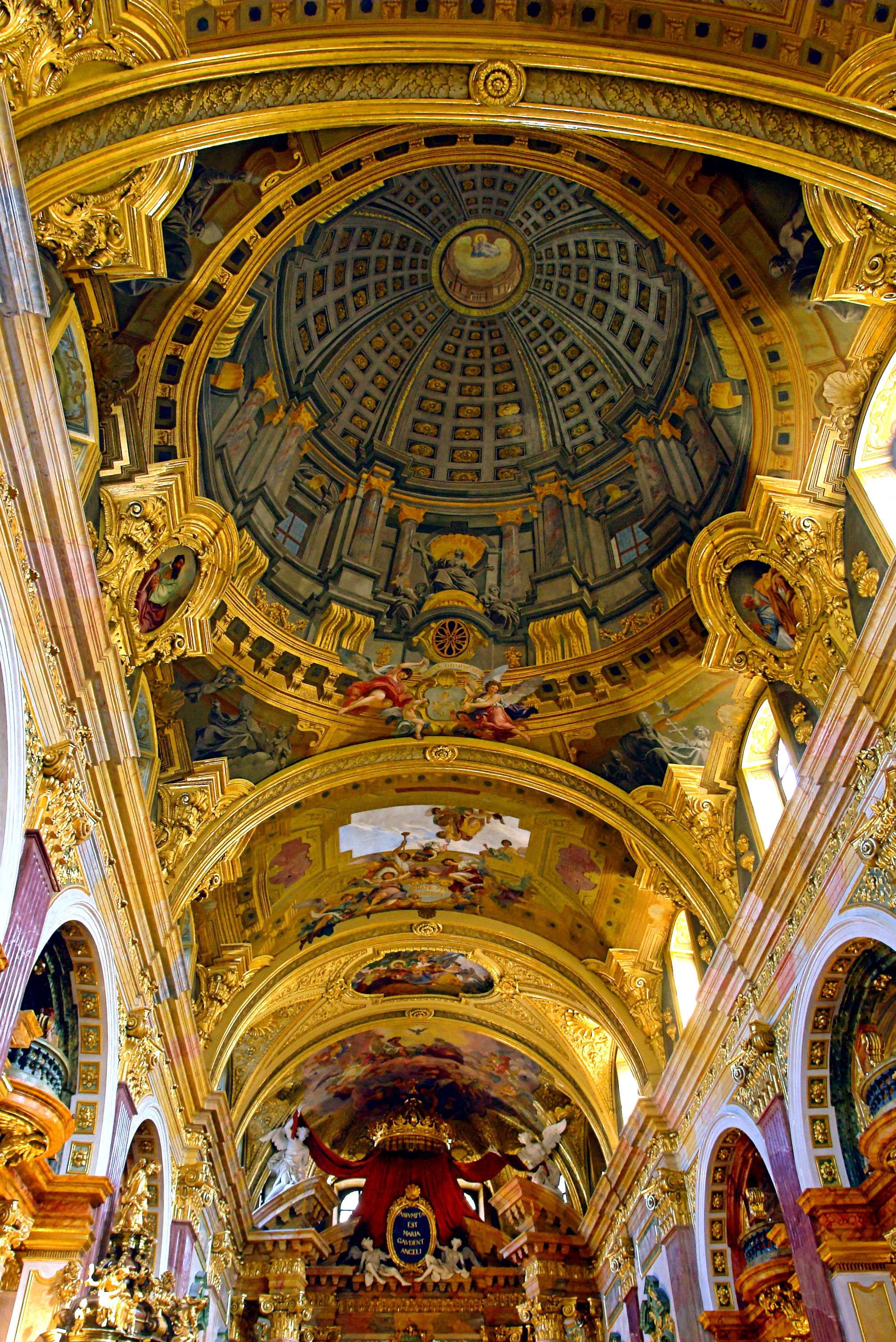
Pintura ilusionista do teto da Jesuitenkirche, Viena, por Andrea Pozzo (1703)

Contrariamente à tese de que o barroco teve origem no maneirismo, diversos estudos sustentam que foi o classicismo tardio que deu início ao novo estilo. De facto, a arquitetura maneirista não foi suficientemente revolucionária ao ponto de alterar radicalmente, no sentido espacial e não apenas a nível ornamental, o estilo da antiguidade para fins populares e retóricos num ambiente contrarreformista; por outras palavras, o maneirismo não correspondia às exigências artísticas da contrarreforma, por carecer de características relativas à clareza, realismo e intensidade emotiva requeridas pela Igreja do final do século XVI.
Já no século XVI, Miguel Ângelo havia prenunciado o barroco nas formas colossais e maciças da cúpula da Basílica de São Pedro, em Roma; as alternâncias de proporções e forças expressadas pelo mesmo arquiteto no vestíbulo da Biblioteca Medicea Laurenziana adicionadas à enorme cornija do Palácio Farnésio tinham despertado, à época, reações, justamente pela veemente alteração das proporções clássicas. Não obstante, noutras obras, Miguel Ângelo tinha cedido à influência da corrente maneirista. Entretanto, apenas quando o maneirismo chegava ao fim é que se redescobriria Miguel Ângelo como o pai do barroco.
As principais características do barroco definem-se como uma reação à simetria e às formas rígidas do renascimento: utilizam o dinamismo plástico, a suntuosidade e a imponência, reforçados por intensa emotividade conseguida através de sinuosidades, elementos contorcidos e espirais (volutas, orelhões), produzindo diferentes efeitos perspéticos e ilusórios, tanto nas fachadas quanto no desenho das plantas e dos interiores das edificações. A intenção da criação de ilusão do movimento; combinação e abundância de linhas opostas que reforçam o efeito cénico; o uso de jogos de claro-escuro pela construção de massas salientes e reentrantes (sinuosas ou lisas). Os elementos construtivos usados como elementos puramente decorativos: uso de colunas torsa, helicoidais, duplas ou triplas e escalonadas; de arcos polilobados; os frontões são compostos ou interrompidos, que reforçam o movimento ascensional das fachadas; o uso de decorações naturalistas convertem-se em elementos característicos do estilo.
A quadratura, termo que foi introduzido no século XVII, tornou-se popular entre os artistas barrocos. As pinturas em trompe-l'œil de anjos e santos na cúpula e no teto, combinadas com molduras de estuque ou decoração, que dão a ilusão de três dimensões e de um olhar através do teto para os céus. Ao contrário de outras técnicas de trompe-l'œil ou decorações de teto precedentes como o di sotto in sù (visto de baixo), que geralmente dependem de abordagens artísticas intuitivas para dar efeito de ilusão, a quadratura está diretamente ligada às teorias de perspectiva do século XVII e à representação do espaço arquitetónico. A arquitetura barroca é caracterizada pela opulência; com o progresso técnico e os avanços da estática, as naves se alargaram, chegando até a adotar formas arredondadas. Recorrendo à ornamentação "excessiva" aumentaram a utilização de falsos mármores e estuques, em particular com a utilização generalizada de mármores policromados; esculturas de anjos e putti, muitas vezes dourados, omnipresentes assim como volutas, espirais, rocaille, cartuchos com formas elaboradas e molduras esculpidas quebram as superfícies e acrescentam efeitos tridimensionais às paredes.
O barroco, no entanto, não se limitou a reavaliar novas tendências dos antigos padrões, mas criou uma nova concepção espacial, com a interpenetração das partes resultantes de uma visão espacial unitária, da qual são exemplo as igrejas de São Carlos das Quatro Fontes e de Santo Ivo em La Sapienza de Borromini, ambas em Roma, ou a Basílica de Vierzehnheiligen de Johann Balthasar Neumann, em Bad Staffelstein, Baviera. Neste contexto, o historiador Bruno Zevi definiu o barroco como a libertação espacial, libertação mental das regras dos tratadistas, das convenções, da geometria elementar e da estática. É a libertação da simetria e da antítese entre o espaço e interior e o espaço exterior.
O século XVII propusera, contudo, uma multiplicidade de sistemas religiosos, filosóficos e políticos; não é possível, portanto, determinar um conceito unitário da arquitetura barroca. Porém, todos os sistemas barrocos tinham em comum o facto de operarem através da "persuasão", da "participação", do "transporte", que se traduziram em termos de centralização, integração e extensão espacial.

### Teatralidade
Torna-se urgente e faz sentido falar da vertente plástica, nos recursos cénicos, fundamentais à reflexão da materialidade do espaço teatral. A ideia de espectacularidade e do efémero — entendido no sentido que a vida é uma mutação constante e que nada perdura — aplicado à brevidade de um
momento teatral (arte do provisório), manifestam-se como métodos e linguagens na criação de cenários para teatro, traduzindo e impondo uma espacialidade concreta. Retêm-se propostas visuais que nos transmitem a ideia do pôr em cena e toda a visualização plástica do texto dramático. A presença metastasiana, insere-se no contexto do melodrama setecentista, típico drama heróico onde se vivem os conflitos amorosos, juntamente com o sentimento de glória e de amor pátrio. Prática herdada das representações dos jesuítas, a utilização de uma engenharia teatral é agora amplamente aproveitada pelo espectáculo barroco numa perfeita autosuficiência e coerência ilusionísticas. Ao conjunto de todos os mecanismos cola-se a ideia do maravilhoso e de sublime — auroras, crepúsculos, núvens e paraísos — que pela beleza de imaginação e habilidade técnica produzem efeitos luminosos e acústicos.
Nas igrejas barrocas a fachada é tratada como um antigo proscénio de teatro com colunas, nichos povoados de estátuas; nunca antes e raramente ousamos encenar um altar de igreja como um palco de teatro, rodeado de colunas, povoado por anjos e santos que estão como que em representação, uma cena bíblica sobre tela ao fundo, o santo votivo da igreja esculpidos no proscênio, todos encimados por dosséis dos quais pendem cortinas que lembram ferozmente as do teatro. Bernini chega ao ponto de colocar espectadores em torno de sua famosa capela Cornaro em Notre-Dame-de-la-Victoire. Assim, certos interiores apresentados nas gravuras, delírios ornamentais de cunho barroquista, são corrigidos por uma visão de rigorosa frontalidade através de elementos decorativos subordinados às linhas arquitectónicas. A grandiosidade cenográfica radica-se na tridimensionalidade e numa relação de fantasia com a citação do classicismo histórico.

## Temas da arquitectura barroca

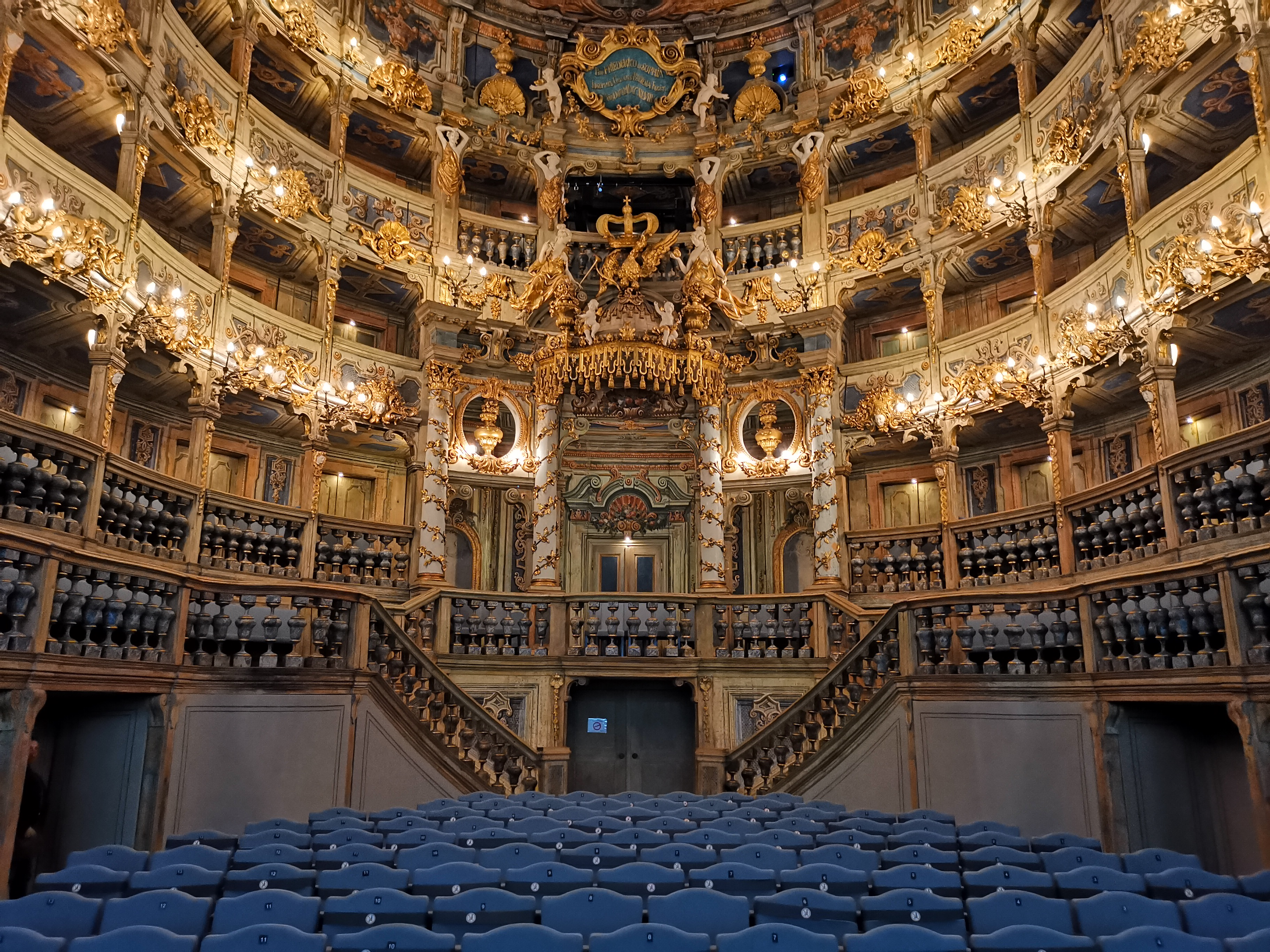
Ópera Margrave na cidade de Bayreuth, na Alemanha. Construído entre 1745 e 1750, é um dos poucos teatros europeus sobreviventes desse período e foi amplamente restaurado. A ópera foi inscrita na Lista do Patrimônio Mundial da UNESCO pela sua excepcional arquitetura barroca

### Urbanismo

Mapa de Versalhes, França, de 1746: Nele são claramente visíveis o arranjo xadrez das ruas, pontos concêntricos e eixos diagonais.

Em 1585, o papa Sisto V deu início aos trabalhos de transformação urbanística de Roma, contratando Domenico Fontana para vincular os principais edifícios religiosos da cidade por meio de grandes eixos estradais rectilíneos. O projecto, que tinha como propósito enfatizar o papel de Roma como "cidade santa", lançou premissas para uma série de transformações semelhantes em vários centros por toda a Europa.
Assim, à planimetria centralizada e fechada das cidades ideais renascentistas, contrapôs-se a concepção barroca da "cidade capital", mais dinâmica e aberta face os seus próprios confins, mas ao mesmo tempo um ponto de referência para todo o território. Em Roma, os pontos focais do panorama urbano foram demarcados com a utilização dos antigos obeliscos egípcios e altas cúpulas; por outro lado, em Paris, os nós do sistema rodoviário foram definidos por praças simétricas, centradas em torno da estátua do soberano.
É no desenho da cidade que a arte barroca inova verdadeiramente. O Renascimento italiano começa por repensar o planeamento urbano, mas fê-lo dentro das margens da cidade medieval "fechada". O barroco, por sua vez, “abre”. Abre a cidade pensada como um espaço sistematizado, avança sobre infinitas perspectivas, concebe a capital como centro de forças que se irradiam muito para além dos seus limites. Cabe-nos pensar que a revolução copernicana e depois a newtoniana que então se impuseram, influenciaram as mentes dos comanditários, bem como os arquitectos e urbanistas.
Do ponto de vista geral, a praça barroca abandonou a sua tradicional função cívica e pública, para se tornar um meio de exaltação da ideologia política ou religiosa, como no caso do chamado "palace-royale" francês (como por exemplo, a Place Dauphine e a Place des Vosges) e da Praça de São Pedro em Roma.

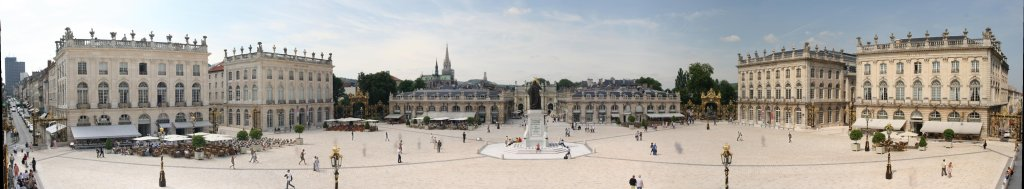
A praça Stanislas de Nancy.

Mais modesta, mas não menos representativa, a Praça Stanislas, em Nancy, testemunha a fidelidade ao Rei de França, cuja estátua foi inicialmente erguida no seu centro, em frente a um arco triunfal na sua glória. A sequência urbana de Nancy ilustra na perfeição as pautas compositivas de um urbanismo que consolida definitivamente uma série de princípios, como o fecho espacial, a simetria, as vistas, a uniformidade das fachadas e a rua recta. A praça foi concebida para se tornar o coração e o centro da cidade, onde todos os escritórios administrativos estariam reunidos, e um local para cerimónias e celebrações populares no cruzamento dos dois principais eixos da cidade.
A simetria em relação a um ou mais eixos; a conclusão em perspectivas; os edifícios independentes que colocados lado a lado formam um só e coerente conjunto arquitectónico são as principais características urbanísticas.

### Igreja

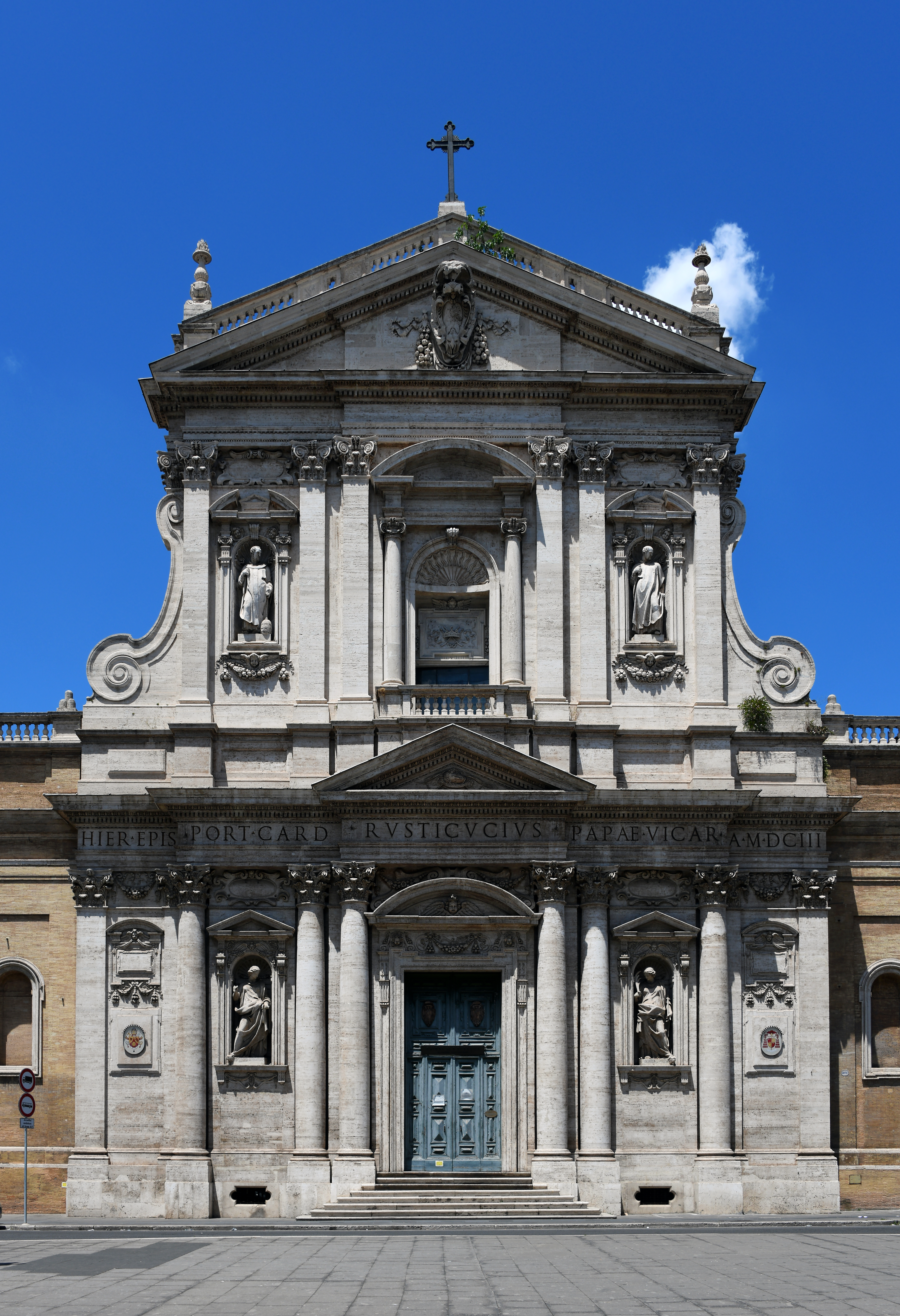
Igreja de Santa Susana, Roma

Como ponto de partida da arquitectura barroca pode considerar-se a Igreja de Jesus de Roma, construída a partir de 1568 sob o projecto de Jacopo Vignola. O edifício, que representa uma síntese entre a arquitectura renascentista, maneirista e barroca, satisfazia plenamente as novas exigências contrareformistas: a disposição longitudinal da planta permitia acolher o maior número de fiéis, enquanto a planta em cruz latina com numerosos absidíolos representava um retorno à tradição do Concílio de Trento.
Por outro lado, a presença de uma cúpula sublinhava a centralidade do espaço face o fundo da nave, e presagiava a busca por uma integração entre o planta longitudinal e o centralizado. Além disso, a fachada, construída de acordo com o projeto de Giacomo della Porta, antecipava os elementos mais marcadamente barrocos, comparáveis com os alçados das igrejas de Santa Susana e de Santo André do Vale.
O desenvolvimento da arquitetura da igreja barroca assenta nos mesmos princípios de integração entre plantas longitudinais e centralizados, bem como na vontade de integrar a igreja no espaço urbano envolvente. Se os arquitectos maneiristas alteram o traçado rigoroso das fachadas renascentistas acrescentando temas e decorações caracterizadas por um intelectualismo requintado e sombrio, sem modificar a lógica planimétrica e estrutural das fachadas dos edifícios, os arquitectos barrocos modificam essa arquitectura tanto nas plantas como nas partituras das fachadas, em função de uma nova concepção espacial. As fachadas das igrejas não constituem mais a terminação lógica do corte interno, mas tornam-se um organismo plástico que marca a transição do espaço interno para a cena urbana. Assim, o espaço interno, muitas vezes definido por elipses, é modelado continuamente através do movimento dos elementos espaciais, diferenciando-se totalmente do conceito renascentista, que previa uma sucessão uniforme de elementos dispostos em simetria entre si.
No que diz respeito aos desenhos planimétricos, além dos sistemas derivados da planta da basílica tradicional, a época barroca prevê dois tipos fundamentais de plantas centralizadas: as igrejas longitudinais centralizadas e as igrejas de planta central alongada.

### Palácio

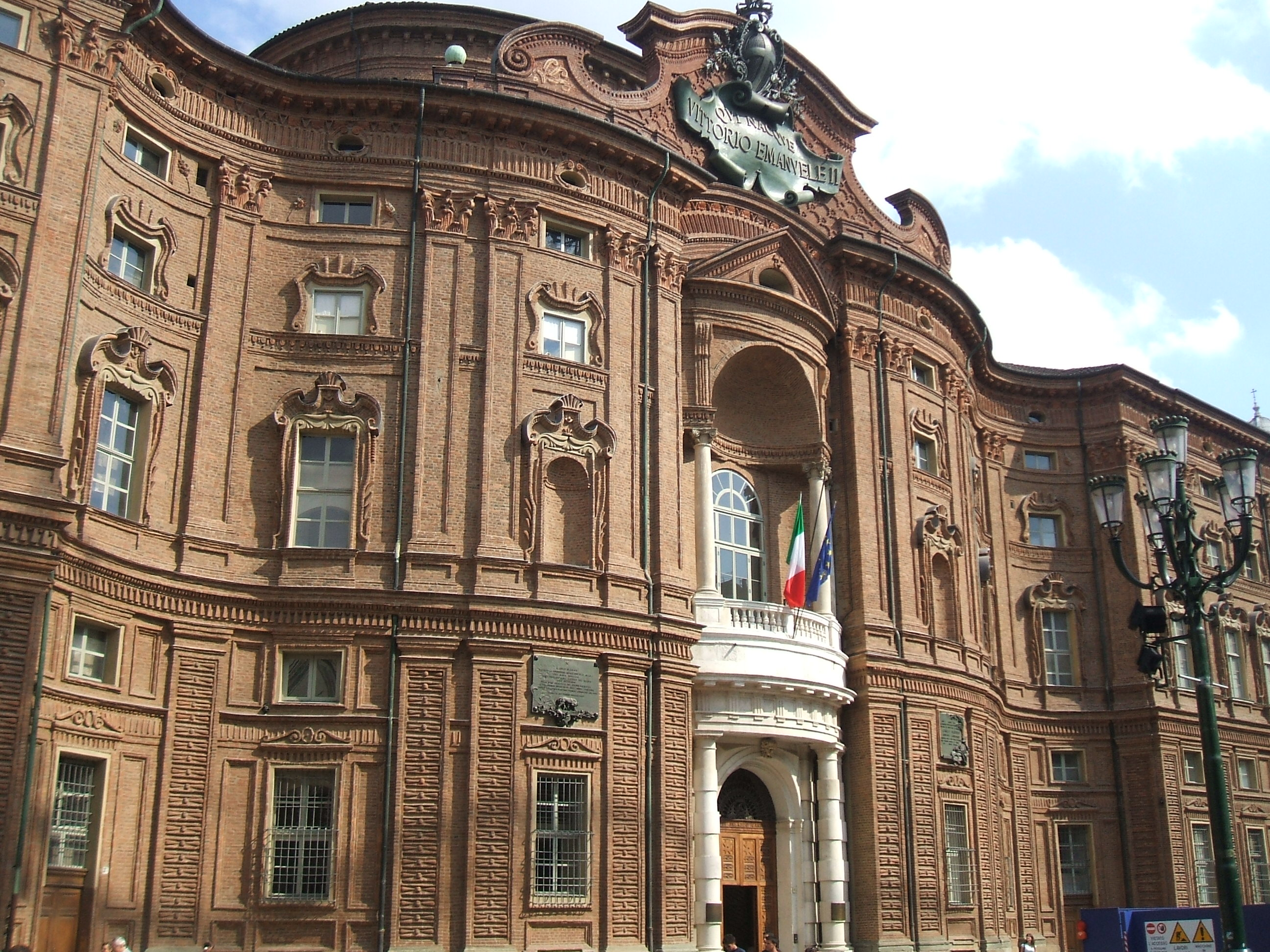
Palácio Carignano, em Turim

Na arquitetura civil é necessário distinguir dois tipos de residência nobre: o palácio da cidade e a villa de campo.
O palácio italiano, embora com algumas variações regionais, manteve-se fiel à tipologia residencial do renascimento, com um edifício fechado em torno de um pátio interno. Geralmente as fachadas principais eram dotadas de corpos vanguardistas e decoradas com a utilização de colunas gigantes. Notamos também o prolongamento do eixo de simetria no interior do edifício, onde se abrem o vestíbulo e o pátio central; por exemplo, o eixo longitudinal introduzido no Palácio Barberini, em Roma, contribui para a definição do plano e sublinha a sua relação com o ambiente externo. Além disso, este edifício constitui um ponto de viragem na tipologia das residências de estilo italiano: a planta é em forma de H, com um átrio profundo que diminui constantemente de largura até conduzir a uma sala elíptica, centro nodal de todo o edifício.

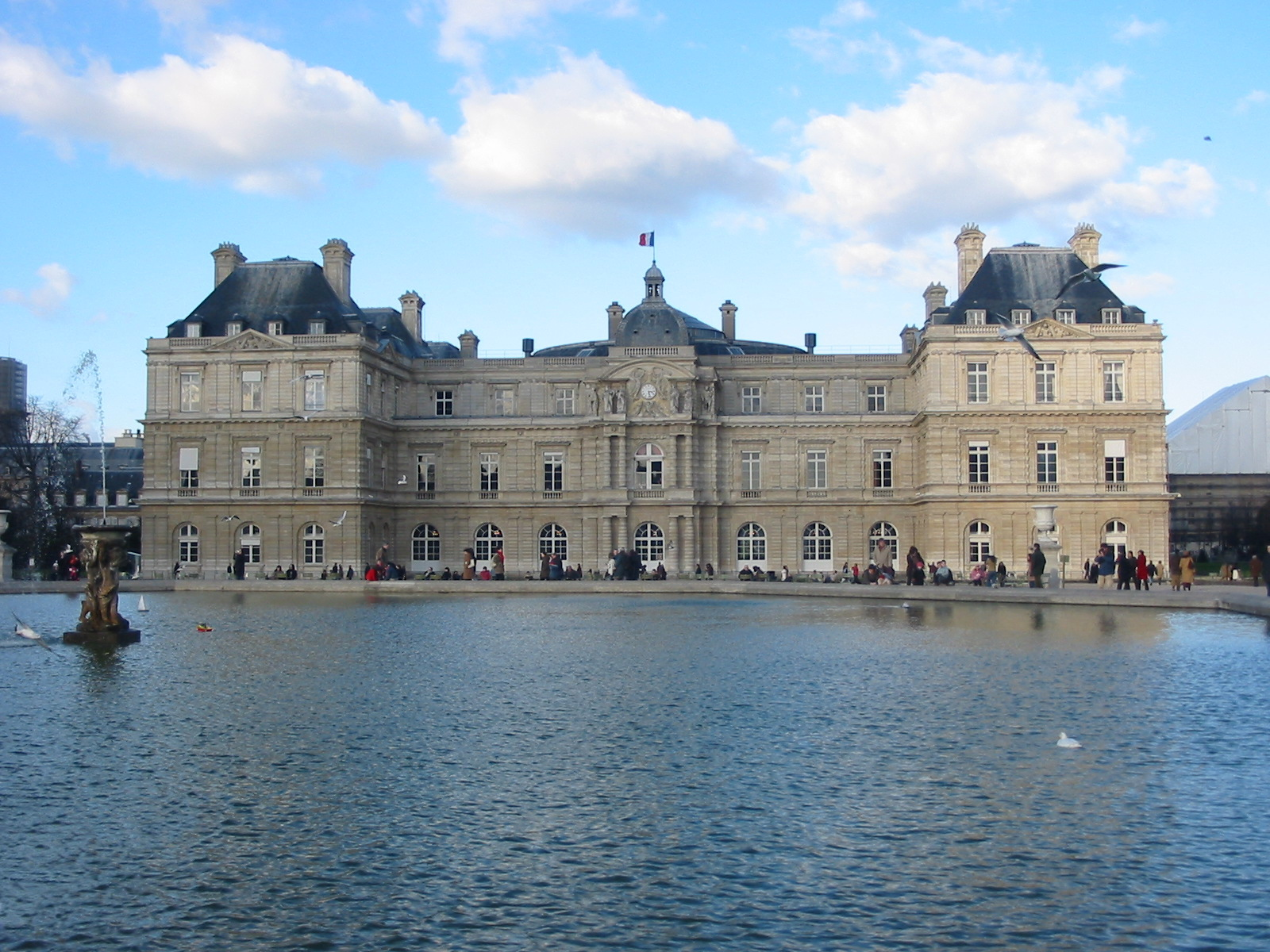
Palácio do Luxemburgo, em Paris

Por outro lado, a residência urbana da nobreza francesa, chamada hôtel, lembrava a planta das cortes medievais; de facto, o clima severo exigiu uma maior exposição solar das divisões e impôs a adopção de planos mais complexos, definidos pela construção de alas laterais pronunciadas. O corpo principal está afastado da estrada e é precedido pelo cour d'honneur, espaço aberto ao exterior, mas que ao mesmo tempo separa a residência da cidade. Adequado a este esquema está o Palácio do Luxemburgo, construído por Salomon de Brosse a partir de 1617; aqui, ao contrário de outros edifícios, os pavilhões de esquina não se destinavam a abrigar salas de serviço, mas continham apartamentos reais em cada andar.
Em França, foi também notável o desenvolvimento das casas de campo (palácios), o que levou à criação de complexos muito grandes, para os quais convergiam as principais vias rodoviárias. Entre estes recordamos o Castelo de Maisons-Laffitte (1642–1646), desenhado por François Mansart, o de Vaux-le-Vicomte (1656–1661), desenhado por Louis Le Vau e, claro, o Palácio de Versalhes, símbolo do absolutismo francês, cujo trabalho de reconstrução foi iniciado pelo próprio Le Vau a mando de Luís XIV de França. Característica barroca torna-se a de reunificação das partes e de continuidade espacial, onde ocorre considerar que o processo de rompimento da compartimentação do espaço renascentista, através da etapa "maneirista" de colocar enfileiradas as portas que interligam compartimentos para, em seguida, alargar essas portas em amplos arcos, torna-se uma maneira de projetar comum na arquitetura europeia a partir do período barroco.

## Nascimento e difusão do barroco no século XVII
| “                                                              | «É em Roma que aparece principalmente o barroco. […] Não se trata aqui do estilo dos imitadores ineptos, que aparece onde falta o génio; pelo contrário, é preciso afirmar que foram precisamente os grandes mestres do renascimento que deram origem ao barroco. Surgiu do máximo esplendor do renascimento. E Roma permaneceu à frente da evolução da arte. Finalmente, o barroco romano é a transformação mais completa e radical do renascimento. Enquanto em outros lugares o estilo anterior ainda brilha aqui e ali e o novo muitas vezes consiste apenas em expressões pomposas para significar o que até então era dito de forma simples, em Roma todos os vestígios do sentimento anterior desaparecem. | ” |
| — Heinrich Wölfflin, Renascimento e Barroco, Milão (1864–1945) | |   |

### Igreja

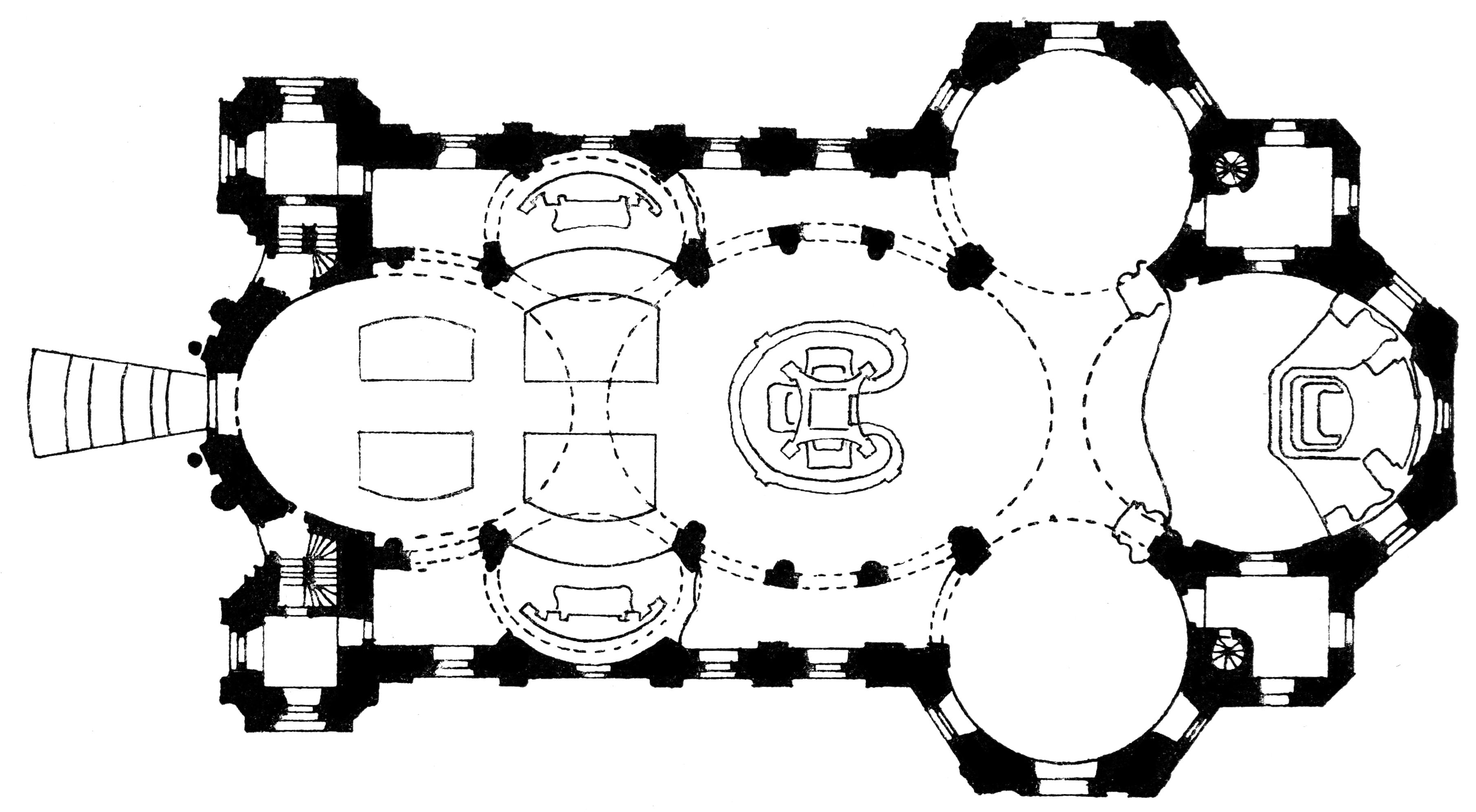
Planta da Basílica dos Catorze Santos Auxiliares do barroco tardio por Balthasar Neumann, construída entre 1743 e 1772. O altar encontra-se numa oval ao centro.

Planta da igreja de Santo André no Quirinal

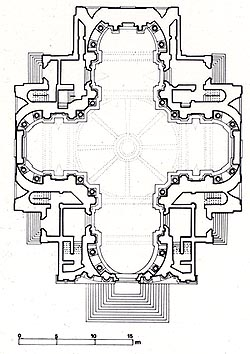
Planta cruciforme de uma alta igreja barroca, Santi Luca e Martina em Roma por Pietro da Cortona (1639–1669)

No final do século XVI, Roma tornou-se o centro de desenvolvimento da arquitetura ligada à Contrarreforma e exerceu a sua influência em todo o mundo católico. As premissas para a afirmação do estilo barroco podem já ser encontradas nas obras de Giacomo Della Porta (1533–1602), que construiu a fachada da igreja de Gesù nas últimas décadas do século XVI.
Poucos anos depois, em 1603, foi concluída a fachada da igreja de Santa Susana, desenhada por Carlo Maderno (1556–1629) e habitualmente considerada o "primeiro exemplar plenamente concretizado da arquitectura barroca"; embora a disposição espacial ainda seja maneirista. A estreia de Maderno como arquiteto pode ser encontrada nas obras que realizou para o cardeal Anton Maria Salviati, como a conclusão da igreja de San Giacomo in Augusta, cuja cúpula com contrafortes mostra o rigor técnico que adquiriu durante a sua aprendizagem ao lado do seu tio Domenico Fontana. Santa Susanna foi, todavia, o primeiro grande compromisso da sua carreira. Aqui, Maderno reforçou o eixo central através da utilização gradual de pilares, semicolunas e colunas em direção à parte central do edifício, acentuando assim a plasticidade que já havia surgido na obra Della Da porta. Em comparação com Della Porta e a fachada da igreja de Gesù, a inovação substancial reside em ter alargado a utilização de colunas à primeira ordem de toda a zona central e tê-la substituído, no nível superior, por uma série de pilastras. No geral, foi um salto notável em comparação com a frieza académica em voga até então e evidente, por exemplo, na fachada da Igreja de São Jerônimo dos Croatas, obra criada por Martino Longhi, o Velho, por volta de 1588–1589.
Neste contexto, foram erguidas numerosas fachadas com o mesmo propósito propagandístico, algumas com resultados muito particulares, como é o caso da Igreja dos Santos Vicente e Anastácio em Trevi, de Martino Longhi, o Jovem (1602–1660), onde numerosas colunas estão concentradas na parte central do prospecto. O próprio Maderno foi encarregado de ampliar um braço da Basílica de São Pedro, a fim de tornar a igreja adequada para acomodar um maior número de fiéis; também neste caso, a fachada (1608–1612), uma das obras mais comentadas da história da arquitectura, apresenta uma maior intensidade plástica em direcção ao centro.
Uma nova abordagem, baseada na transformação das formas e não na aplicação de elementos decorativos, ocorreu com o sucesso de Gian Lorenzo Bernini (1598–1680), Francesco Borromini (1599–1667) e Pietro da Cortona (1596–1669).
Bernini foi o dominador da cultura artística romana durante meio século. O baldaquino de São Pedro (1624–1633), depois das limitações e incertezas que surgiram na restauração da Igreja de Santa Bibiana, constitui o verdadeiro início da sua carreira. No entanto, não representa um ponto de viragem repentino, mas sim um caminho gradual de autocrítica que se estende por quase uma década de trabalho. Bernini definiu os suportes do Baldaquino com quatro colunas torsas que, embora não sendo uma novidade absoluta no panorama arquitetónico romano, diferiam claramente do desenho dos pilares da basílica vaticana, fazendo do cibório o ponto focal de toda a construção. A principal novidade, porém, está no coroamento, para cuja definição também está documentada a contribuição de Borromini, com aquele leve emaranhado de volutas que, com razão, pode ser considerado o manifesto da arquitetura barroca. Algumas décadas depois, a partir de 1658, o mesmo arquitecto construiu a pequena igreja de Santo André no Quirinal, de planta oval fortemente dilatada e caracterizada pela presença de numerosas capelas criadas na parede perimetral; uma cúpula, pouco visível do exterior, assenta no entablamento que serpenteia acima das aberturas laterais.
O tema oval, adotado por Bernini também na desaparecida capela dos Três Reis Magos (1634) e na Praça de São Pedro (concluída em 1667), também deveria ter sido retomado por Carlo Rainaldi (1611–1691) na Igreja de Santa Maria em Campitelli, mas, na altura da construção, a nave elíptica foi transformada num espaço biaxial, livre de curvas, com uma série de capelas que se estreitam até à zona da abside. Em particular, um santuário coberto por uma cúpula circular foi unido ao corpo frontal da igreja, segundo um esquema utilizado no norte da Itália que, no entanto, não foi seguido em Roma. A forma recortada da nave, realçada pela presença de colunas e pilares sobre os quais se assenta o entablamento, repete-se também na fachada principal, onde ainda emergem colunas apoiadas em pilares numa sucessão de edículas.
A procura de espaços criados dentro do muro perimetral é evidente na igreja da Colegiada de Nossa Senhora da Assunção, em Arícia, localidade situada perto de Roma. O projeto, também de Bernini, foi implementado no início da década de 1660; em comparação com Santo André no Quirinal, a planta aqui é circular e é ladeada externamente por dois propileus localizados no final de um corredor que circunda a parte posterior do edifício. Se a figura da planta apresenta uma tablatura clássica, referente aos modelos de Bramante ou ao Panteão de Roma, no exterior a invenção barroca manifesta-se no traçado urbano do conjunto, com o corredor circular representando um exterior e um interior no ao mesmo tempo, e com o volume da igreja que “gera visivelmente a sua faixa espacial, que não é de contenção, como em Borromini, mas de expansão medida e controlada”.

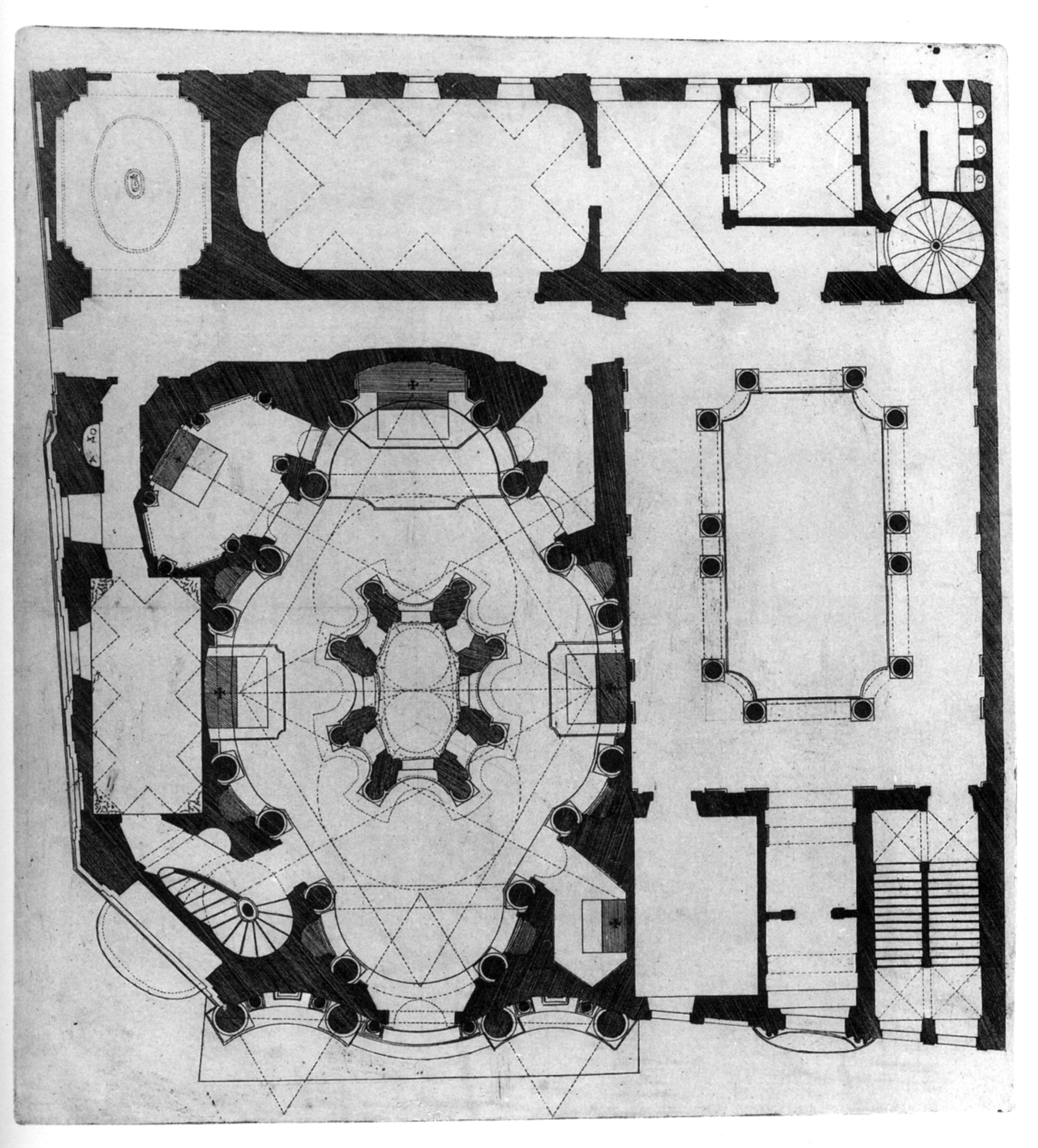
Planimetria da Igreja de São Carlos nas Quatro Fontes com o convento e o claustro

Todavia, é na Igreja de São Carlos das Quatro Fontes (conhecida como San Carlino) de Borromini que a temática dos espaços criados no perímetro do edifício atinge o seu apogeu. Esta igreja, tão pequena que caberia dentro de um pilar da basílica do Vaticano, foi iniciada em 1638 num pequeno terreno onde, além do próprio local de culto, existia também o claustro e o adjacente convento. A planta de San Carlino remonta ao oval, com paredes côncavas e convexas que se alternam para formar capelas laterais. A cúpula tem base oval e está gravada com uma profunda estrutura em caixotões onde se alternam em diferentes formas; a ligação entre a cúpula e o corpo do edifício é feita por meio de quatro tímpanos que assentam no entablamento. O movimento ondulante das paredes e a alternância rítmica de formas salientes e recuadas dão origem a um organismo plástico pulsante, cuja forma é sublinhada pela ausência de decorações suntuosas. Na fachada, iniciada apenas nos últimos anos de vida de Borromini, ainda é evidente a procura de um intenso dinamismo, com superfícies sinuosas dispostas em duas ordens: a parte inferior é caracterizada por uma sucessão de superfícies côncavas–convexas–côncavas; a superior é dividida em três partes côncavas, das quais a central abriga uma edícula convexa. Aclamado pela geração seguinte como um arquiteto revolucionário, que rejeitou a abordagem antropomórfica do Renascimento em favor de uma abordagem modular, Borromini utiliza uma inteligente interpenetração geométrica de curvas e contracurvas.

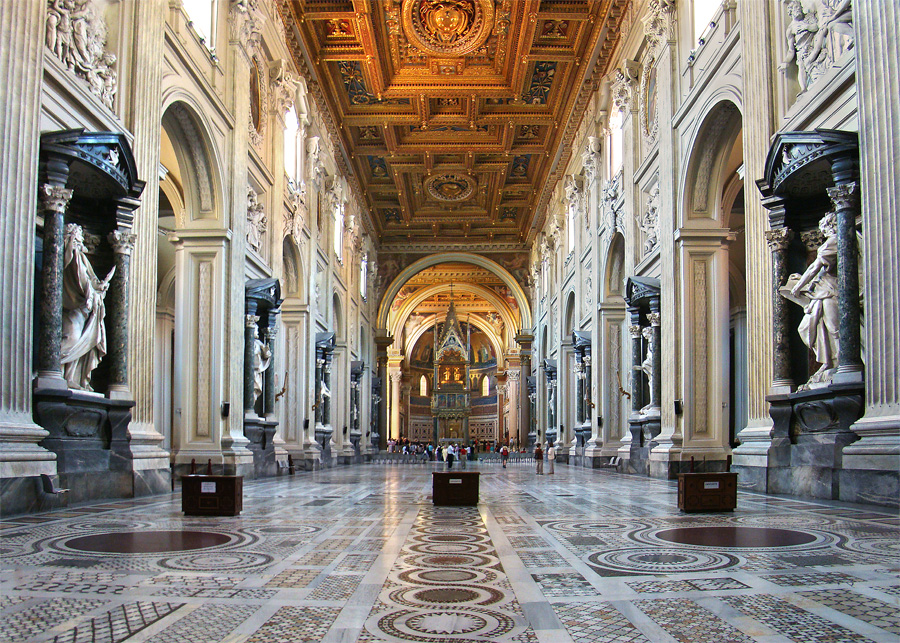
Interior da Arquibasílica de São João de Latrão

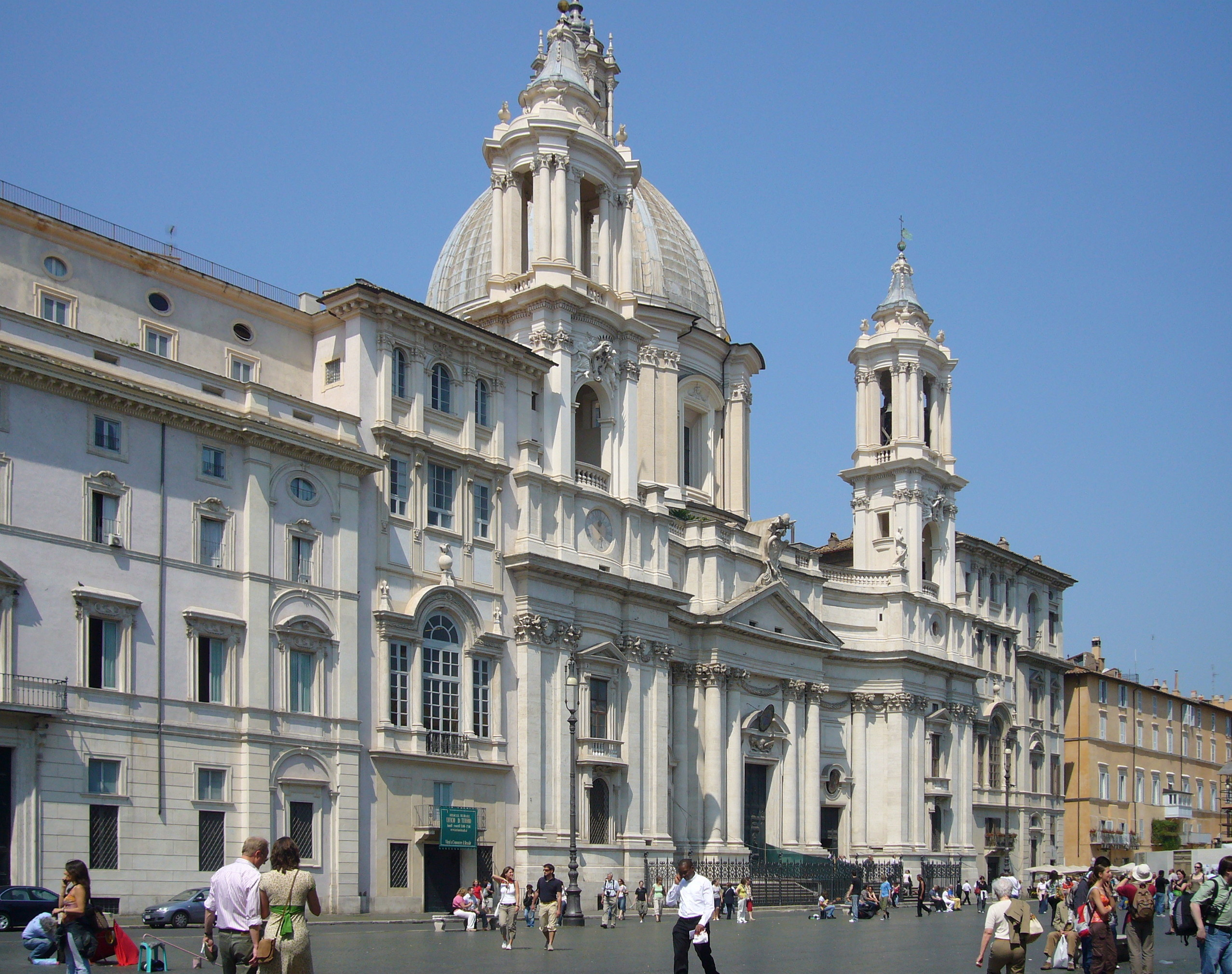
Igreja de Santa Inês em Agonia

Borromini esteve envolvido em vários canteiros de obras em Roma: criou o Oratorio dei Filippini (cuja fachada, rica em concavidades e convexidades, é uma feliz fusão entre um palácio e uma igreja), a igreja de Nossa Senhora das Sete Dores (incompleta) e, a partir de 1642, iniciou o que pode ser considerado a sua obra-prima, a igreja de Santo Ivo em La Sapienza. Diretamente ligada à igreja de São Carlos das Quatro Fontes, a igreja de La Sapienza foi colocada para fechar um pátio preexistente projetado por Della Porta. A planta, gerada essencialmente pela intersecção de dois triângulos equiláteros opostos, é coroada em elevação por uma cúpula com lanterna terminando em espiral; o traçado de Sant'Ivo, mais uma vez moldado através da utilização de concavidades e convexidades, é um dos mais unitários da história da arquitectura, ainda que, precisamente pela sua audácia, não tenha encontrado aplicações semelhantes nas obras dos seus contemporâneos.
O mesmo arquitecto, contratado pelo papa Inocêncio X, também interveio na restauração da grande Arquibasílica de São João de Latrão (San Giovanni in Laterano); Borromini manteve a estrutura original, incorporando as colunas das naves no interior de grandes pilares, enquanto a planeada cobertura abobadada não foi construída. Segundo os críticos, embora o projeto não tenha sido executado na íntegra, “San Giovanni in Laterano tem uma das mais belas naves que existem”: a integração dos espaços é acentuada pelas grandes aberturas que percorrem a nave, enquanto as naves laterais são constituídas por pequenas unidades centralizadas, com cantos côncavos que também continuam nas abóbadas.
Alguns anos depois trabalhou na igreja de Santa Inês em Agonia, iniciada por Girolamo Rainaldi (1570–1655) e  pelo seu filho Carlo em 1652, criando uma das visões mais classicizantes da sua produção artística ; o edifício, cuja construção foi novamente assumida por Carlo Rainaldi, é uma das obras mais significativas da época, pois teve uma influência notável a nível internacional. A planta é uma cruz grega que se funde com o espaço circular encimado por uma grande cúpula; é uma revisão barroca da planta central de São Pedro. A invenção de Borromini reside na fachada, onde recuou a frente principal para obter uma forma côncava firmemente ligada ao tambor convexo da cúpula; estendeu então a fachada aos edifícios laterais, de modo a construir duas torres sineiras caracterizadas por uma orientação tendencialmente irregular em direcção ao topo. Invenções semelhantes também podem ser encontradas na torre sineira de Sant'Andrea delle Fratte (obra inacabada também de Borromini), que termina com uma espécie de lanterna circular.

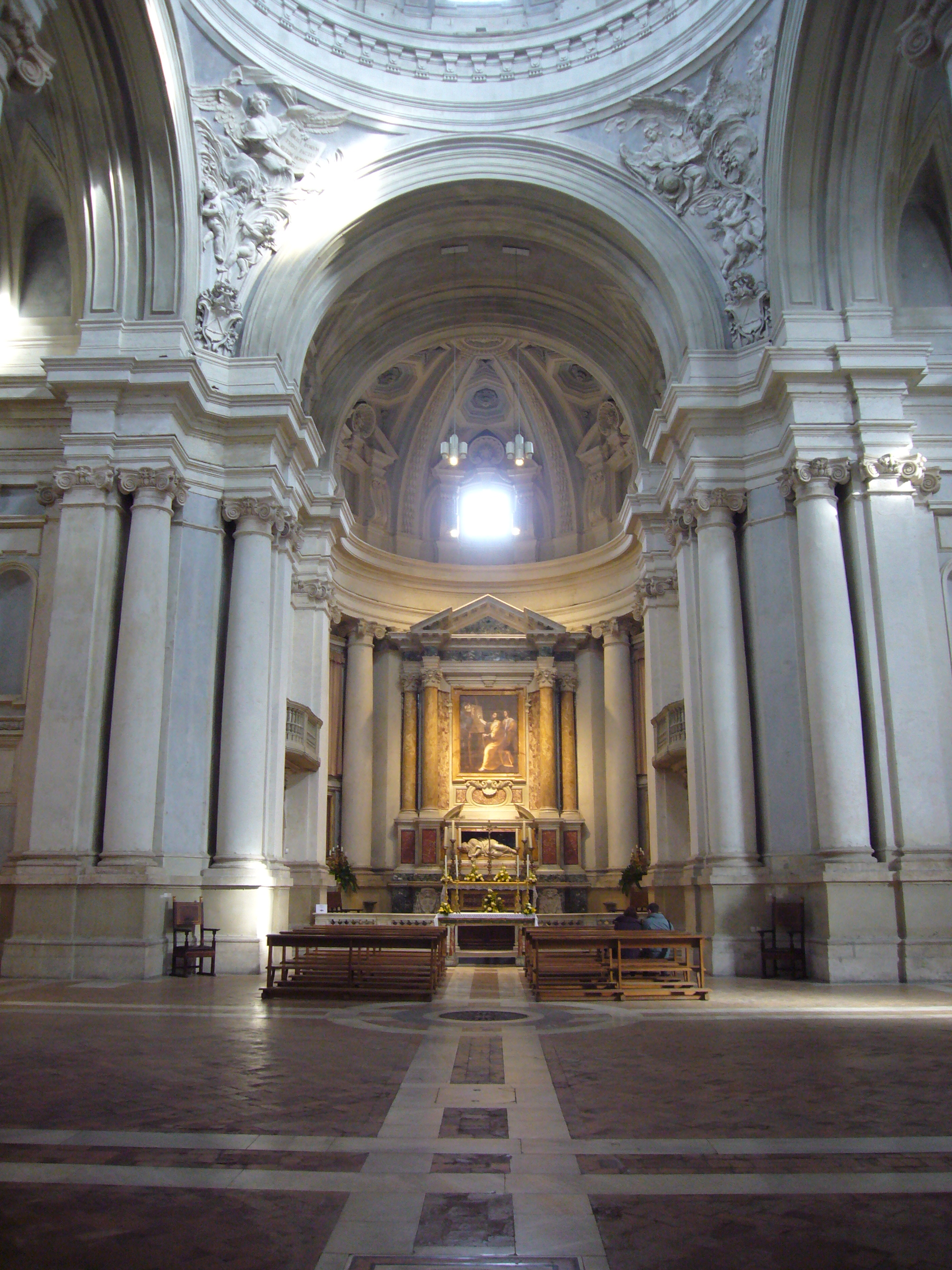
Igreja de Santa Martina e São Lucas

Carlo Rainaldi também se dedicou às duas igrejas gêmeas da Praça do Povo. A primeira, consagrada a Igreja de Nossa Senhora do Monte Santo, foi iniciada em 1662 e depois concluída por Carlo Fontana (1638–1714) com base em projetos de Bernini; a segunda, dedicada a Nossa Senhora dos Milagres, foi realizada a partir de 1675, sempre com a colaboração de Fontana. As duas igrejas, colocadas simetricamente em torno do tridente formado pela via del Corso, via di Ripetta e via del Babuino, parecem iguais, mas na realidade, para melhor se adaptarem à configuração do lote, foram diferenciadas em plantas: para Santa Maria dos Milagres adotou-se uma planta circular, enquanto para a adjacente Santa Maria em Montesanto, situada num lote maior, optou-se por uma forma elíptica, com dimensões transversais semelhantes à anterior, de modo a manter a aparente simetria da frente. Outra obra notável de Rainaldi é o exterior da abside de Santa Maria Maior, colocado no eixo visual vindo da Trindade dos Montes ; o arquitecto cobriu a abside com uma superfície plástica, integrando-a perfeitamente com as partes laterais e criando uma das obra mais bem sucedidas de todo o barroco em termos espaciais.
Se as obras de Carlo Rainaldi, embora apresentem soluções originais, remetem para os temas do início do barroco, sente-se em Pietro da Cortona uma maior integração plástica entre espaços, massas e superfícies. A sua igreja de Santa Martina e São Lucas (1635), estruturada em planta em cruz grega, lembra os desenhos renascentistas da igreja de Nossa Senhora da Consolação em Todi, embora com diferenças significativas: de facto, um braço da nave é alongado, retomando a igreja à tipologia de plantas longitudinais, enquanto a fachada, embora convexa, não reflecte a curvatura das absides internas. Depois, há a recusa do uso da cor: o interior da igreja é totalmente branco, enquanto as abóbadas das absides são ricamente decoradas. Além disso, as colunas isoladas inseridas nas paredes constituem um tema tipicamente florentino (do Batistério de São João na Biblioteca Laurenziana) que reaparece noutras obras de Cortona, como o tambor da cúpula da basílica dos Santos Ambrósio e Carlos.
O estilo de Pietro da Cortona surge com maior vigor na disposição da igreja de Santa Maria da Paz, onde, entre 1656 e 1657, esteve envolvido na construção de uma nova fachada. A intervenção não se limitou apenas à fachada do edifício religioso, mas estendeu-se também aos edifícios laterais, com a criação de uma pracinha cénica dominada ao centro pela colunata semicircular da igreja; além disso, a solução da êxedra na fachada influenciou profundamente Bernini na concepção do referido Santo André do Quirinal e, na escolha da ordem dórica com entablamento jónico, antecipou a solução adotada pelo próprio Bernini para as colunatas da Praça São Pedro.
Entre as igrejas de planta longitudinal derivadas da planta da Igreja de Jesus, devemos antes de mais recordar a de Santa Maria em Monti (1580), de Giacomo della Porta; a igreja tem dimensões modestas e transepto pouco desenvolvido, com cúpula no cruzamento com a nave principal. Muito mais impressionante é a basílica de Santo André do Vale, também iniciada por Della Porta em 1591 e concluída por Carlo Maderno; a fachada, a mais barroca das fachadas romanas, foi acrescentada por Carlo Rainaldi após meados do século XVII. A planta, embora baseada no modelo da igreja de Gesù, apresenta capelas laterais mais rasas e significativamente mais altas; a nave é articulada por pilares laterais que, juntamente com a cúpula, marcam o forte ritmo vertical do edifício.

### Praça
Quanto à abordagem do barroco romano é necessário recordar as principais transformações urbanas da cidade, atribuíveis à referida planta pretendida pelo Papa Sisto V, que reuniu também algumas intervenções já implementadas pelos seus antecessores. Em particular, o tridente da Praça do Povo (mesmo antes das transformações posteriormente levadas a cabo por Giuseppe Valadier) representa um dos elementos mais importantes e foi protótipo de um dos motivos básicos da cidade barroca; a própria porta de entrada da cidade, tornou-se ponto nodal do sistema viário a partir de 1589, com a construção de um obelisco, e a construção no século XVII das citadas igrejas gêmeas de Rainaldi.

Outro espaço importante é a Praça Navona, construída sobre as ruínas do antigo estádio erigido pelo imperador Domiciano e que, no século XVII, assumiu características de uma praça tipicamente barroca, tanto que pôde ser identificada com o verdadeiro centro de Roma do século XVII. Aqui foram lançadas as fundações da igreja de Sant'Agnese em Agone, elemento proeminente de uma parede cortina quase unitária, cuja cúpula é realçada pela forma ligeiramente côncava da fachada; o centro da praça é sublinhado pela Fonte dos Rios (o Nilo , o Ganges , o Danúbio e o Rio da Prata), na qual é possível perceber uma alusão ao poder da Igreja no mundo então conhecido.
O auge desta série de praças barrocas encontra-se na famosa Praça de São Pedro, concluída por Bernini sob Alexandre VII entre 1657 e 1667. A solução final levou em conta problemas litúrgicos e simbólicos e emergências arquitetónicas preexistentes: o espaço foi articulado por um quadrado oval ligado à fachada da basílica do Vaticano com dois braços oblíquos, colocados no limite de uma área trapezoidal . A ligação entre a oval e o trapézio, mais estreita que a largura da fachada de Maderno, modificou a perspectiva para a basílica, fazendo com que a grande massa da fachada parecesse menor. O quadrado oval, delimitado por imponentes colunas dispostas em várias filas, deveria ter sido fechado com um terceiro braço, o que no entanto nunca foi realizado; Apesar disso, Bernini criou um espaço bem definido, mas ao mesmo tempo aberto ao exterior e integrado com o resto da cidade graças à permeabilidade oferecida pelas grandes colunatas. Além disso, Bernini colocou a porta de bronze que conduzia à Scala Regia, dentro da cidadela do Vaticano, alinhada com a Via de Borgo Nuovo (que desapareceu com a construção da Via da Conciliação); criou assim um caminho surpreendente que acompanhava o espectador desde as ruas estreitas e articuladas da "Spina di Borgo" até à grandiosa Praça de São Pedro, mas cortando-a assimetricamente no lado norte, de modo a oferecer vistas sugestivas e sempre novas em direção à fachada da basílica e à cúpula de Miguel Ângelo.

### Palácio

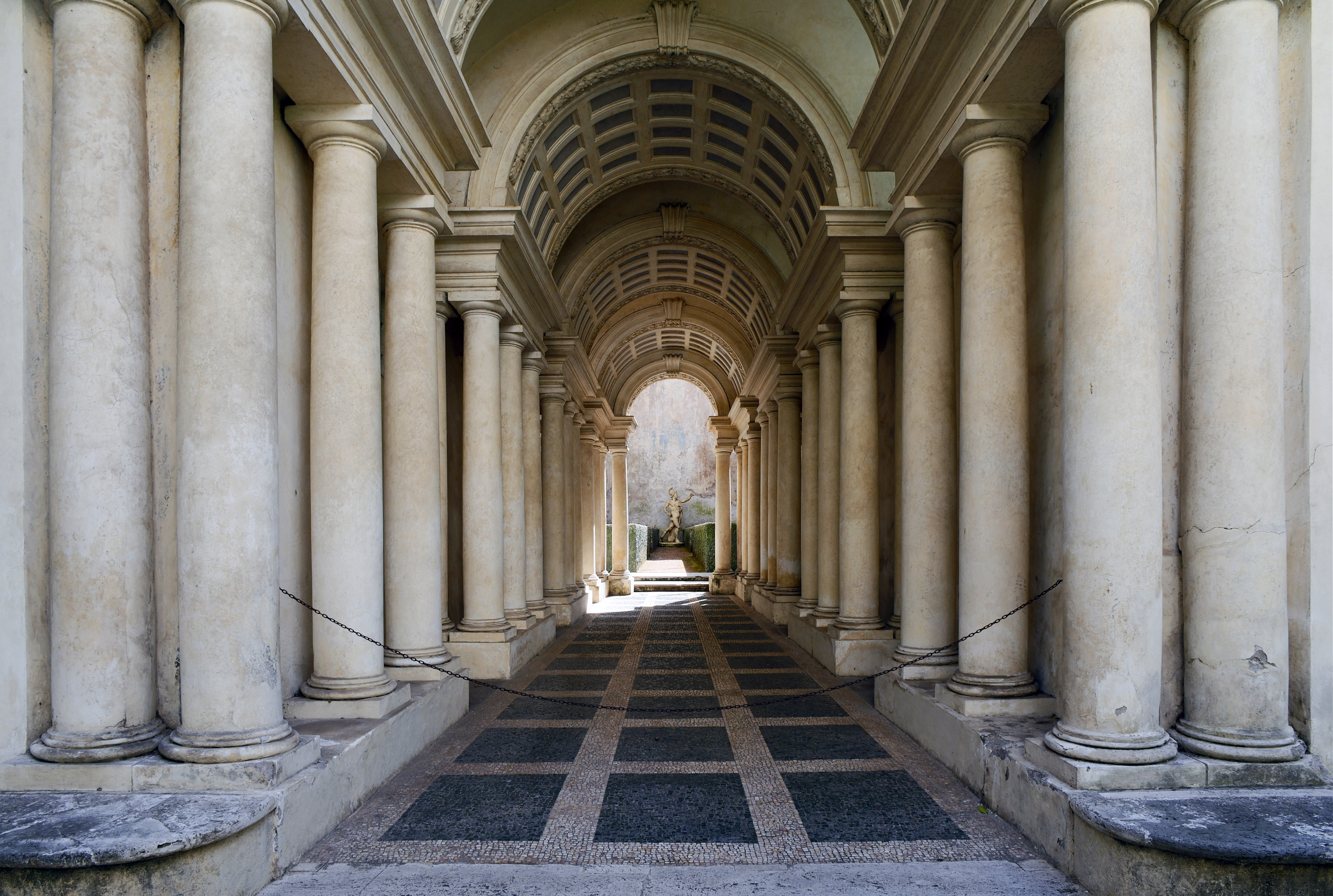
Galeria do Palácio Spada em perspectiva forçada por Francesco Borromini. O corredor é muito mais curto, e a estrutura muito menor do que parece.

Os principais arquitectos do barroco romano também deixaram vestígios importantes na arquitectura civil. Em 1625, Carlo Maderno iniciou as obras do referido Palácio Barberini com a colaboração de Borromini, a quem é atribuída a escada helicoidal; após a morte de Maderno, quatro anos depois, o trabalho foi continuado por Bernini. É certo, porém, que o plano foi decidido antes de janeiro de 1629. Anteriormente foi destacado como a disposição do edifício, sem o clássico pátio interno, difere da tradição do palácio italiano; estando nos arredores da cidade propriamente dita, Maderno mudou o conceito original do palácio da cidade para uma espécie de villa suburbana. Até a fachada, parte mais clássica da obra, apresenta elementos inovadores nos arcos abertos de última ordem.
A partir de 1650 Bernini também projetou o Palácio Montecitório, posteriormente finalizado por Carlo Fontana. A fachada, em que foi substancialmente mantida a marca do projecto inicial, apresenta uma forma convexa e apresenta, nas laterais do rés-do-chão, alguns penedos rústicos de pedra. Também de Bernini está o palácio Chigi-Odescalchi (1665–1667), construído em torno de um pátio projetado por Maderno. Apesar das alterações sofridas durante o século XVIII, a fachada acrescentada por Bernini pode ser considerada um verdadeiro modelo para as fachadas dos palácios barrocos: apresentava um destaque na parte central (que desapareceu durante as expansões do século XVIII), definida por pilastras gigantes e coroado pela balaustrada no topo.
Outra importante obra seguida por Bernini foi a da construção da Scala Regia no Vaticano. Construída a partir de 1660, a escadaria, que deveria servir de ligação entre os Palácios do Vaticano e a fachada de São Pedro, foi construída num lote muito estreito e de formato irregular, situado entre a basílica e a residência papal. Bernini explorou essas características a seu favor. Numa espécie de pista de obstáculos, desenhou uma escada de largura decrescente, coberta por uma abóbada de berço. No entanto, as paredes convergentes entre as quais se inseria a escada teriam dado a impressão de maior profundidade; no entanto, neste sentido, a escala não tem nada de ilusionista. A correção da perspectiva foi obtida através da disposição adequada de uma série de colunatas nas laterais do corredor; as colunas parecem avançar nos degraus, sugerindo um sentido de movimento contrário ao vertical da escada.
Borromini também deixou algumas contribuições significativas nesta área. É dele o efeito do Trompe-l'oeil na galeria em perspectiva do Palácio Spada (1652–1653), que sugere uma profundidade diferente da real. Além disso, por volta de meados do século XVII preparou os estudos para o palácio Pamphilj na Praça Navona, construído por Girolamo Rainaldi, mas as suas criações mais interessantes encontram-se nos palácios eclesiásticos, como o colégio de Propaganda Fide (dentro do qual está a capela dos Reis Magos ), onde ergueu uma fachada moldada por compressões e dilatações, com grande efeito dramático.

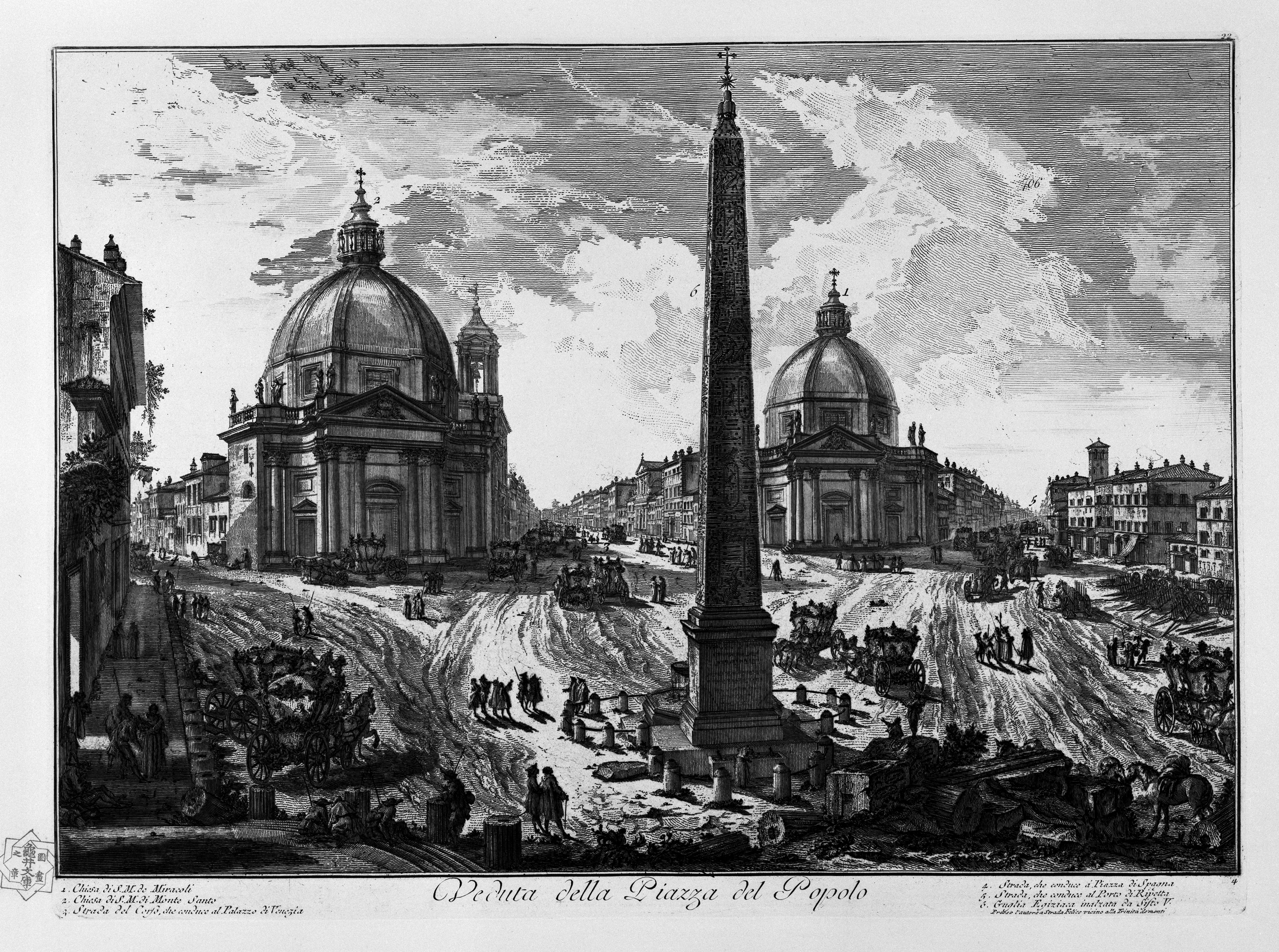
Praça do povo em gravura de Piranesi antes das transformações de Giuseppe Valadier

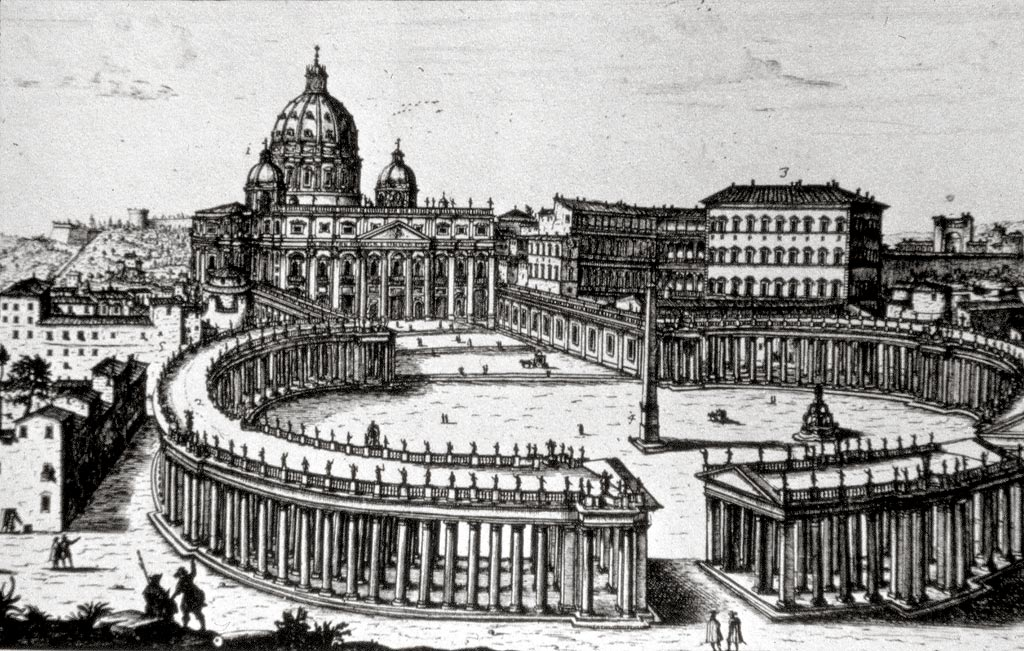
Praça de São Pedro com o terzo braccio

### Turim
No final do século XVI, Turim ainda estava presa na antiga estrutura romana do castrum; alguns anos depois, durante o reinado de Carlos Emanuel I, a cidade tornou-se um importante centro barroco, ponto de encontro das tendências romanas e francesas, numa síntese singular entre aspectos contrarreformistas e seculares.
Ascanio Vitozzi(1539–1615) foi o responsável pela disposição da Piazza Castello, em torno da qual se desenvolveram os novos bairros da cidade; as obras foram executadas por Carlo di Castellamonte (1560–1641), que a partir de 1621 deu continuidade ao desenvolvimento da cidade para o sul segundo um sistema de eixos ortogonais . O mesmo arquiteto foi o responsável pela formação da vasta Piazza San Carlo (na época Praça Real), espaço derivado da Place Royale francesa e centrado em torno de uma estátua equestre; no entanto, duas igrejas gémeas foram colocadas nas laterais da estrada principal, numa solução semelhante à implementada na Piazza del Popolo, em Roma. Este duplo valor, fruto da união entre elementos sagrados e seculares, encontra-se também no Palácio Ducal (depois Real), que estava posicionado em comunicação direta com a catedral.
O plano de expansão de Turim foi continuado por Amedeo di Castellamonte (1610–1683), filho de Carlo, que planeou o desenvolvimento da cidade em direção ao leste. Em 1673, de acordo com o projeto do arquiteto, iniciou-se a construção de uma estrada que ligava a Piazza Castello à via Po, ao longo da qual foram erguidos edifícios com pórticos de desenho uniforme, enquanto em direcção ao rio a rua era concluída com uma êxedra (pórtico em local aberto, muitas vezes com lugares para sentar e conversar), uma referência simbólica à abertura da cidade para o território circundante.
O próprio Amedeo di Castellamonte trabalhou em várias residências da Saboia; trabalhou no Palácio Ducal e por volta da década de 1660 foi contratado por Carlos Emanuel II de Saboia para projetar o palácio e a vila de Venaria Real, perto de Turim.
No mesmo período, Guarino Guarini (1624–1683) concluiu a capela do Santo Sudário, iniciada perto de Castellamonte, nas traseiras da catedral de Turim. A capela devia ter três entradas (duas da catedral e uma do adjacente Palazzo Ducale) e isso influenciou a planta do edifício. A base, de planta circular, está dividida em nove partes e três arcos abertos nas entradas, sobre os quais está colocado o tambor da cúpula; a própria cúpula é definida por um extraordinário jogo de nervuras, realçado pela luz difundida através de numerosas janelas que curiosamente emergem do exterior da estrutura.
Novamente Guarini, entre 1668 e 1680, construiu a Igreja de São Lourenço. A planta remonta ao octógono, com lados convexos, mas um presbitério elíptico colocado transversalmente introduz um eixo principal na composição; o espaço, no nível inferior, é definido pela presença de grandes serlianas que delimitam as capelas laterais, enquanto, no topo, uma série de nervuras se entrelaçam formando o octógono sobre o qual assenta a lanterna. Guarini utiliza uma configuração armilar na cúpula, como treliça, como uma armadura em contínua rotação criando um monte de aros, nervuras que são segmentos dos anéis ou armilares.
As extraordinárias invenções de Guarini também encontraram aplicação nos temas da arquitetura civil: o seu Palácio Carignano, baseado em planta em U, apresenta uma fachada convexa monumental que se projeta em ambos os lados do edifício. Esta configuração, embora de alguma forma atribuível aos projetos de Gian Lorenzo Bernini para o Palácio do Louvre e o Castelo de Vaux-le-Vicomte, faz do Palácio Carignano uma das residências mais interessantes do século XVII.

#### Milão

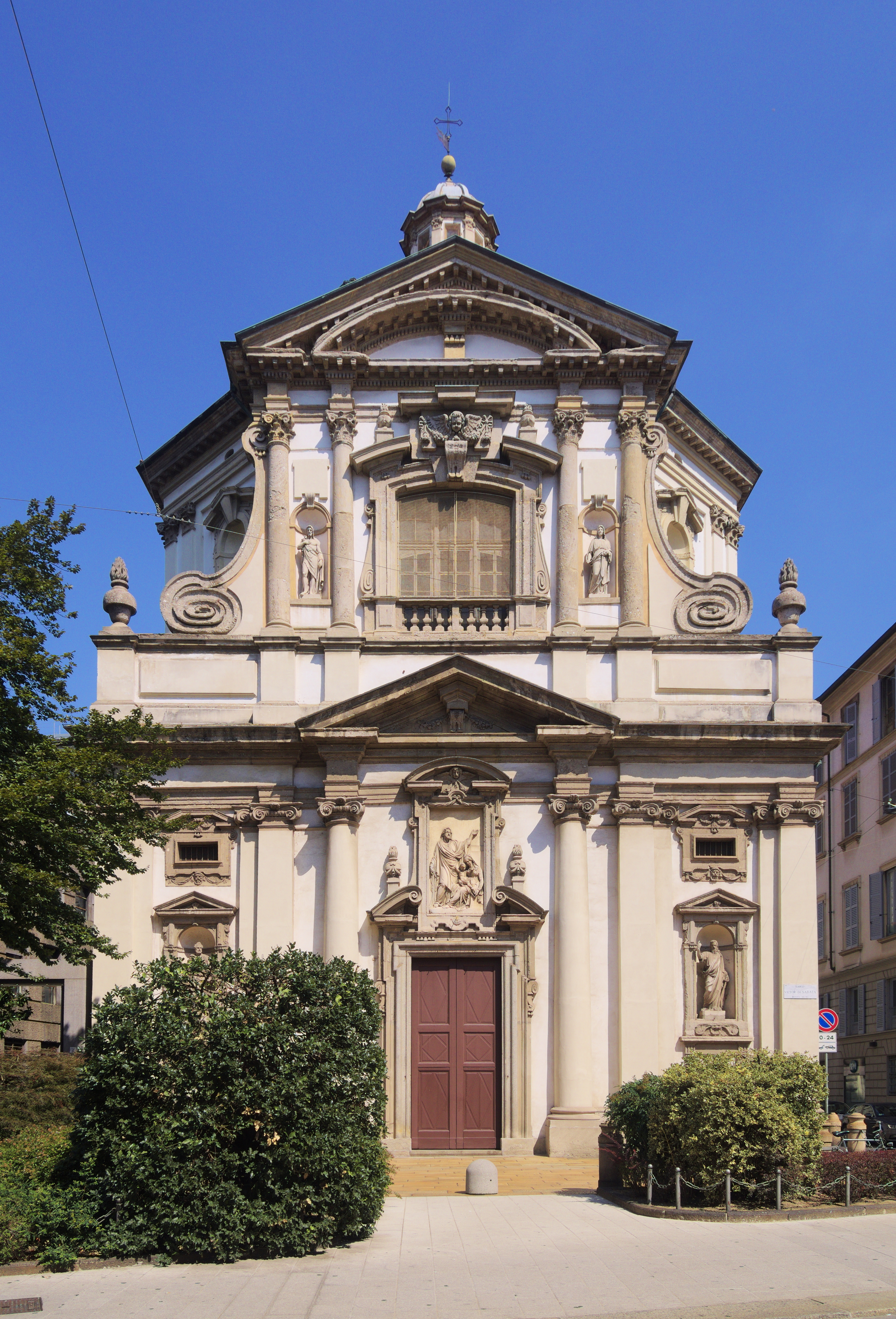
Igreja de San Giuseppe, Milão

No início do século XVII, se persistiu durante muitos anos uma produção arquitectónica “de transição” onde os elementos maneiristas tardios foram timidamente afectados, como no caso da biblioteca Ambrosiana e do pátio palladiano do colégio Helvético de Fabio Mangone, o projeto que introduziu o barroco em Milão foi a igreja de Sant'Alessandro na Zebedia, do arquiteto barnabita Lorenzo Binago. A planta consiste na combinação entre uma planta central inspirada no projecto da Basílica de São Pedro de Bramante no Vaticano e uma longitudinal, com os arcos do cruzeiro apoiados em pares de colunas gigantes isoladas das paredes perimetrais, solução que seria retomada em muitos projetos subsequentes, como a nova catedral de Brescia.
Sant'Alessandro del Binago foi, portanto, a base para a construção da igreja de São José por Francesco Maria Richini(1584–1658), considerado o maior arquiteto do barroco milanês: a igreja marcou a superação da arquitetura maneirista na zona de Milão. Richini introduziu uma planta combinada, composta por dois espaços com planta central para formar uma planta longitudinal: o primeiro espaço tem uma estrutura octogonal, inspirada na cruz de Sant'Alessandro, onde se obtém o octógono com o corte dos cantos da planta quadrada graças às colunas perimetrais isoladas. No que diz respeito à fachada, Richini procurou dar unidade através da fachada, até então considerada um ornamento independente da estrutura posterior e do corpo da igreja, projectando uma fachada com altura igual à da cúpula octogonal posterior e tendo o andar inferior altura igual ao corpo posterior da igreja: a decoração foi elaborada "com edículas sobrepostas", consagrando uma tipologia na fachada muito utilizada nos anos seguintes.
Entre as obras civis mais famosas de Richini está o Colégio Elvético, onde procurou uma integração entre interior e exterior através de uma fachada côncava, talvez a primeira fachada curva de um palácio da época barroca; a interessante solução, precursora de certos temas expressos por Borromini, confirma Richini como um dos principais arquitetos do início do barroco. São dele também o pátio de honra do Palácio de Brera, organizado numa dupla ordem de colunas emparelhadas que sustentam arcos redondos que se tornaram o modelo do pátio barroco na região lombarda, e os elegantes portais do Palácio Durini e do seminário do arcebispo de Milão. 
Quando ele morreu, não houve mais ninguém do seu calibre em Milão: o principal canteiro de obras do século XVII na cidade foi a construção da igreja de Santa Maria alla Porta realizada pelo seu aluno Francesco Castelli: a fachada, projectada a partir do desenho anterior do mestre, propõe de forma não original a fachada "com edículas sobrepostas" com decorações mais abundantes e complexas. Outra importante obra contemporânea foi a da fachada de Santa Maria da Paixão, criada por Giuseppe Rusnati, de formação romana.

#### Veneza

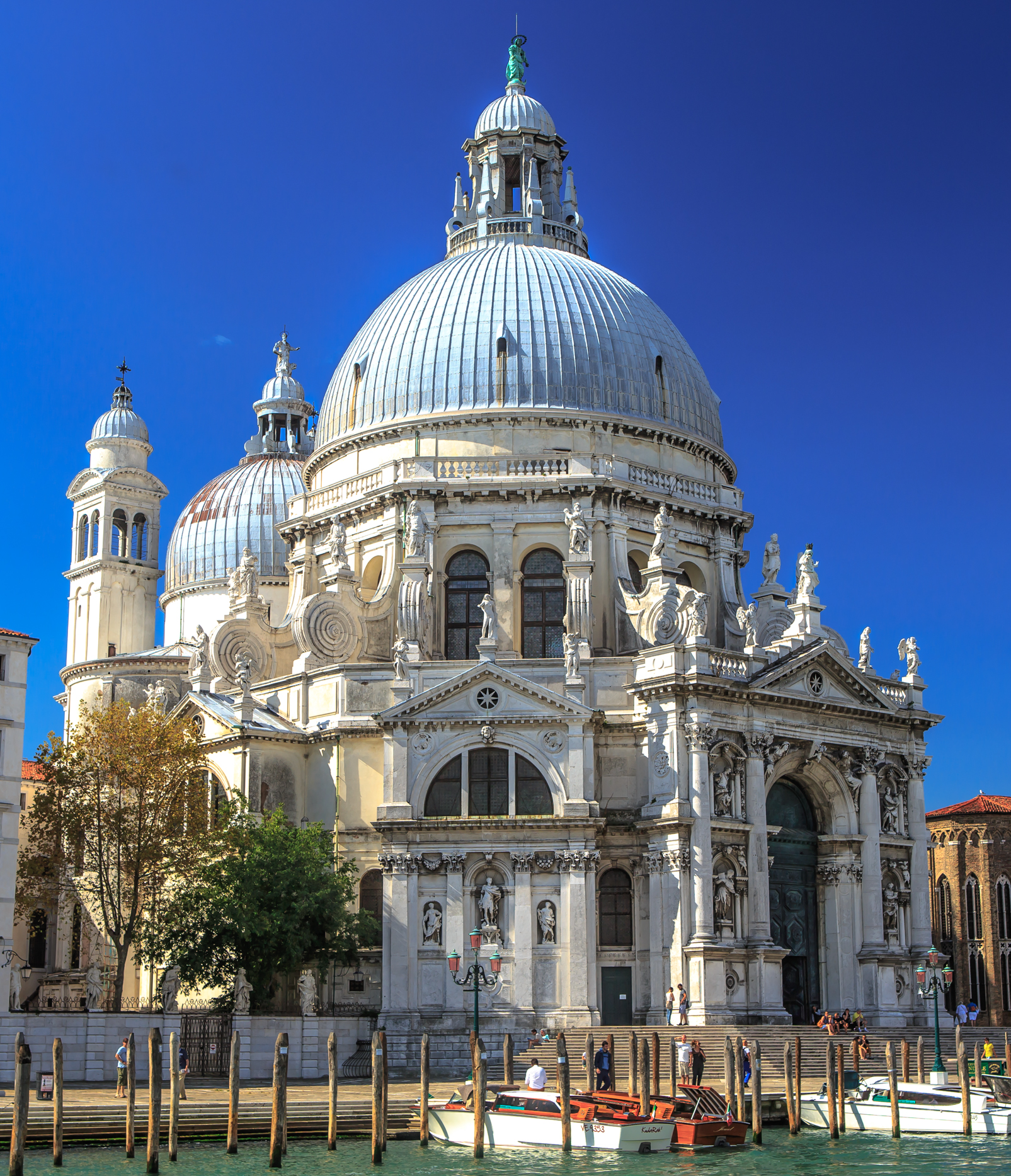
Basílica de Santa Maria della Salute, Veneza

O barroco veneziano obedeceu aos costumes locais e teve o seu expoente máximo em Baldassarre Longhena. Após a praga de 1630, iniciou-se a construção da igreja de Santa Maria della Salute, utilizando uma planta centralizada, com deambulatório, derivado de modelos antigos tardios (Mausoléu de Santa Costanza em Roma, São Vital em Ravena). Ao corpo octogonal da basílica, Longhena acrescentou um santuário delimitado nas laterais por duas absides; esta solução, semelhante à adotada por Andrea Palladio na igreja do Redentor, fortaleceu o eixo longitudinal do templo e transformou efetivamente o corpo central numa verdadeira nave. O tratamento da cor também deriva de Palladio, mas olhando mais de perto também de Brunelleschi, com pedra cinza para as partes estruturais e gesso para as paredes. O carácter barroco do templo é evidente na conformação da massa externa, cenicamente colocada ao longo do Grande Canal: o corpo octogonal, coberto por uma grande cúpula (com dupla volta, a externa em chumbo sobre madeira segundo o uso veneziano), ladeado pela calota do santuário e duas torres sineiras. Além disso, o imponente arco da fachada, que corresponde à conformação dos espaços internos, reitera a presença do eixo longitudinal.
As outras obras de Longhena não podem competir com a igreja Salute. Isto aplica-se à Catedral de Chioggia e à Igreja de Scalzi. Pode surgir uma dúvida quanto à fachada da igreja do Ospedaletto, concluída nos anos setenta do século XVII e adornada com um design imaginativo e muito rico, composto por telamão, cabeças gigantes e máscaras de leão.
Longhena também se aventurou na arquitetura civil: o seu Ca' Pesaro (1667) apresenta uma planta aparentemente convencional, mas o jogo de luz e sombra que se estabelece no rico aparato ornamental da fachada determina uma plasticidade tipicamente barroca.

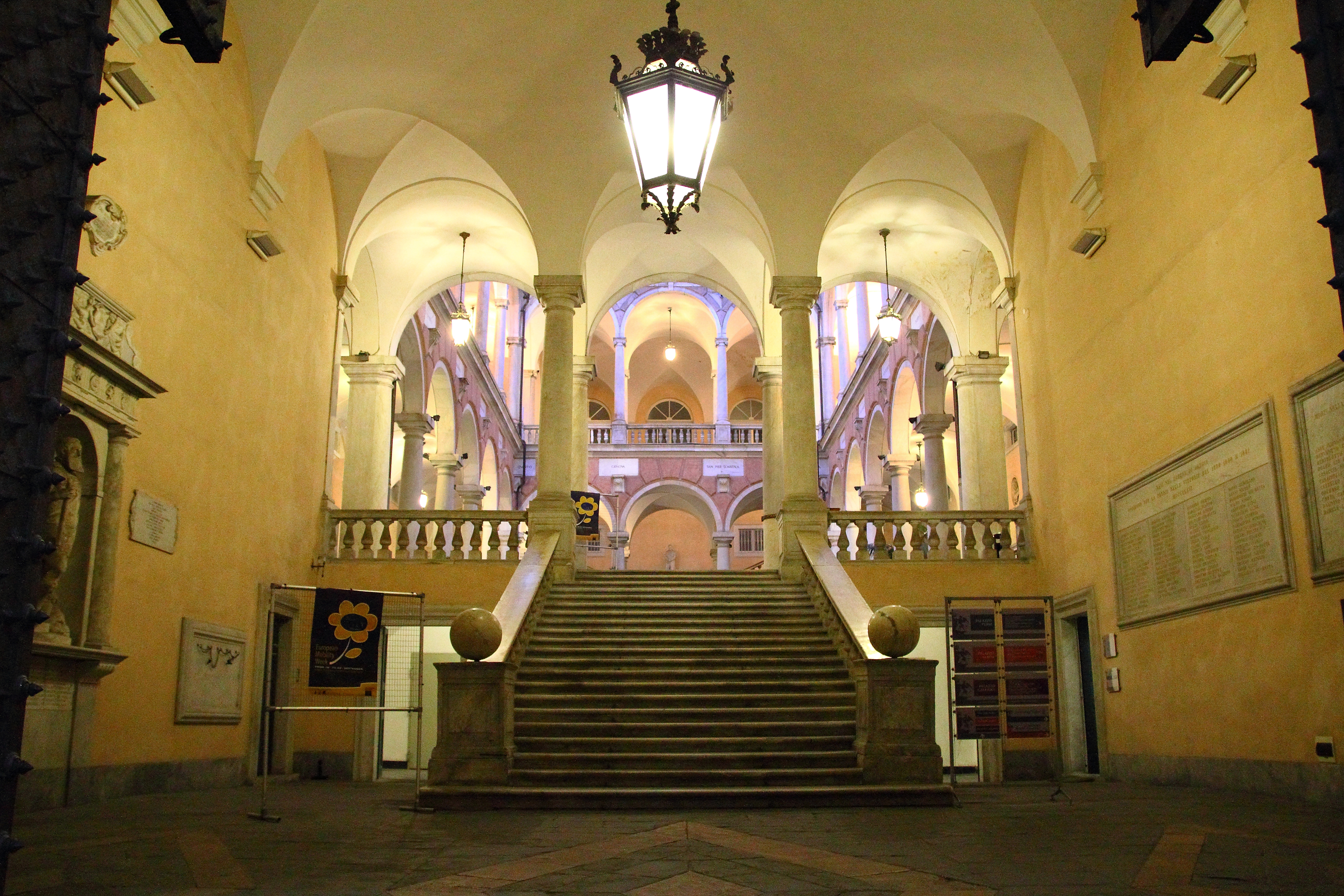
Palazzo Doria-Tursi, Génova

#### Génova
Em Génova, a arquitectura barroca traduziu-se, desde finais do século XVI, numa série de grandes palácios que os críticos consideram entre os mais importantes da cena italiana. Entre estes lembramos o Palazzo Doria-Tursi, que pode ser considerado uma interessante combinação de palácio e villa; a frente na via pública, de fato, oferece a imagem dum edifício típico da cidade, enquanto o jardim interno, elevado e opticamente separado da viabilidade externa, cria uma proporção mais íntima. A configuração planimétrica do vestíbulo, unido ao jardim interno mais alto por meio de uma vasta escadaria, revela também a presença de um movimento em profundidade.
Esta solução foi assumida por Bartolomeo Bianco (1590–1657), o maior arquitecto do barroco genovês, no que pode ser considerado sua obra-prima: o colégio jesuíta, que mais tarde se tornou a sede da Universidade de Génova c. 1634. O edifício tem planta em U, mas, comparativamente ao anterior, apresenta maior permeabilidade entre o interior e o pátio; de facto, aproveitando a conformação muito íngreme do terreno, Bianco criou uma cenografia urbana extraordinária, com um vestíbulo tão largo como o pátio elevado e uma série de galerias e escadas sobrepostas. A continuidade espacial é infinitamente mais forte do que nos edifícios romanos da época.
Se a catedral de Gênova manteve as características da arquitetura gótica, as outras quatro grandes igrejas da cidade apresentam características únicas do barroco genovês (Igreja de Il Gesu, Basílica de San Siro, a Basílica da Santissima Annunziata del Vastato e a Igreja de Santa Maria Assunta di Carignano).

#### Nápoles

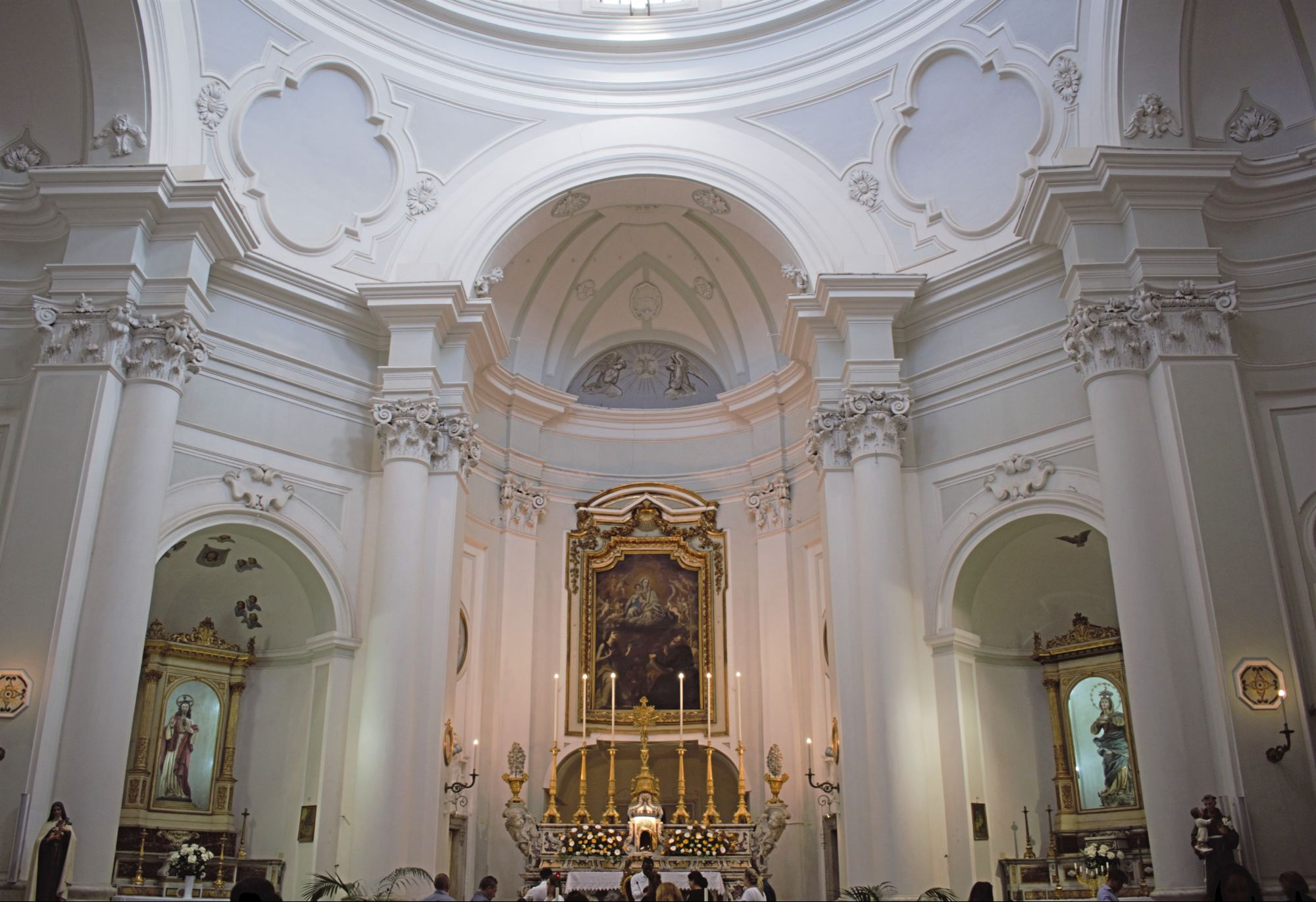
Interior da igreja de Santa Maria Egiziaca em Pizzofalcone, Nápoles

A arquitetura barroca no sul da Itália produziu os seus resultados mais significativos apenas no século XVIII.
No entanto, a partir de 1610 e nas décadas seguintes, numerosas igrejas barrocas foram construídas em Nápoles, muitas vezes adornadas com ricas decorações em mármore ou estuque (comparáveis aos interiores de Bernini), mas sem essas invenções espaciais e fusão entre a típica arquitetura barroca romana.
As premissas devem ser buscadas na atividade de arquitetos como Francesco Grimaldi (1543–1613), autor de alguns importantes edifícios sagrados (como a basílica de Santa Maria degli Angeli em Pizzofalcone e a capela de San Gennaro) na qual a decoração barroca foi aplicada em estruturas ainda clássicas.
A figura mais importante da cidade napolitana foi Cosimo Fanzago (1591–1678), que trabalhou na Cartuxa de São Martinho, construiu a igreja de Santa Maria Egiziaca em Pizzofalcone, o Palácio Dona Anna e o Obelisco de São Januário. A planta de Santa Maria Egiziaca, a igreja mais bonita de Fanzago, refere-se a Santa Inês em Agonia, enquanto o desenho da cúpula deriva da Sant'Andrea al Quirinale por Bernini; ao contrário dos modelos romanos, porém, há uma extrema economia na definição dos detalhes e a ênfase colocada nas partes estruturais, pintadas de branco, que produzem um efeito de imponente simplicidade. O palácio Donn'Anna (nunca concluído) e o Pináculo de San Gennaro representam duas estranhas criações compostas, que testemunham a versatilidade de Fanzago em dominar o amplo leque de possibilidades oferecidas pela arquitetura do século XVII: desde a reinterpretação de motivos tradicionais, até a mistura de arquitetura maneirista e elementos barrocos.
Somente no início do século XVIII, com Ferdinando Sanfelice (1675–1748), é que a arquitetura napolitana avançou para uma verdadeira sensibilidade barroca para formas espaciais complexas. Sanfelice foi sobretudo o criador de uma arquitectura civil de elegância ímpar, baseada na interpenetração de espaços internos e externos, que atingiu níveis máximos nas grandiosas escadarias de abóbada dupla, como as do Palazzo dello Spagnolo e do Palácio Sanfelice, edifício que o arquiteto construiu para si próprio e para a sua família no Rione Sanità.

#### Sicília

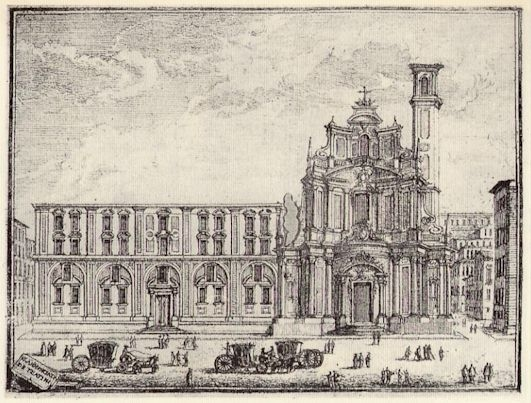
Francesco Sicuro, Igreja da Santíssima Anunciada dos Catalães em Messina, em Vistas e elevações da cidade de Messina, 1768

Na Sicília as intervenções mais interessantes foram implementadas após o sismo que atingiu a parte oriental da ilha em 1693, que atingiu garvemente várias cidades e vilas do Val di Noto (ver o parágrafo sobre arquitetura barroca tardia).
Porém, entre 1660 e 1662, atuou em Messina Guarino Guarini, que construiu a Igreja da Santíssima Anunciada dos Catalães, introduzindo efetivamente o barroco na Sicília, entre as muitas perplexidades dos contemporâneos. A fachada de formato piramidal e superfície ondulada serviria de modelo para muitas igrejas sicilianas do século XVIII. O interior totalmente branco com estuques contrastava com o gosto local, prevalecendo o mármore e foi outro exemplo muito seguido no barroco tardio da Sicília. O edifício, assim como a sede do Teatini, foram destruídos durante o sismo de 1908.
Dado que as cidades orientais foram devastadas pelo sismo de 1693, só em Palermo é possível acompanhar uma evolução contínua ao longo do século XVII. Prova disso são, por exemplo, o Quattro Canti e o Arsenal (atualmente o Museu do Mar). As primeiras, construídas a partir de 1609, são edifícios monumentais de três andares, que, em analogia com as Quatro Fontes de Roma, definem a intersecção entre as duas principais artérias da cidade. O arsenal, construído segundo um projeto do homem de Palermo Mariano Smiriglio por volta de 1630, é bastante severo.
Na segunda metade do século XVII, atuou o frade jesuíta Angelo Italia, influenciado por Guarini, que introduziu elementos plenamente barrocos tanto nas plantas quanto na concepção espacial (Igreja de São Francisco Xavier), tanto nas fachadas como nos aparatos decorativos (Igreja matriz de Palma de Montechiaro).
No final do século XVII encontramos composições derivadas do barroco romano, também nas fachadas de igrejas desenhadas por Giacomo Amato. A sua obra-prima é a fachada da igreja de Santa Maria della Pietà, em Palermo.

#### Apúlia

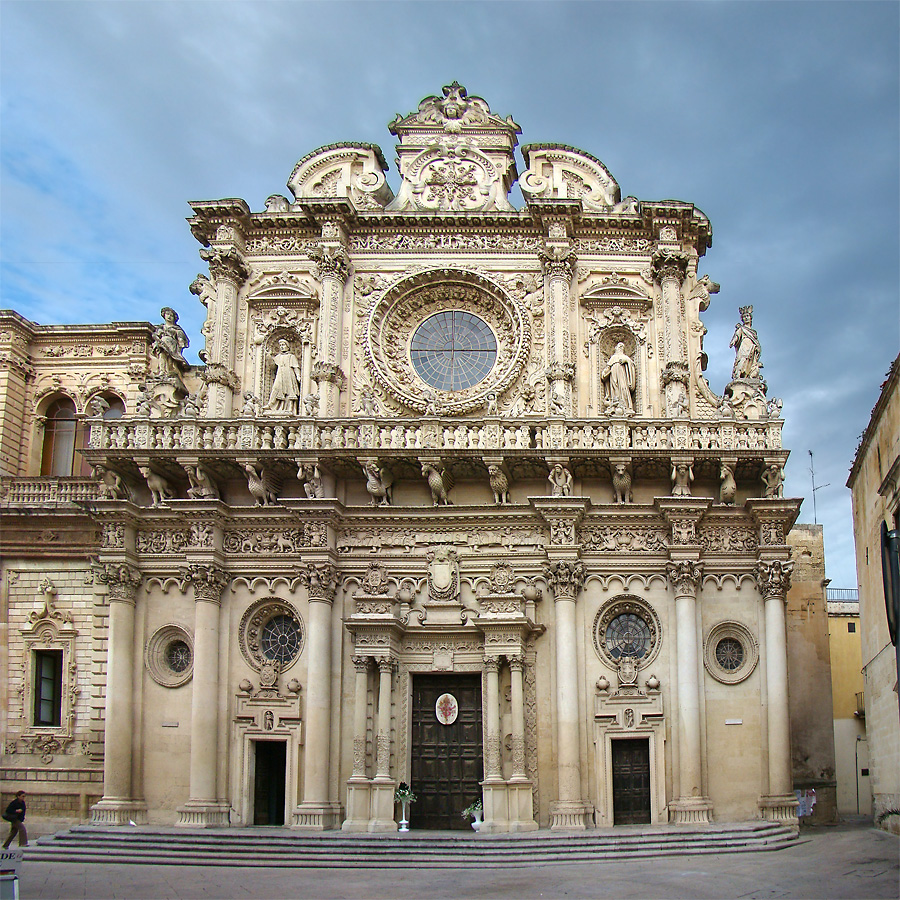
Basílica de Santa Cruz, Lecce

Em Lecce, em meados do século XVII, houve intensa atividade, num estilo muito distante do barroco romano, que se espalhou em Salento graças ao trabalho de arquitetos como Giuseppe Zimbalo (1617–1710) e Giuseppe Cino (1644–1722).
O barroco de Lecce, em estreita relação com o barroco espanhol plateresco e churrigueresco, caracteriza-se por uma decoração exuberante, repleta de elementos florais e por vezes figurativo-escultóricos, aplicada a edifícios baseados em modelos bastante convencionais do século XVI. Estas decorações estão possíveis graças ao uso de uma pedra amarela local chamada pietra leccese: este material recém-extraído é muito fácil de esculpir e depois endurece ao ar após a instalação.
Este estilo atingiu o seu apogeu na basílica de Santa Cruz, com a sua fachada ricamente decorada, iniciada no final do século XVI e concluída, na ordem superior, uns bons sessenta anos mais tarde por Cesare Penna.

### França

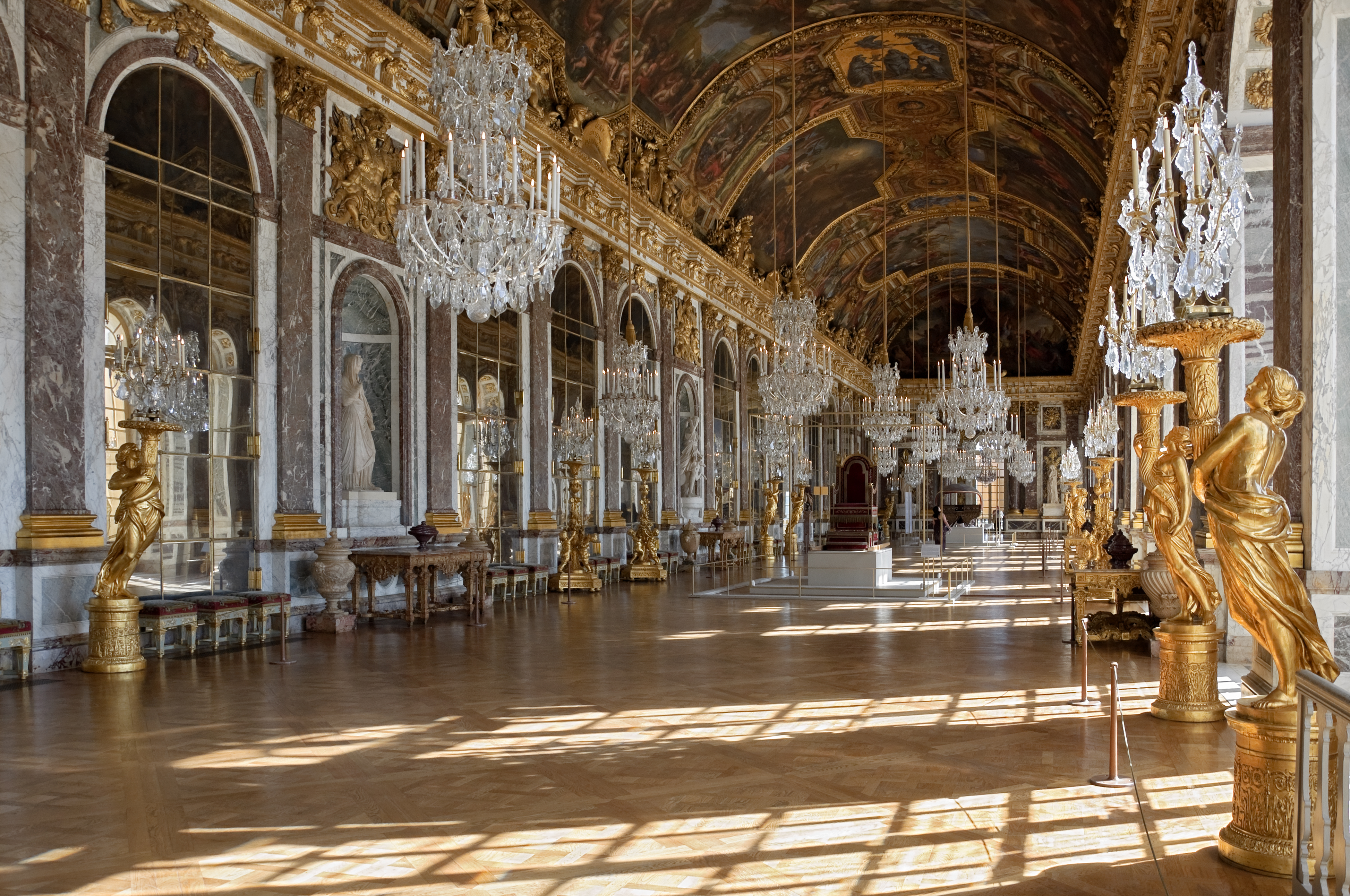
Galeria dos Espelhos no Palácio de Versalhes por Jules Hardouin-Mansart (iniciado em 1678–1686). Profuso uso de boiseries.

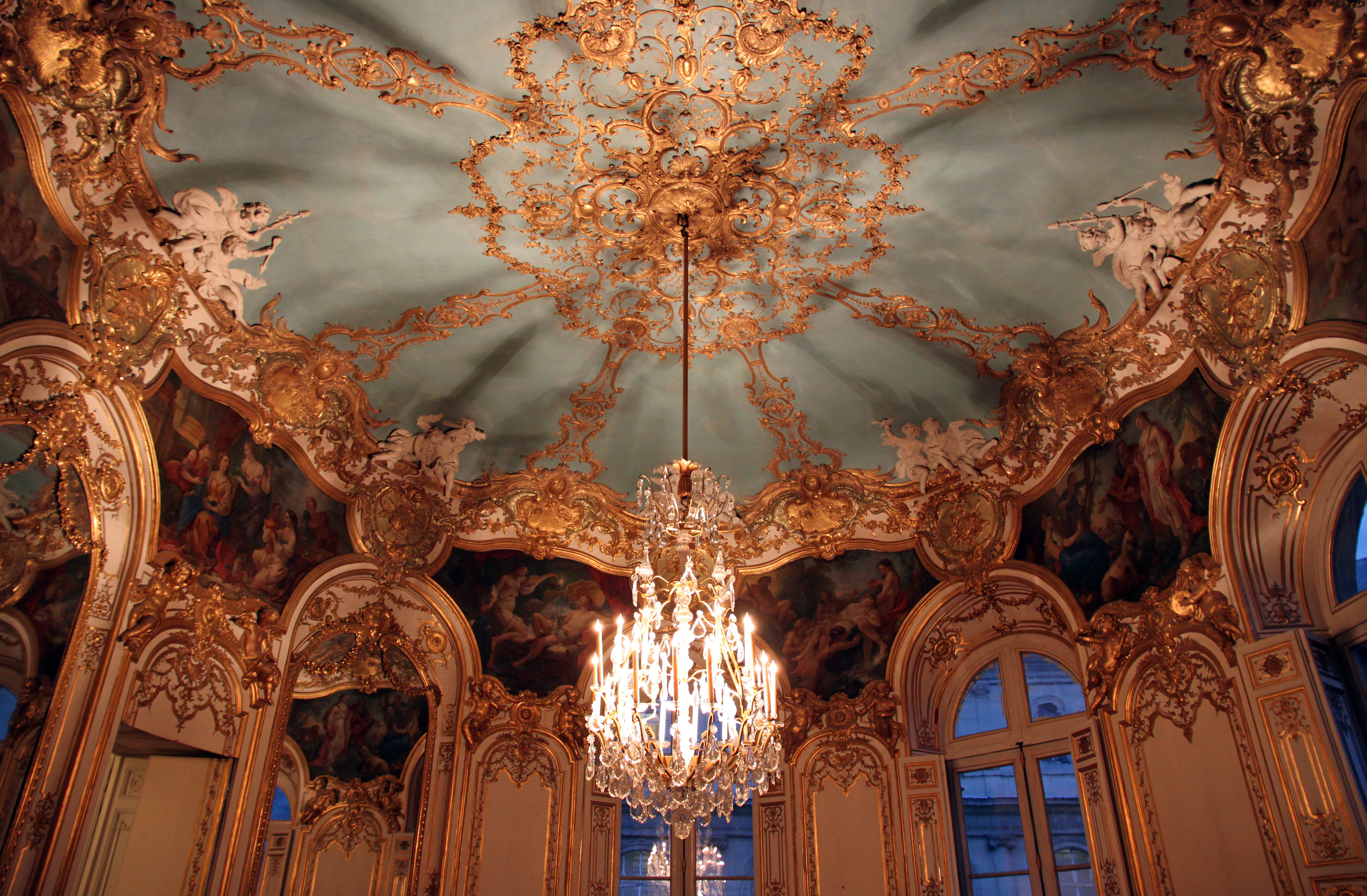
Salão do Hotel de Soubise em Paris (1735–40) por Germain Boffrand

Ao contrário de Roma, o desenvolvimento urbano de Paris não partiu da necessidade de unir pontos focais já existentes, mas surgiu da formação de uma série de praças centradas na figura do soberano. O primeiro exemplo de place royale remonta à Place Dauphine (1599–1606), construída por Henrique IV entre a Pont Neuf e a Île de la Cité, no coração de Paris. De formato triangular e originalmente caracterizada por pórticos inspirados em modelos italianos, a Place Dauphine foi aberta à beira da antiga ponte, enquanto a estátua do soberano foi colocada no cruzamento da praça com a Pont Neuf, perto do rio Sena, quase a sublinhar o eixo do rio.

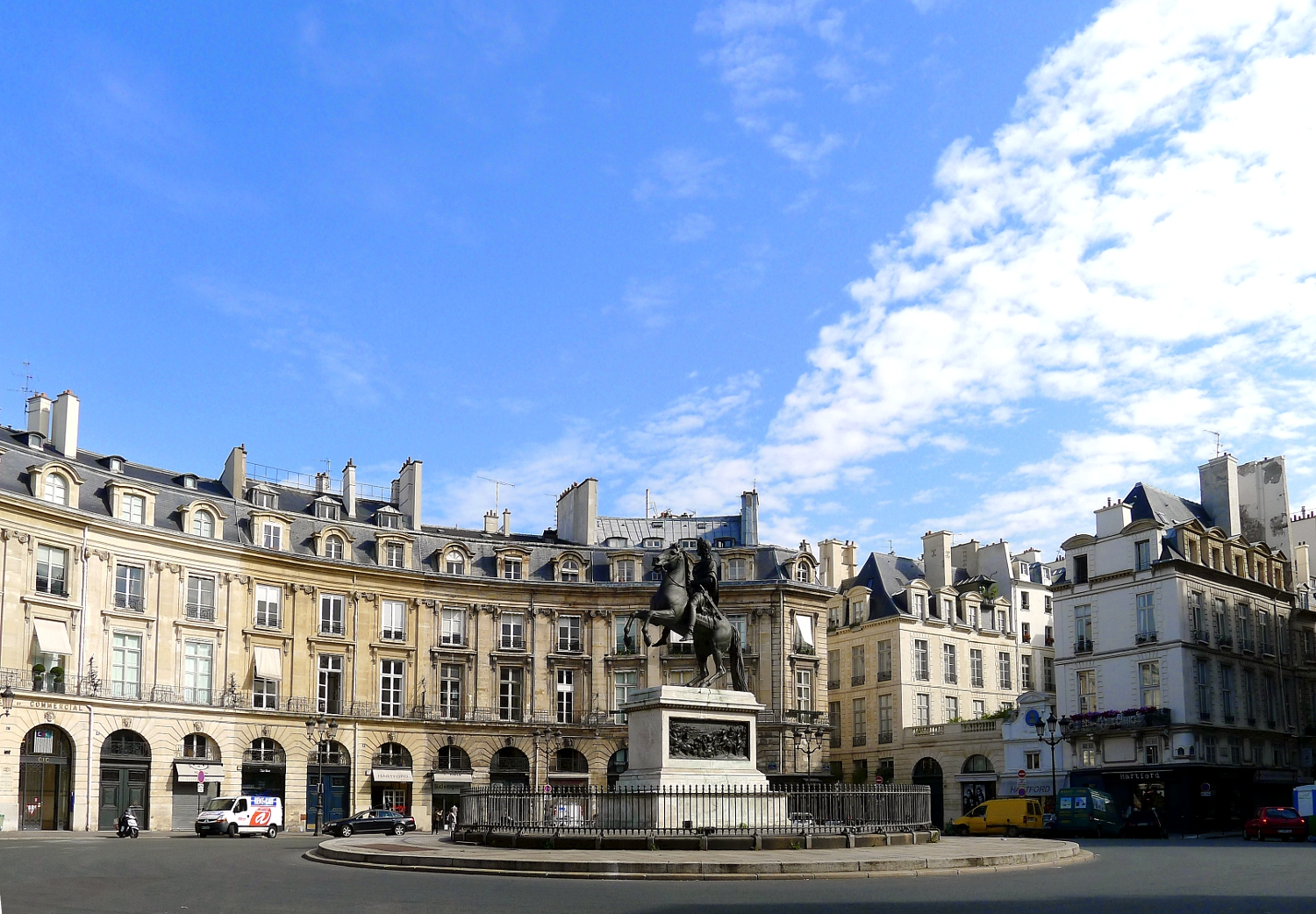
Praça das Vitórias, Paris

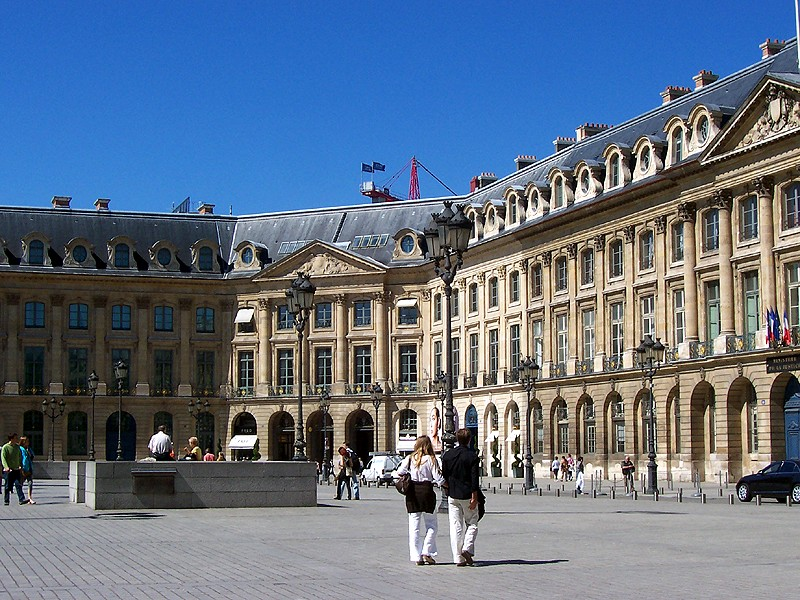
Palácios da Place Vendôme

No início do século XVII, iniciou-se a construção da Place des Vosges (anteriormente conhecida como Place Royale), uma praça fechada em três lados e cercada por edifícios destinados a abrigar residências da classe burguesa; embora apresentem pórticos derivados da Piazza Grande de Livorno, os edifícios, de desenho unitário, ainda apresentam um acentuado verticalismo gótico.
Também a mando de Henrique IV, foi projetada mais uma praça, que no entanto não foi concluída devido à morte do rei; deveria ter tido um plano radial, o primeiro do género no planeamento urbano barroco, cujo modelo teve, no entanto, considerável sucesso nas transformações subsequentes da cidade.
Durante o reinado de Luís XIII as obras envolveram alguns bairros da cidade e em particular a Île St-Louis e o bairro Richelieu; Na definição de novos gostos arquitectónicos, foi notável o contributo de Salomon de Brosse(1571–1626) e François Mansart (1598–1666), criadores de uma linguagem clássica inovadora destinada a ter intenso sucesso também nos anos seguintes.
Na verdade, estas tendências encontraram a sua consagração definitiva sob Luís XIV, quando Jules Hardouin Mansart (1646–1708) criou a Place des Victoires, já não como um espaço fechado, mas como um centro dentro do sistema urbano. Os edifícios ao longo da praça perderam o caráter ainda vagamente gótico das primeiras criações de Henrique IV; no perímetro da Place des Victoires surgiram edifícios de aspecto uniforme, com silhares no piso térreo e uma ordem gigante no piso superior.
Este traçado também pode ser encontrado na segunda praça construída durante o reinado de Luís XIV, novamente desenhada por Hardouin Mansart: a Place Vendôme. O primeiro projecto, datado de 1685, previa a formação de um espaço delimitado por importantes edifícios representativos, mas o plano foi posteriormente desconsiderado. Curiosamente, por volta de 1696 o perímetro da praça era traçado utilizando apenas as fachadas dos edifícios: os próprios edifícios foram erguidos posteriormente, com a venda de lotes individuais. A praça assumiu formato retangular, com cantos arredondados para aumentar a superfície do edifício; Nas esquinas e no centro das laterais compridas dos edifícios foram criadas saliências, cuja presença foi sublinhada por meio de frontões clássicos.
O barroco das transformações parisienses reside, portanto, numa forte aspiração à integração, à continuidade e à abertura. Enquanto Roma é a típica cidade santa do barroco, Paris é a sua contraparte secular. Não é por acaso que a arquitetura francesa do século XVII encontrou seus maiores resultados em residências urbanas e evocativos castelos rurais.

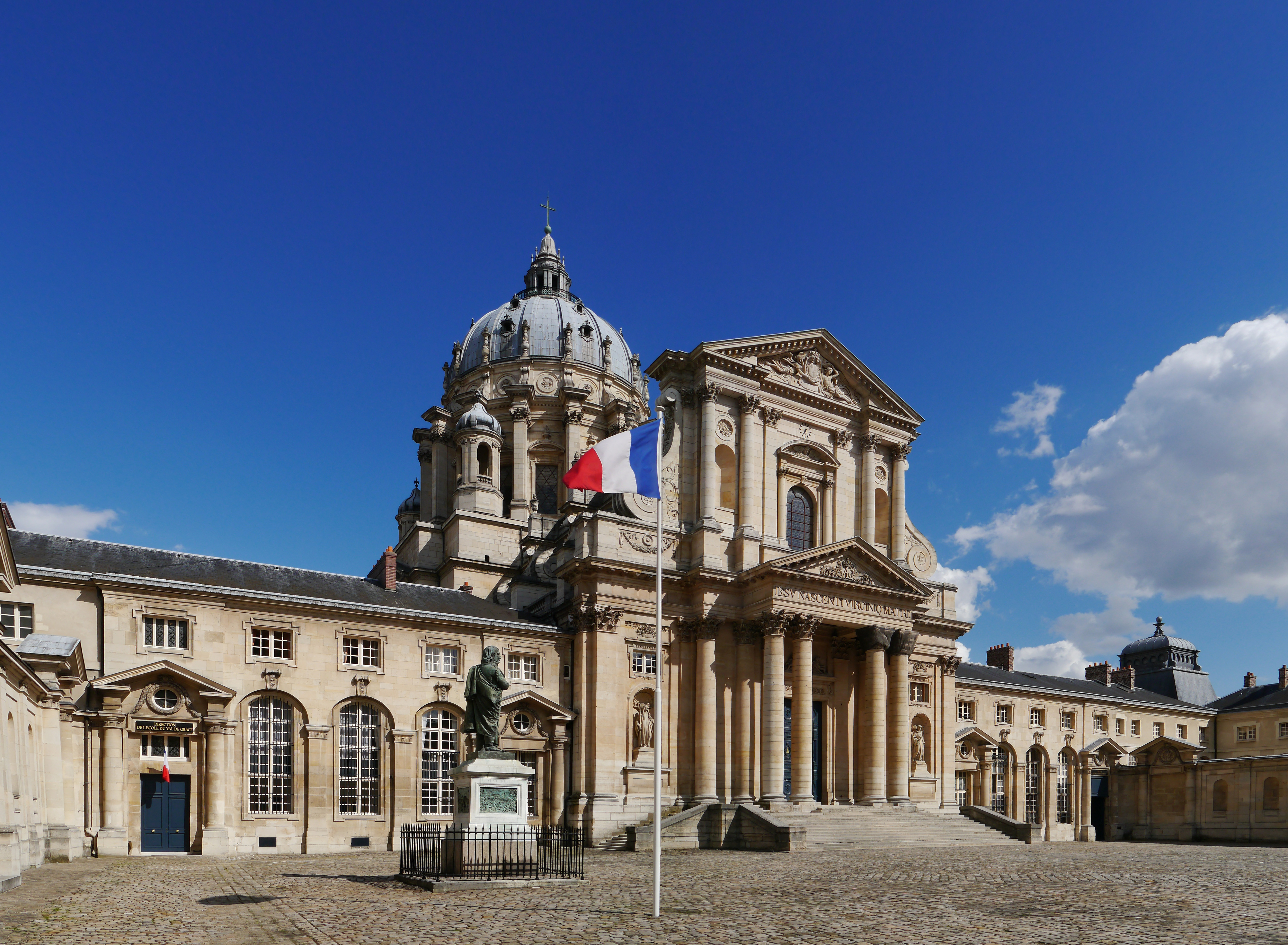
Igreja de Val-de-Grâce

De qualquer forma, foram produzidas obras de indubitável originalidade mesmo na arquitetura sacra. Em 1616 Salomon De Brosse ergueu a fachada altiva da igreja de Saint-Gervais-Saint-Protais de Paris, recorrendo ainda à tradicional sobreposição das ordens clássicas. De Brosse baseou-se no verticalismo gótico, mas com a profundidade que deriva do barroco, lançando as bases da arquitetura francesa do século XVII.
Mais tarde, na década de 1730, François Mansart construiu a igreja da Visitação de planta central e capelas elípticas colocadas próximas do espaço circular principal de modo a com ele se interpenetrar.
No mesmo período, o rei Luís XIII enviou o arquiteto Jacques Lemercier a Roma entre 1607 e 1614 para estudar o novo estilo. Retornado à França, Lemarcier projetou o Pavillon de l'Horloge do Palácio do Louvre (começando em 1626) e, mais importante,  Jacques Lemercier (1585–1654) construiu a capela da Sorbonne, baseada no modelo da igreja de São Carlos em Catinari em Roma. O traçado remonta a uma cruz grega alongada, com capelas laterais voltadas para a nave através de duas aberturas cada, conferindo ao edifício as características de uma igreja basílica.

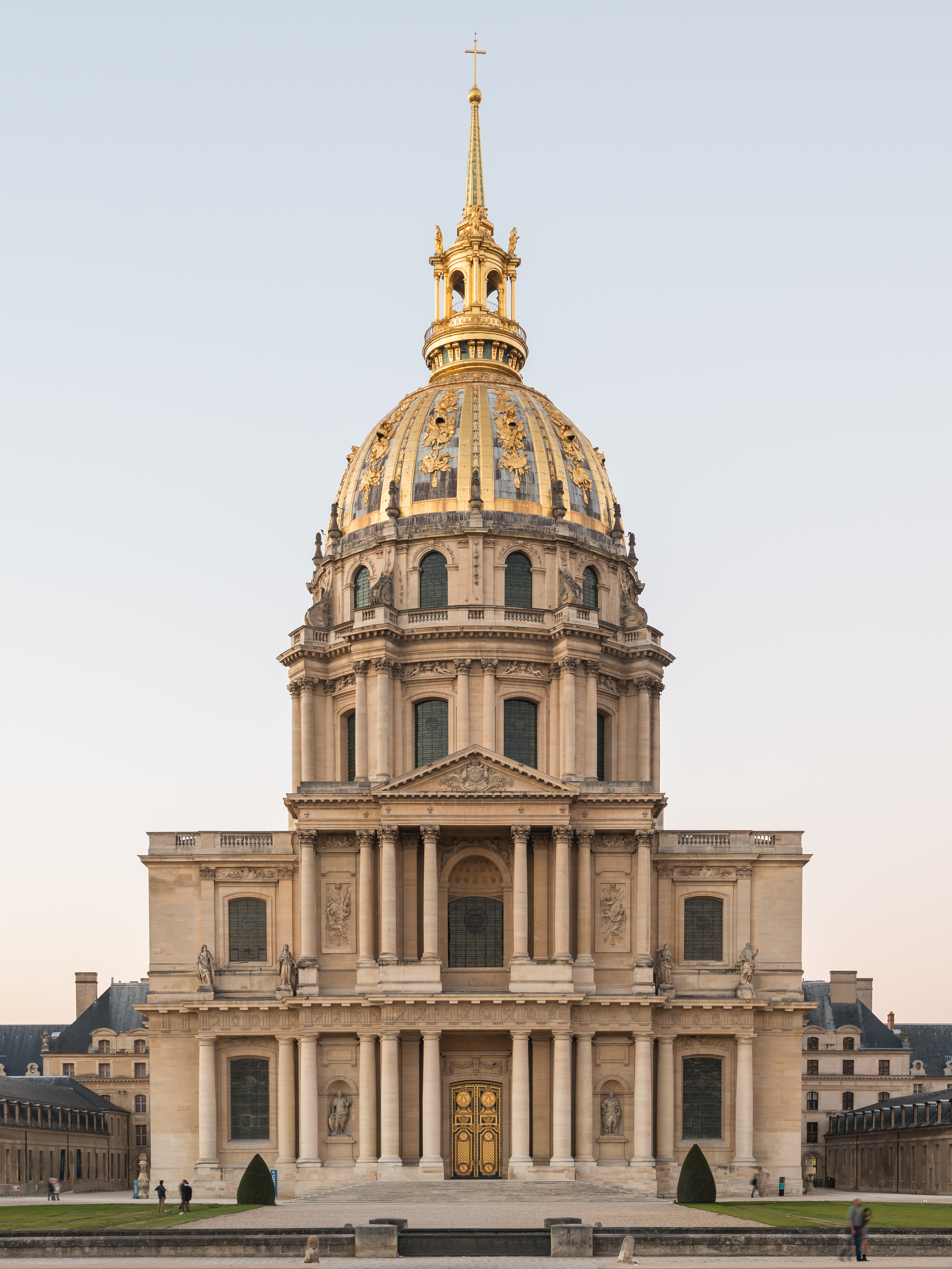
Palácio dos Inválidos

Entre as igrejas de planta longitudinal é importante recordar a de Val-de-Grâce, obra de François Mansart (1645). Tal como nas igrejas romanas, a planta está dividida em três tramos que terminam na cúpula ; nos pilares que sustentam a cúpula existem quatro capelas que, no entanto, não se abrem ao longo da nave, mas diretamente para a cúpula, reforçando a sua centralidade.
Posteriormente, nas últimas décadas do século XVII, Jules Hardouin Mansart projetou a Dôme des Invalides, a mais importante igreja francesa de planta centralizada do período. O edifício apresenta várias analogias com a Santa Maria della Salute em Veneza : ambas, apesar das diferenças formais na planta (um quadrado no caso da Igreja Saint Louis des Invalides e um octógono em Santa Maria della Salute), mostram a adição de uma traseira corpo equipado com uma segunda cúpula. Mansart inspirou-se no projeto de São Pedro de Miguel Ângelo, mas, além de estender o braço em direção ao presbitério, criou passagens diagonais entre o deambulatório e o centro da igreja. No exterior, tudo estava escondido com superfícies muito simples e a fachada era adornada com duas ordens de colunas clássicas livremente espaçadas. A cúpula, caracterizada por robustos contrafortes ao longo do tambor, termina numa torre alta com verticalismo gótico. No interior, a estrutura da mesma cúpula é composta por três tampas sobrepostas: uma externa revestida de chumbo, uma intermediária com frescos e uma terceira equipada com um grande óculo para permitir a visualização das pinturas acima.

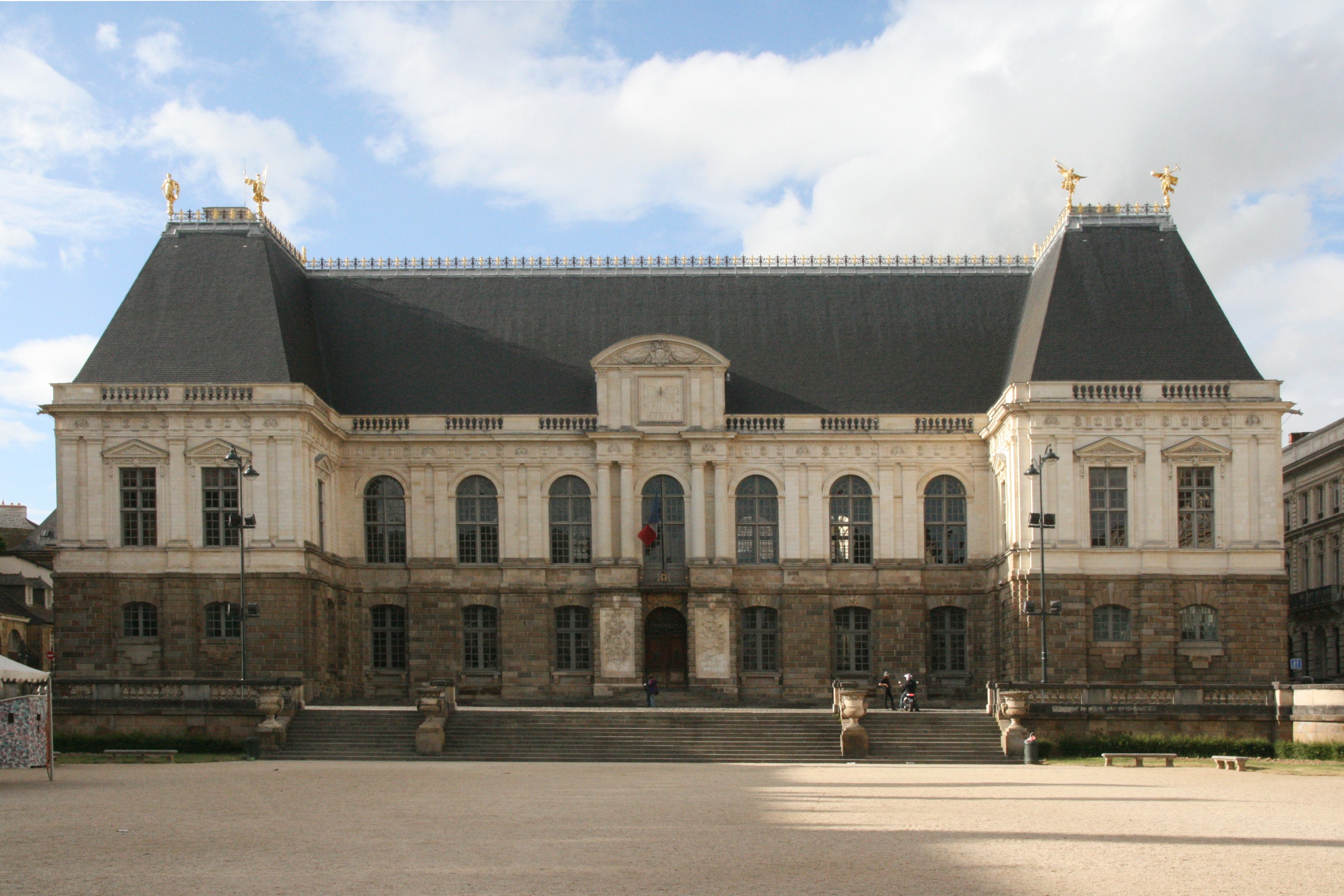
Palácio do Parlamento da Bretanha em Rennes

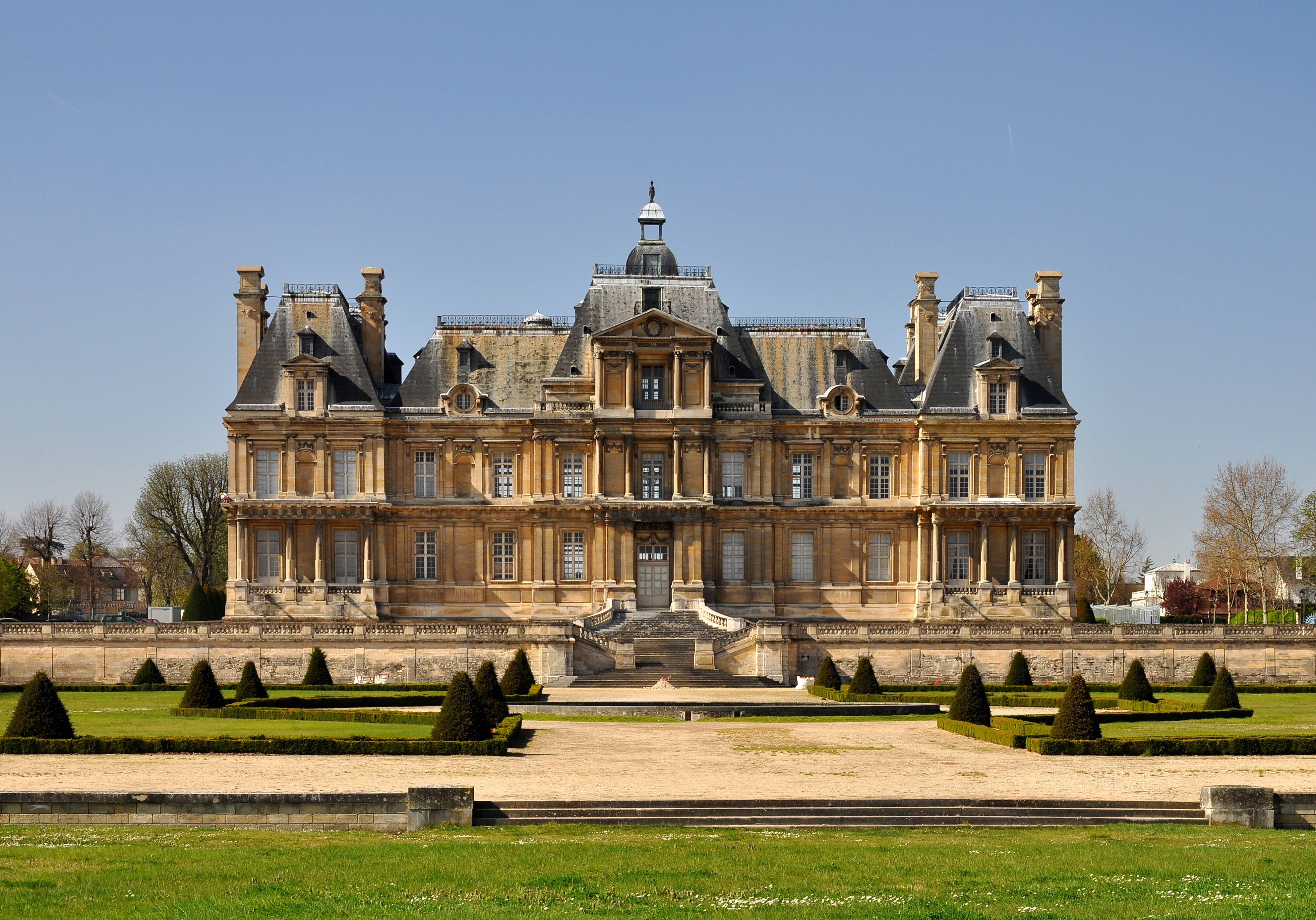
Castelo Maisons-Laffitte

Na tipologia dos castelos e palácios, o ponto de partida da arquitetura barroca está nas obras do já citado Salomon de Brosse, que nas primeiras décadas do século XVII construiu algumas residências importantes, entre as quais o Palácio do Luxemburgo em Paris (1617). O edifício foi construído por ordem de Maria de' Medici e na sua planta não difere da tipologia do hotel francês, mas a disposição dos apartamentos completos nas alas laterais determinou uma melhoria no conceito de conforto face aos modelos do passado.
No entanto, a primeira verdadeira obra do classicismo francês encontra-se na fachada do Palácio da Justiça de Rennes (conhecido como Palácio do Parlamento da Bretanha), também construído por Salomon de Brosse em 1618. Aqui as alas laterais assumem menor importância, enquanto o centro da fachada é sublinhado por dois pares de colunas emparelhadas sobre as quais assenta um frontão redondo.
A arquitetura de De Brosse influenciou o trabalho de François Mansart; na sua ala de Gastão de Orleães do Castelo de Blois (1635–1638) ele projetou um pátio de honra de profundidade limitada, conectando as alas ao edifício principal por meio de elementos curvos. A principal obra de Mansart continua sendo o Castelo de Maisons-Laffitte. Em planta tem forma rectangular, fechada nas laterais por duas alas pouco pronunciadas que na parte posterior do edifício se reduzem a simples saliências; em elevação, a parte central é sublinhada por um frontispício em três pisos, que retoma o tema das ordens sobrepostas (já presente em algumas criações de de Brosse) e confere ao complexo um dinamismo vertical ainda atribuível ao estilo gótico, mas equilibrado por a presença de elementos clássicos.

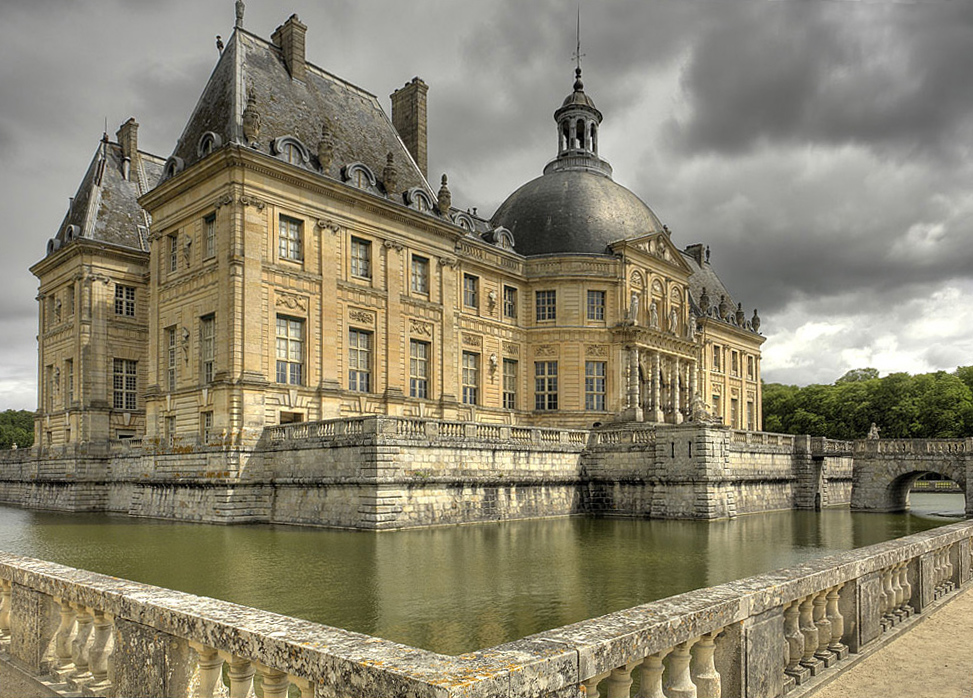
Vaux-le-Vicomte

O outro grande protagonista da época barroca na França foi Louis Le Vau (1612-1670), autor do Castelo de Vaux-le-Vicomte, o edifício francês mais importante de meados do século XVII. O castelo, construído entre 1657 e 1661, está inserido num grandioso parque desenhado por André Le Nôtre (1613–1700) e ergue-se no centro de um sugestivo fosso. No exterior emergem claramente as conformações dos ambientes internos e em particular é evidente o volume do grande salão elíptico coberto por uma cúpula; além disso, as alas laterais perdem a autonomia e passam a fazer parte integrante do corpo principal do palácio. A importância de Vaux-le-Vicomte reside não só na composição espacial, mas também na organização dos espaços interiores em apartamentos independentes (apartamento duplo). De facto, até então, as divisões dos prestigiados complexos residenciais estavam ligadas entre si directamente ou através de um corredor lateral com função de desligamento; em Vaux-le-Vicomte os apartamentos foram dispostos de forma mais funcional em torno do corpo central do edifício.
Diretamente ligado a Vaux-Le-Vicomte está o Palácio de Versalhes, encomendado por Luís XIV a Le Vau, Le Nôtre e Charles Le Brun (1619–1690). As obras começaram em 1664 com a renovação e ampliação de um pavilhão de caça preexistente encomendado por Luís XIII; o palácio assumiu a forma de U e em 1668 foi ainda ampliado com a adição de duas alas que acentuaram a profundidade do cour d'honneur. Dez anos depois, Hardouin Mansart construiu dois blocos colocados transversalmente às alas e fechou o terraço do corpo central do palácio com a Galerie des Glaces (Galeria dos Espelhos); O próprio Mansart também foi o responsável pelo projeto da capela, iniciada em 1689 e concluída apenas em 1710, na qual se misturam elementos barrocos, clássicos e góticos. A monumentalidade do complexo é sublinhada por uma praça voltada para a cidade de Versalhes, na qual converge um tridente de ruas voltadas para Paris; na frente oposta existe um vasto parque que, com as suas avenidas ortogonais e radiais, as suas fontes e as suas bacias cruciformes, faz do Palácio o ponto focal simbólico de toda a nação.
O classicismo francês atingiu o seu apogeu na fachada do Louvre de Claude Perrault (1613–1688), construída após a rejeição de um projecto proposto por Gian Lorenzo Bernini. O projeto de Perrault fechou a fachada leste do Louvre com uma longa galeria de colunas emparelhadas sustentadas por uma base maciça e delimitada no topo por um entablamento com balaustrada.

### Grã-Bretanha

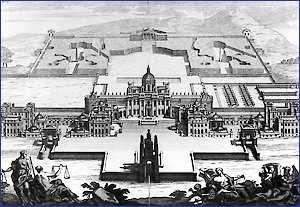
Praça St John's Smith por John Vanbrugh, 1718.

Até ao início do século XVII, a arquitectura inglesa esteve longe das tendências desenvolvidas no resto da Europa. Por volta de 1616, Inigo Jones (1573–1652) introduziu o estilo palladiano na Inglaterra, que viria a ter enorme sucesso no canal da Mancha e nas colónias americanas: entre as suas primeiras obras lembramos a Queen's House em Greenwich, um edifício com uma aparência italiana, mas equipada com inúmeras aberturas ao estilo nórdico.
Na segunda metade do século, graças a uma forte imigração de protestantes franceses, a arquitetura inglesa voltou-se para o gosto barroco.
A figura mais importante da última fase do século XVII foi Christopher Wren (1632–1723), protagonista da reconstrução de Londres após o incêndio de 1666. Em particular, em 1673 apresentou um primeiro projecto de reconstrução da Catedral de São Paulo, baseado numa planta de cruz grega evidentemente influenciado pelos desenhos de Miguel Ângelo Buonarroti para a Basílica de São Pedro no Vaticano, mas que tinha capelas laterais abertas nas diagonais diretamente em direção à cúpula.
O clero da Igreja Anglicana rejeitou a proposta e Wren foi forçado a fazer mudanças significativas no projeto, fazendo com que o complexo assumisse forma basilical. O elemento mais barroco da catedral passou a ser a fachada principal, revestida por duas ordens de colunas de origem francesa e ladeada por duas torres sineiras inspiradas no estilo de Borromini. No cruzamento da nave com o transepto ergue-se uma grande cúpula, definida como "uma expressão bastante banal dos ideais da arquitetura inglesa"; visto do exterior parece decididamente clássico, enquanto no interior é estruturado com uma série artificial de calotas sobrepostas típicas da arquitetura barroca.

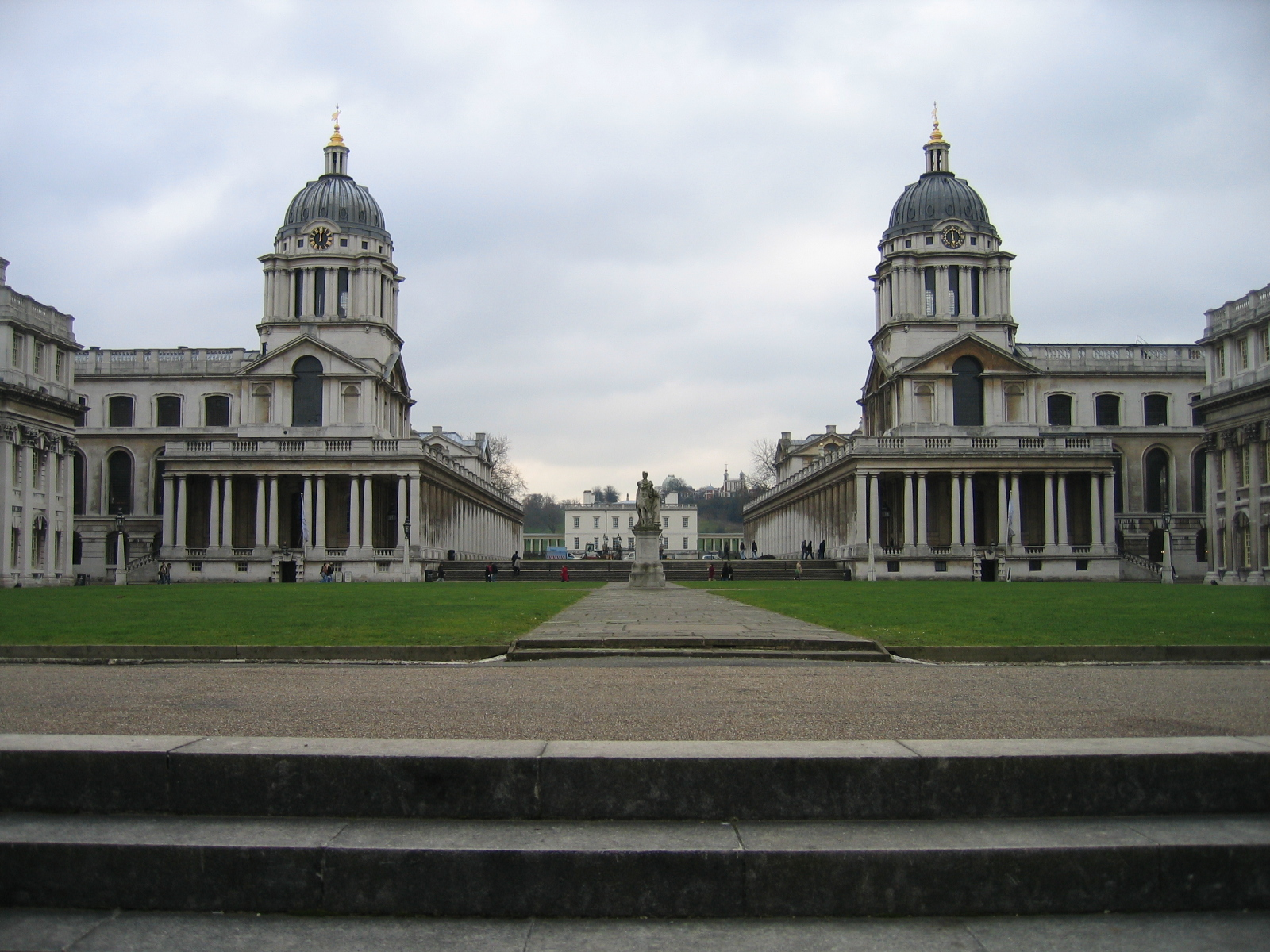
Greenwich Hospital

Entre outras obras de Christopher Wren lembramos o Greenwich Hospital, construído no final do século XVII perto da Queen's House de Inigo Jones. A própria Casa da Rainha tornou-se o ponto conclusivo de um eixo definido por longas colunatas encimadas por duas cúpulas espelhadas. O tema das colunas gêmeas, que na época tinha grande destaque na fachada do Museu do Louvre de Perrault, foi proposto em todas as partes do edifício e até nas cúpulas, apesar de vagamente inspirada na da igreja dos Inválidos, de Jules Hardouin Mansart.
Por sua vez, a arquitetura civil foi condicionada por Roger Pratt (1620–1684), que importou o appartement double da França e o cour d'honneur, não se distanciando contudo da arquitetura de Inigo Jones. Outra figura notável foi Hugh May (1621-1684), que introduziu os temas do classicismo holandês e trabalhou no Castelo de Windsor, criando algumas das mais interessantes decorações barrocas do Norte da Europa (hoje perdidas).

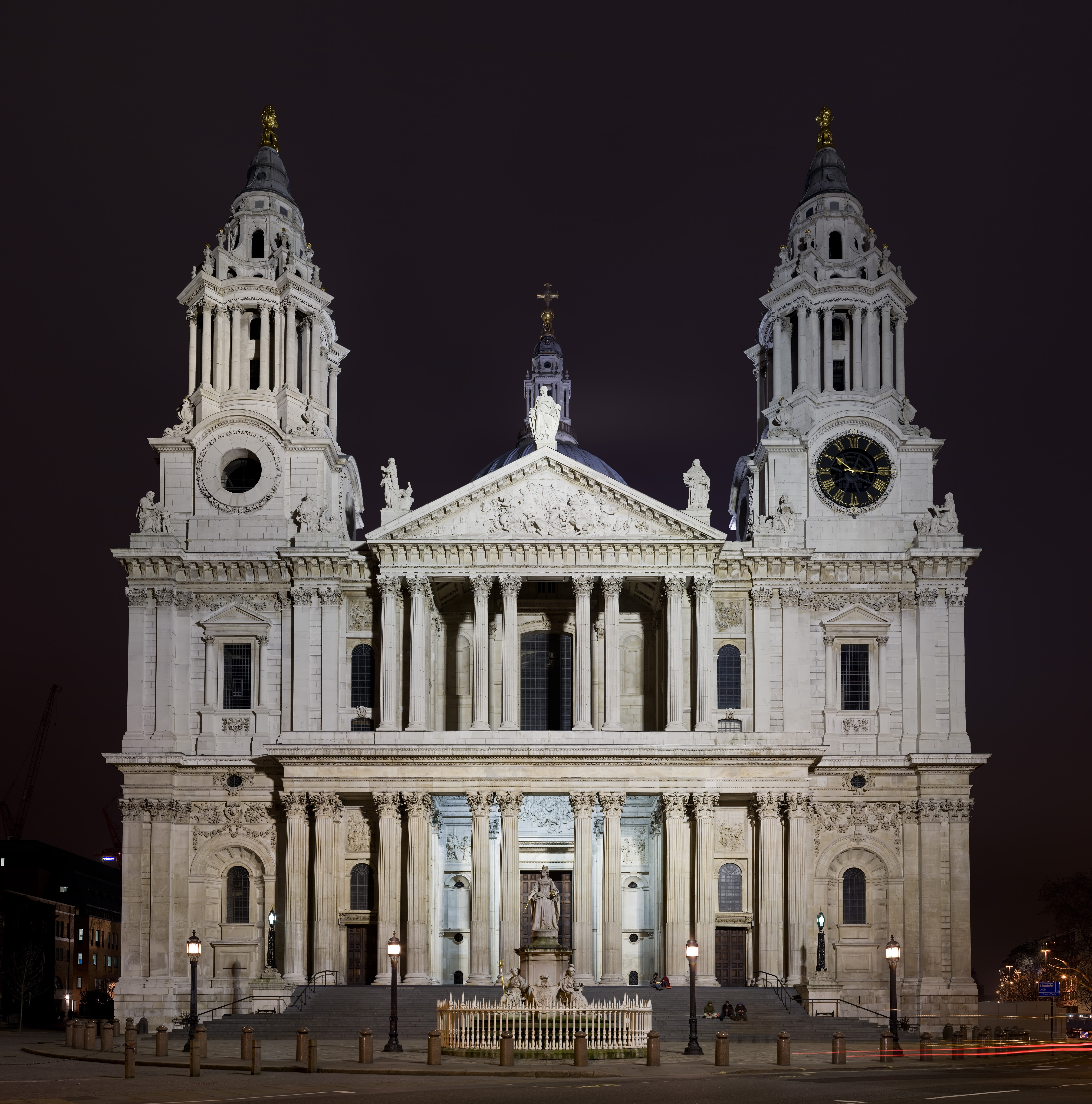
Fachada oeste da Catedral de São Paulo por Christopher Wren (1675–1702)
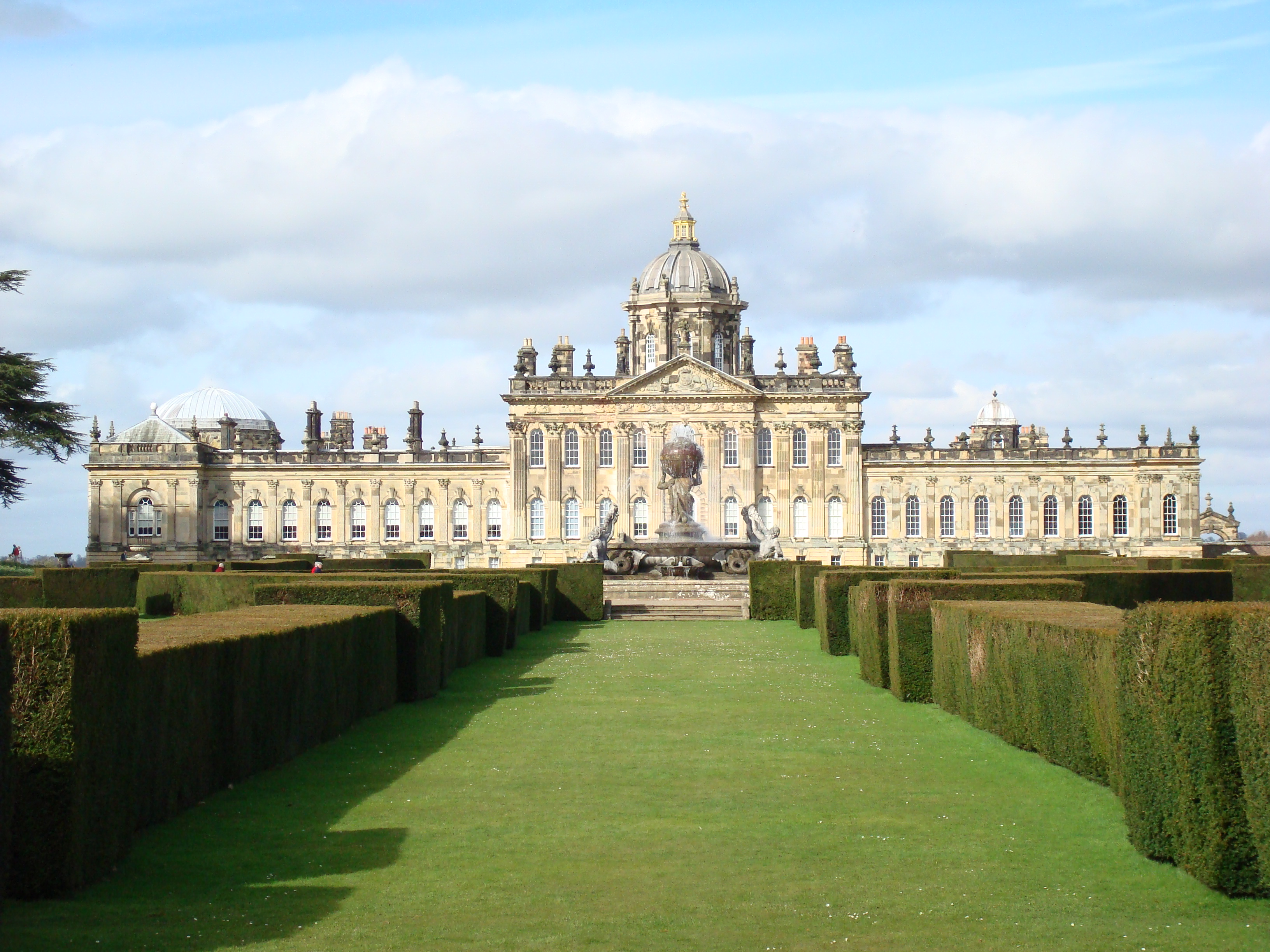
Castelo Howard, North Yorkshire por John Vanbrugh e Nicholas Hawksmoor (1699–1712)
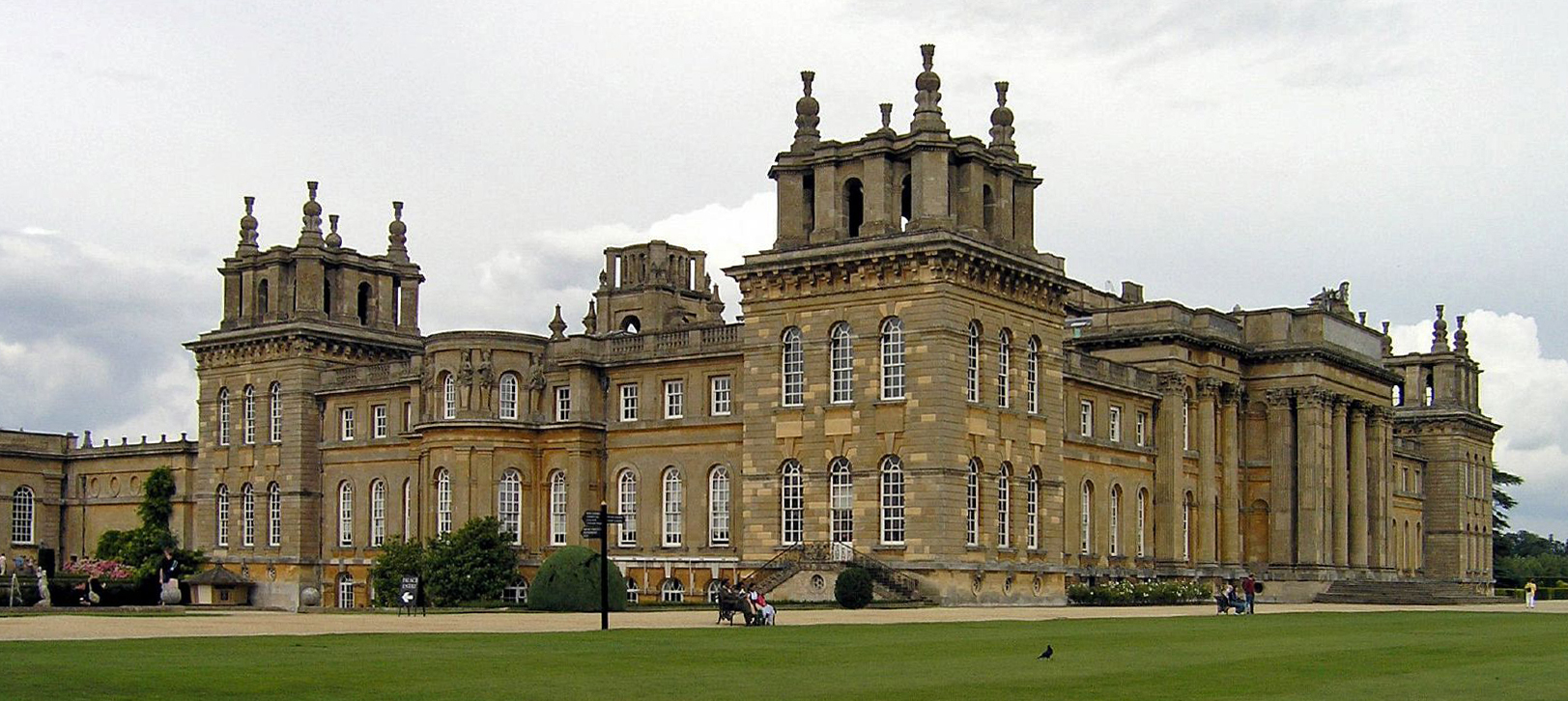
Palácio de Blenheim por John Vanbrugh e Nicholas Hawksmoor

### Flandres
O barroco no Condado da Flandres foi introduzido pelos jesuítas, visando contrariar a Reforma Protestante que já havia conquistado as Dezessete Províncias . Os primeiros jesuítas chegaram diretamente de Paris a Lovaina em 1542, apenas dois anos após a fundação da ordem, e construíram uma residência para estudantes da universidade católica da cidade. Mais tarde espalharam-se pela região e em 1562 chegaram a Antuérpia, onde em 1574 fundaram um pequeno colégio. Logo ganharam importância, tanto que, a partir de um projeto dos jesuítas Pieter Huyssens e François d'Aguilon, entre 1615 e 1621, construíram a igreja de San Carlo Borromeo, uma das primeiras igrejas da Flandres onde a influência barroca pode ser encontrada, embora com referências claras ao Maneirismo.

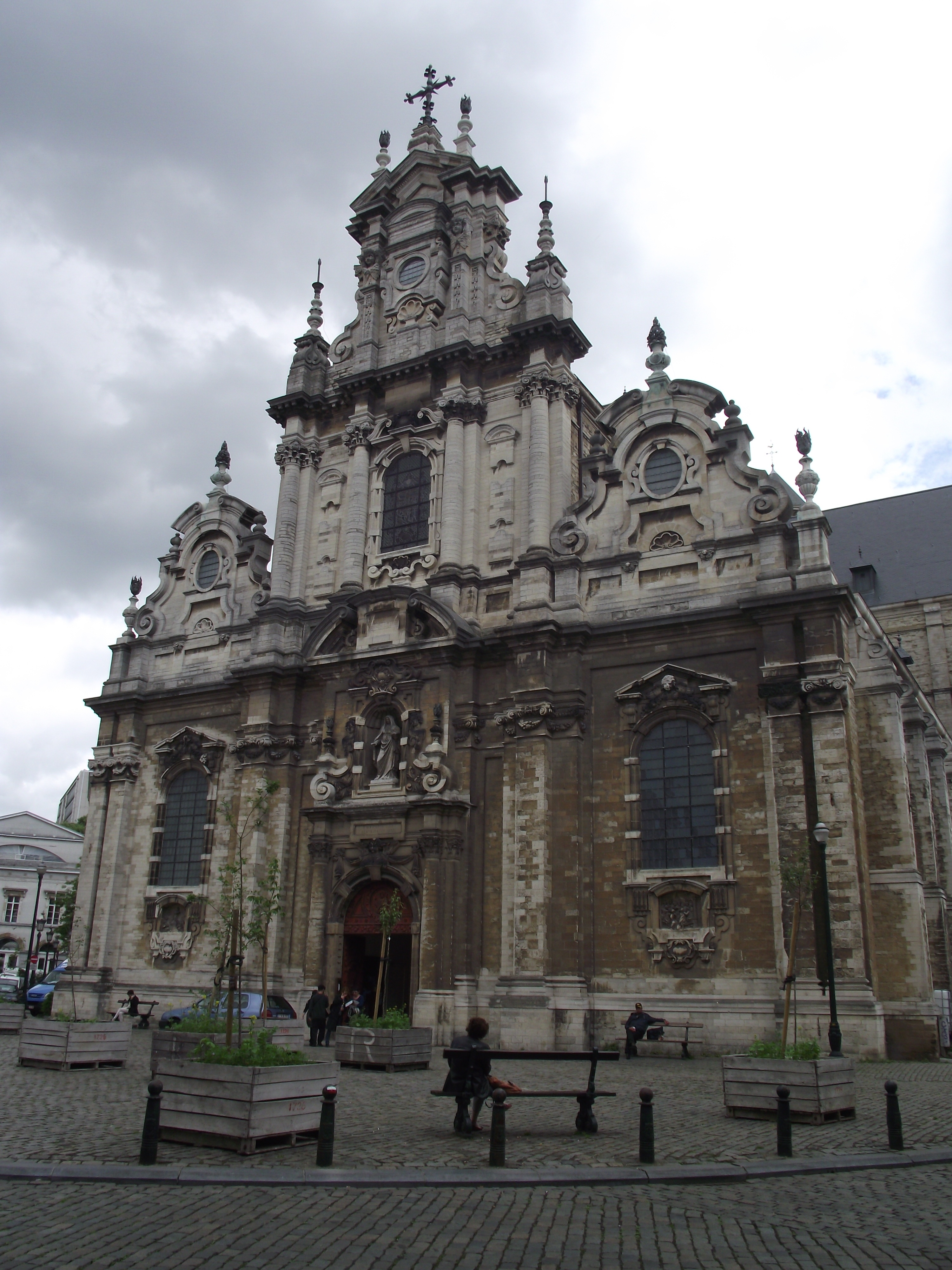
Igreja de São João Batista no Béguinage, Bruxelas

Deste trabalho, outros logo se seguiram; em Gante a ordem reconstruiu a antiga Abadia de São Pedro a partir de 1629, enquanto em Lovaina decidiram em 1650 construir uma igreja para o novo colégio, a igreja paroquial de São Miguel, na qual o estilo barroco se manifestou ainda mais explicitamente.
O barroco começou a difundir-se por todas as outras cidades, combinando a forte tendência gótica da região voltada para o verticalismo. De facto, os edifícios, embora apresentem características provenientes da igreja de Gesù de Roma, adotaram formas alongadas e receberam uma certa bicromia a partir dos materiais de construção, como o arenito e os tijolos. Ao mesmo tempo, Lucas Faydherbe, discípulo de Pieter Paul Rubens, cuja obra foi de grande inspiração para a arquitetura barroca da região, estabeleceu-se em Malinas; foi o autor da igreja de Nossa Senhora de Hanswijk, bem como das igrejas de Nossa Senhora das Clarissas e de São João Batista no Béguinage em Bruxelas.

### Países Baixos

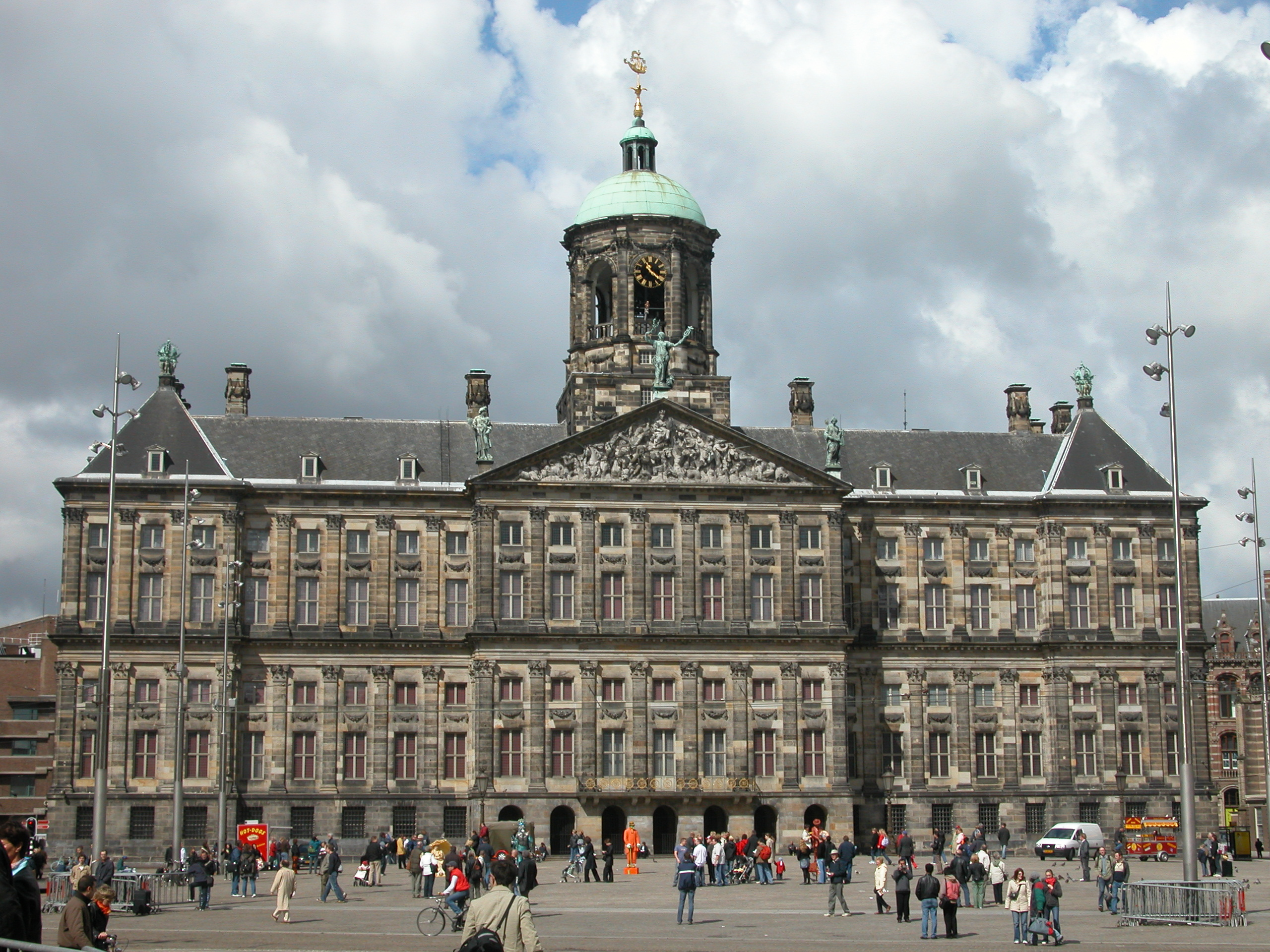
Palácio Real de Amesterdão

O barroco holandês foi influenciado pela sobriedade calvinista e desenvolveu-se sobretudo entre 1648, com a Paz de Vestfália, e em 1685, ano em que numerosos huguenotes se refugiram na Holanda, importando gostos e tendências francesas que efetivamente puseram fim à expressão autónoma do barroco local.
Precisamente em 1648, com a independência da República das Sete Províncias Unidas, foi iniciada a construção da Câmara Municipal de Amesterdão, um vasto edifício com carácter severo, com fachadas caracterizadas por janelas enquadradas por uma série de pilares que unificam toda a fachada.
A arquitetura civil também foi influenciada por um classicismo derivado do estilo de Andrea Palladio, encontrado por exemplo na Casa de Maurício de Jacob van Campen (1596–1657). Na esteira de Van Campen, o trabalho de Pieter Post (1608–1669), cuja construção principal é a Câmara Municipal de Maastricht (1659–1664).
O desenvolvimento da arquitetura sagrada foi de grande importância. As primeiras igrejas, ligadas ao culto protestantista, tinham uma planta da basílica bastante tradicional; algumas inovações ocorreram no Noorderkerk (1620–1623), um edifício em cruz grega com cantos arredondados, onde elementos da arquitetura gótica também convergem.
As plantas centralizadas são a base de muitas igrejas holandesas; entre as soluções mais interessantes e originais vale lembrar o Marekerk de Leiden, de formato octogonal, o Nieuwe Kerk de Haia (1649), formada por duas praças com absides e encimadas por uma torre sineira central, e finalmente a Ronde Lutherse Kerk de Amsterdão (1668), de planta circular com um ambulatório que se estende apenas por metade do perímetro.

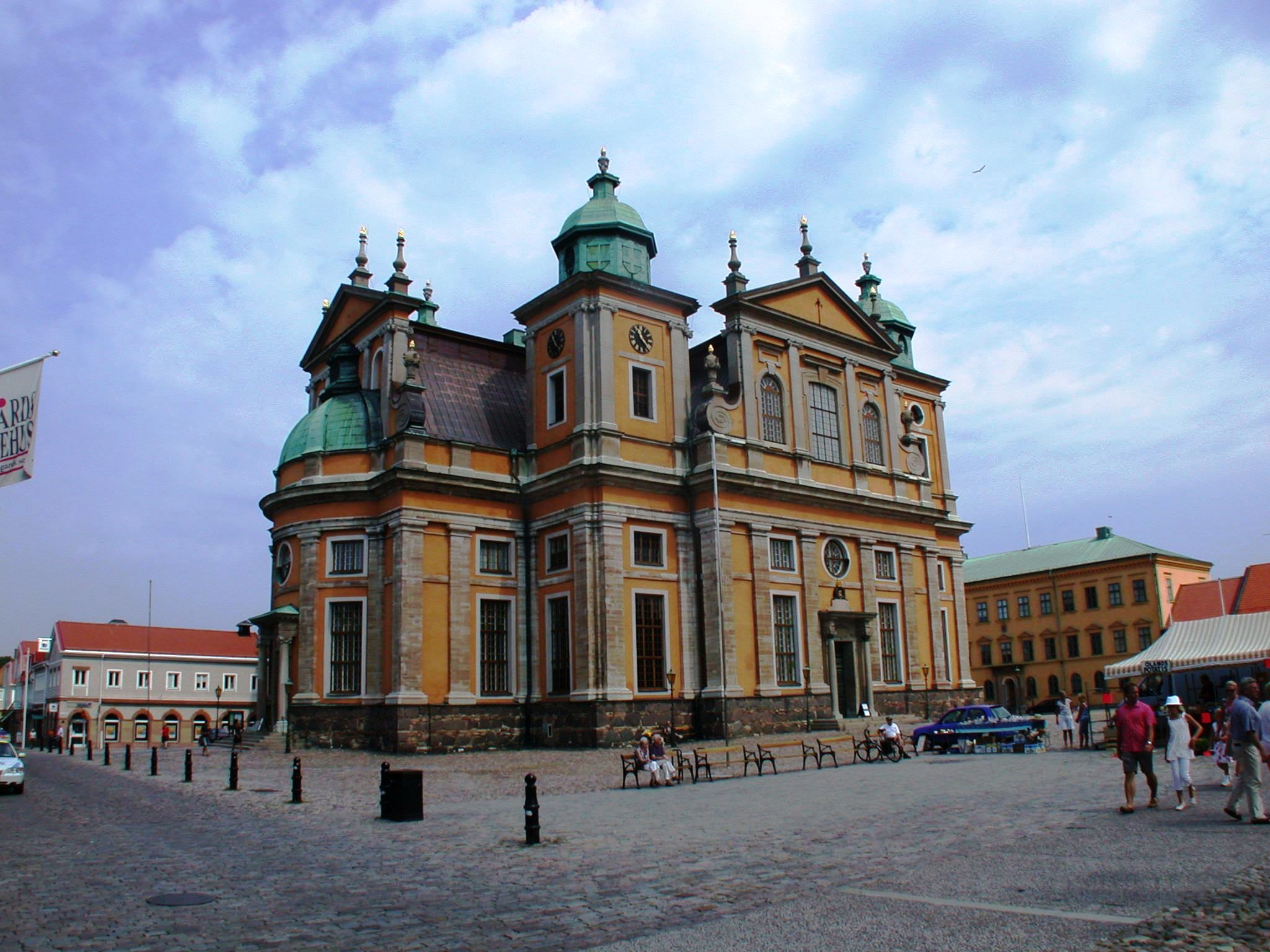
Catedral de Kalmar

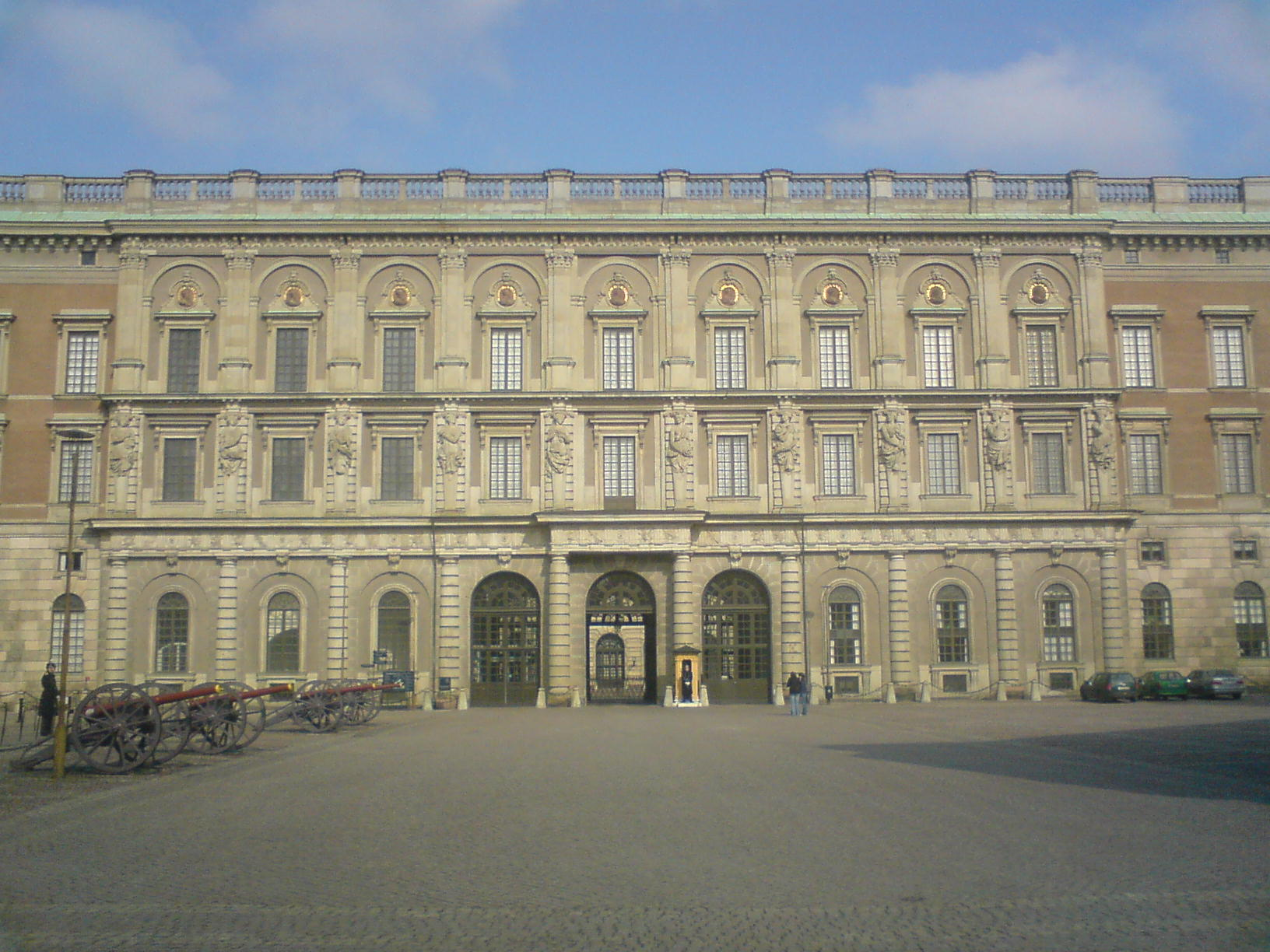
Palácio Real, Estocolmo

#### Escandinávia
A arquitetura do Norte da Europa foi influenciada por uma combinação de tendências francesas, holandesas e italianas.
Na Dinamarca, algumas atividades de construção foram desenvolvidas sob o rei Cristiano IV da Dinamarca, que estava ansioso para transformar Copenhaga numa verdadeira capital. A cidade foi significativamente ampliada com a construção de vários edifícios de estilo maneirista, como o Edifício da Bolsa. Para a nova cidade o próprio soberano desenhou uma praça octogonal, que no entanto não foi construída. O seu sucessor não criou obras significativas no campo arquitetónico e somente em 1672 foi construído o Palácio de Charlottenborg, o primeiro edifício de estilo barroco em Copenhaga. Nysø Manor (1673) perto de Præstø, Sealand, foi construído para o proprietário de terras local Jens Lauridsen. Foi a primeira casa de campo barroca na Dinamarca, substituindo o estilo renascentista anterior. A inspiração veio da Holanda e o arquiteto foi provavelmente Ewert Janssen. Foi Henrik Ruse, um engenheiro de construção holandês, que foi encarregado por Frederico III de desenvolver a área ao redor de Kongens Nytorv, especialmente em conexão com o Canal Nyhavn, que foi projetado para se tornar o novo porto de Copenhaga. O Castelo de Clausholm (1693–94) perto de Randers foi projetado pelo arquiteto dinamarquês Ernst Brandenburger com a ajuda do sueco Nicodemus Tessin, que foi convidado para decorar a fachada.
A arquitetura dinamarquesa do início do século XVII também influenciou a construção do Império Sueco, mas a nomeação do francês Jean de la Vallée (1620–1696) como arquiteto real favoreceu a afirmação do gosto barroco; seguindo o modelo do palácio italiano, construiu o Palácio Axel Oxenstiernas em Estocolmo (após 1650) e em 1656 construiu a igreja de Catarina e o Palácio Bonde, este último caracterizado por um cour d'honneur e por uma articulação das superfícies derivada do estilo de Salomon de Brosse.
A partir de 1649, o cargo de arquiteto real foi ocupado por Nicodemus Tessin, o Velho (1615–1681), a quem devemos, por exemplo, a Catedral de Kalmar (1660), o Mausoléu Caroliniano na igreja de Riddarholmskyrkan em Estocolmo (onde existem cantos convexos) e o Castelo de Drottningholm.
O papel principal foi desempenhado pelo seu filho Nicodemos Tessin, o Jovem, arquiteto formado em Roma e que visitou a França diversas vezes. Essas experiências, inspiraram-no na criação do projeto do Palácio Real de Estocolmo, reconstruído após 1697 após um incêndio. Tessin, atento aos desenhos de Gian Lorenzo Bernini para a ampliação do Louvre, construiu um bloco de aparência unitária; a poente foram colocados dois corpos curvilíneos para delimitar um pátio, enquanto a nascente foram inseridos dois blocos fortemente salientes. As relações com a arquitetura francesa podem ser encontradas no pátio, que foi pensado como um place royale parisiense, tanto que o arquiteto propôs ali erguer uma estátua do soberano; em vez disso, a influência do barroco romano é evidente na fachada do cour d'honneur, onde os temas do Palácio Barberini são retomados.
Tessin, o Jovem, foi o autor de vários outros edifícios em Estocolmo e da sua residência na cidade, o Palácio Tessin; nas traseiras do edifício existe um jardim onde o espaço se estreita e se expande, acentuando a ilusão de profundidade tipicamente barroca.
Provavelmente a estrutura barroca mais famosa da Noruega é Stiftsgården, a residência real em Trondheim, um edifício residencial que é uma das maiores estruturas de madeira do norte da Europa.

### Europa Central

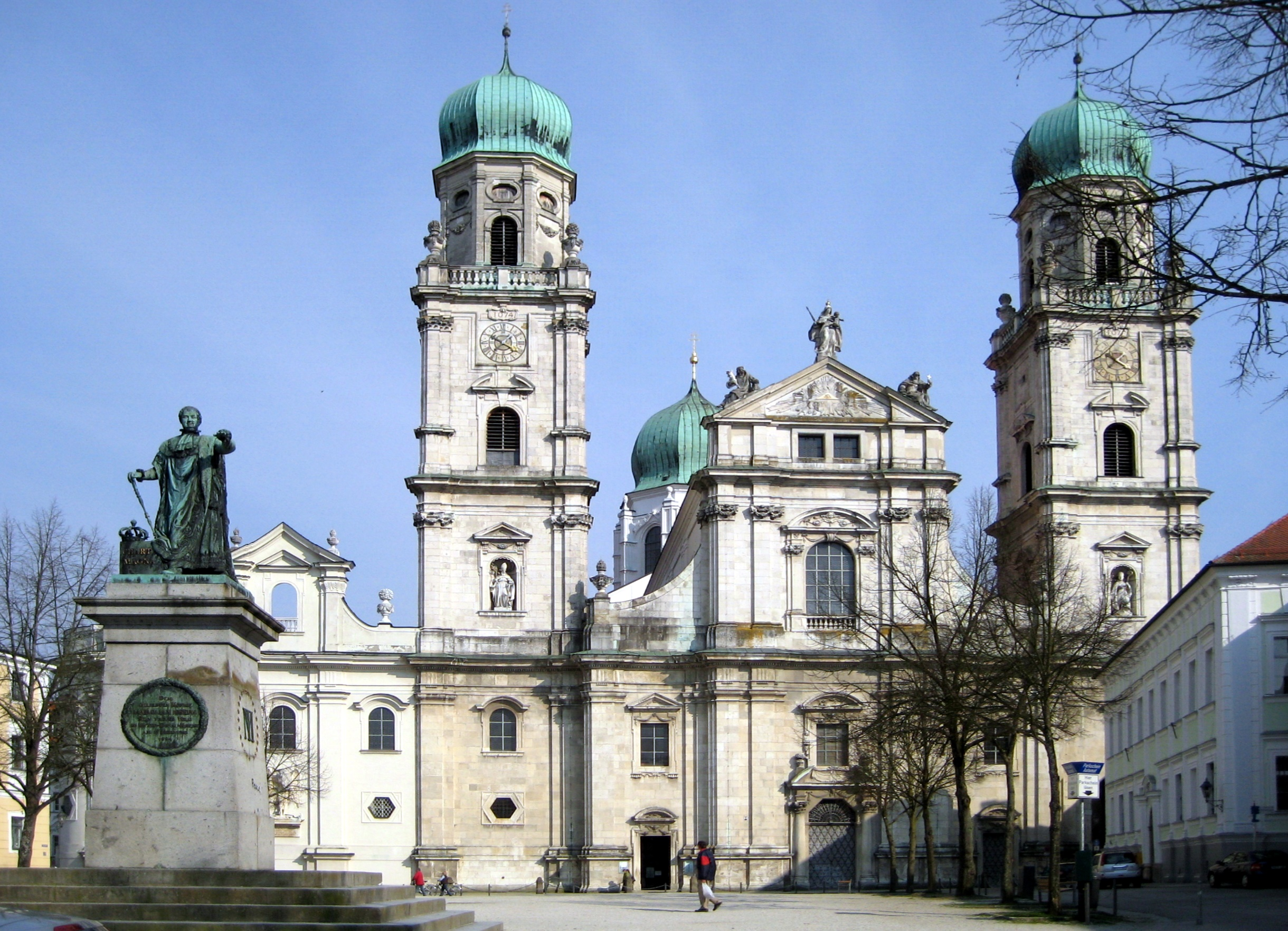
Fachada da Catedral de São Estevão de Passávia

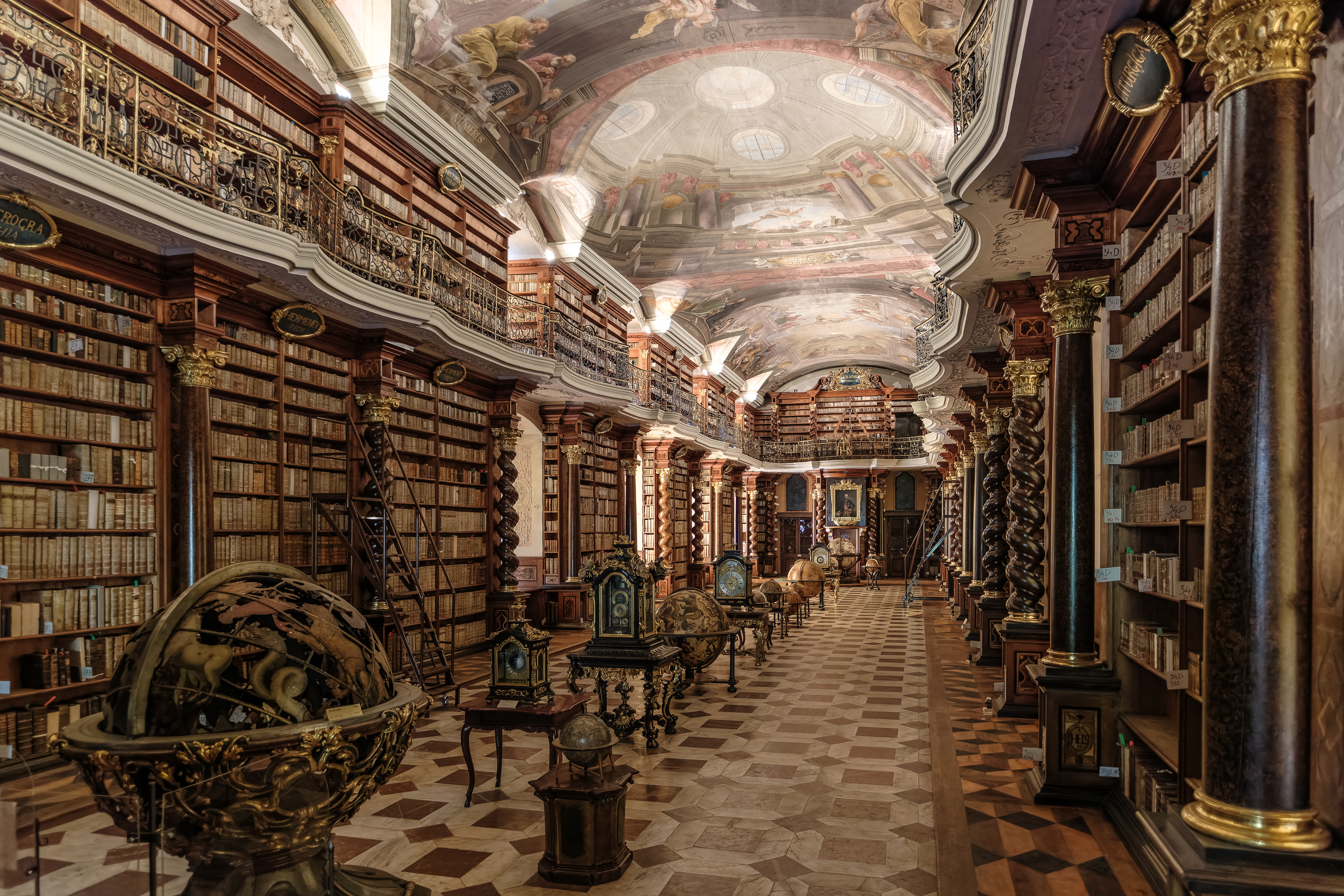
Biblioteca de Clementinum, a universidade Jesuíta em Praga (1722)

Na Alemanha, uma das primeiras arquiteturas ligadas à contrarreforma foi a Igreja de São Miguel em Munique, construída para o Jesuítas a partir de 1585 no modelo da igreja de Gesù de Roma como era habitual na maioria das criações da ordem. Na verdade, apresenta uma única grande nave abobadada apoiada diretamente nos grandes pilares perimetrais entre os quais existem capelas laterais, conseguindo uma maior integração dos espaços do que a da basílica romana. Esta solução foi retomada por Hans Alberthal (1575–1657) noutras igrejas construídas em diferentes áreas do país.
Este processo de penetração da linguagem classicista e do início do barroco foi interrompido com a Guerra dos Trinta Anos. Depois da guerra, que empobreceu enormemente as regiões do Sacro Império Romano, numerosos arquitetos italianos e suíços atuaram em boa parte na Europa Central e lançaram as bases para a afirmação da arquitetura barroca tardia (especialmente nas regiões católicas: Áustria e Baviera) entre finais do século XVII e o século XVIII; entre estes recorde-se Carlo Lurago (1615–1684), Francesco Caratti, Carlo Antonio Carlone, Domenico Martinelli (1650–1718), Agostino Barelli (1627–1679) e Enrico Zuccalli (1642–1724). Houve também um afluxo notável de trabalhadores do Ticino e do norte da Itália. Na Abadia de Melk, Jakob Prandtauer utiliza abundantemente o mármore policromado e estuque, estátuas e pinturas de teto para obter efeitos harmoniosos e altamente teatrais.

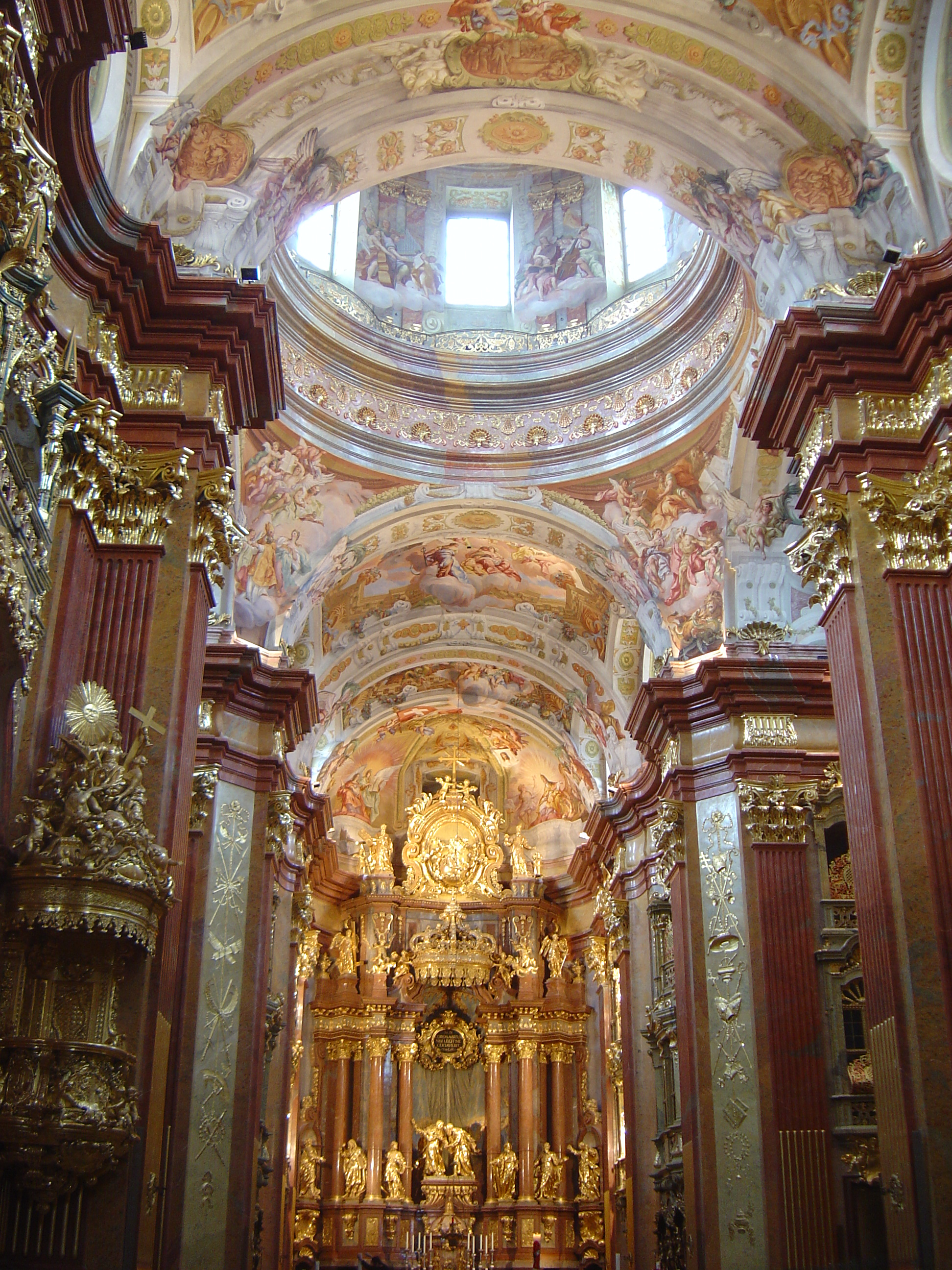
Interior da igreja de Abadia de Melk por Jakob Prandtauer (1702–1736)

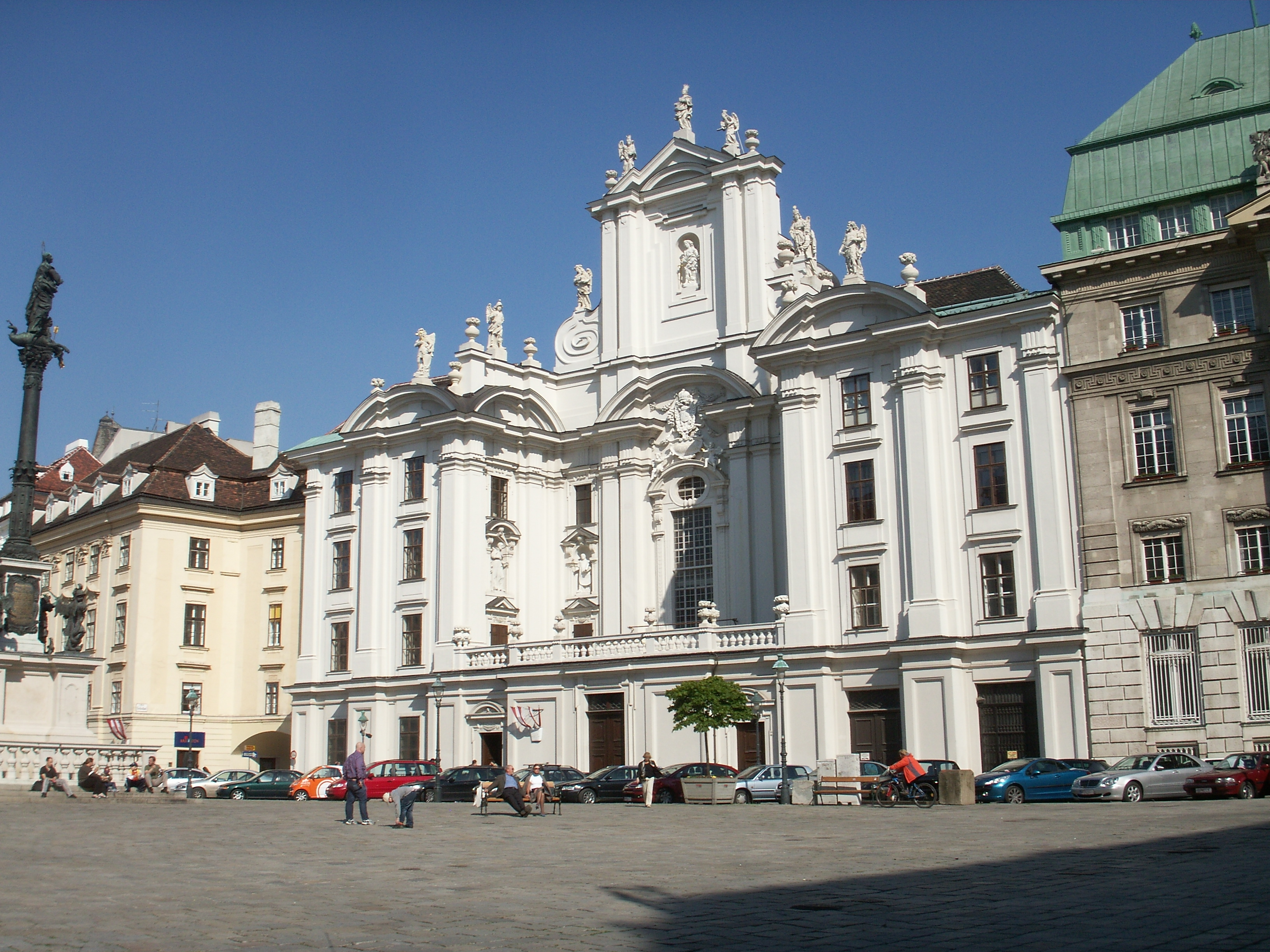
Igreja am Hof, Viena

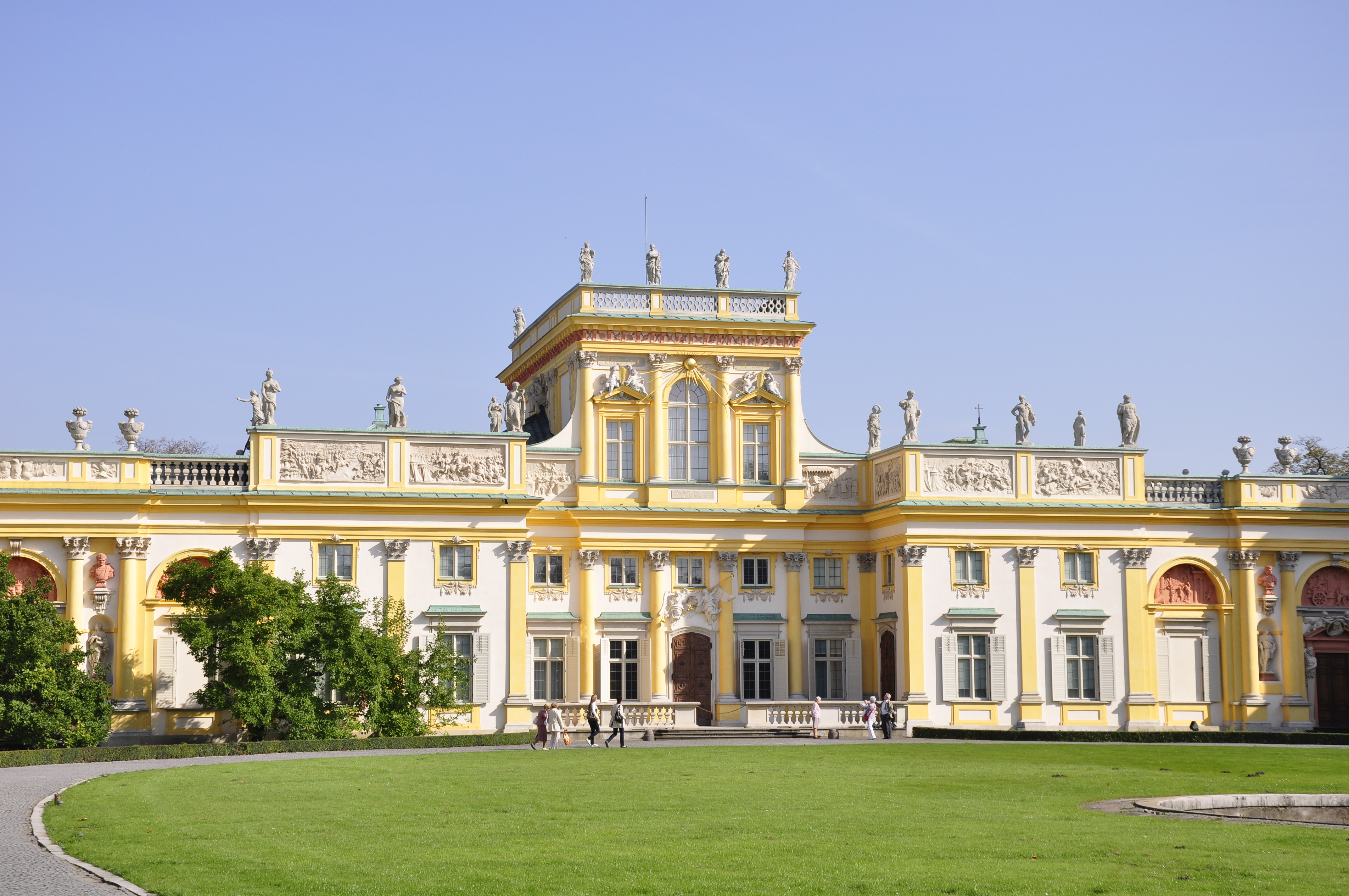
Palácio de Wilanów, perto de Varsóvia

Lurago trabalhou principalmente na Boêmia, inicialmente criando obras no estilo maneirista; mais tarde construiu a Catedral de Passávia, com uma nave primorosamente barroca, definida por uma sucessão de abóbadas elípticas. Na Boêmia, o principal arquiteto barroco foi Christoph Dientzenhofer, cujo edifício apresentava curvas e contracurvas complexas e formas elípticas, tornando tanto Praga como Viena, capitais do barroco tardio.
Francesco Caratti, falecido em 1679, foi o responsável por alguns dos edifícios mais imponentes de Praga, mas a chegada do francês Jean Baptiste Mathey (1630–1695) introduziu um estilo mais requintado, encontrado por exemplo no Castelo de Troja.
O barroco chegou a Viena na segunda metade do século XVII e a primeira obra notável foi a fachada da Igreja am Hof, de Carlo Antonio Carlone, construída em 1662 e caracterizada por alas laterais que a ligam aos edifícios adjacentes.
A arquitetura vienense só atingiu a sua plenitude com a chegada, em 1690, do lucano Domenico Martinelli, que construiu o Palácio de Liechtenstein inspirado no Palácio Chigi-Odescalchi de Bernini.
O bolonhês Agostino Barelli introduziu o barroco italiano na Baviera. Em Munique projetou a Theatinerkirche, iniciada em 1663 inspirada na Basílica de Santo André do Vale; na mesma cidade iniciou a construção do Palácio Nymphenburg, depois continuado por Enrico Zuccalli.
Mesmo na Polónia, a arquitetura sagrada foi influenciada por Roma. Em Cracóvia os jesuítas construiram a sua igreja baseada na de Gesù. Posteriormente apareceram plantas centralizadas em Klimontów, Gostyń e em Varsóvia, onde Tielman van Gameren (1632–1706) construiu a igreja de São Casimiro (1688–1689). Outra obra de van Gameren é a mais animada igreja de Santa Ana em Cracóvia (1689–1705), com planta longitudinal. Os castelos, no entanto, foram influenciados pelos franceses: por exemplo, o grande Palácio Wilanów, iniciado em 1681, está estruturado em torno de um cour d'honneur em forma de ferradura.

### Espanha

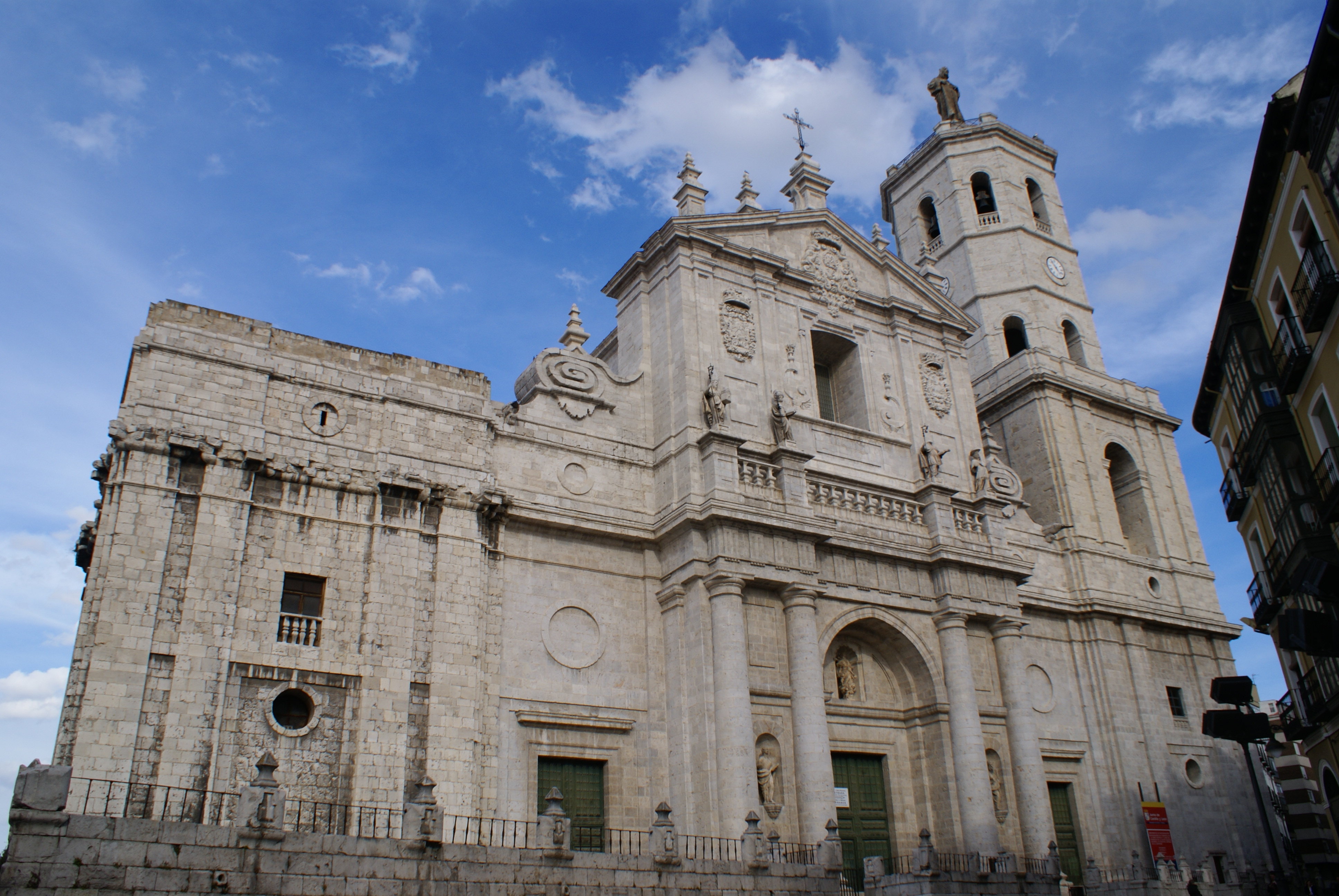
Catedral de Valladolid

Em Espanha, a afirmação do estilo barroco chocou-se com as dificuldades ligadas à decadência económica do reinado de Filipe III (r. 1598–1621). Até então, sob Filipe II, surgiram importantes complexos fortemente influenciados pelo maneirismo italiano, como o Mosteiro do Escorial (segunda metade do século XVI), construído em grande parte por Juan de Herrera (1530–1597); O próprio Herrera foi o responsável pelo projeto da Catedral de Valladolid, na qual há um fortalecimento do eixo central e que serviu de modelo para o da Cidade do México.
Posteriormente, a arquitetura espanhola do século XVII voltou-se para o barroco, favorecendo o desenvolvimento do aparato decorativo, especialmente nas igrejas, em vez da complexidade composicional e espacial. Esta linguagem, imediatamente compreensível mesmo para a população menos escolarizada, foi logicamente exportada para as colónias da América Latina.
No entanto, entre os edifícios sagrados mais interessantes da Espanha do século XVII, lembramos a Real Colegiada de Santo Isidro em Madrid (iniciada depois de 1629), a igreja de Santa Maria Magdalena em Granada (após 1677, com planta longitudinal derivada de construções romanas contemporâneas) e a Basílica de Nossa Senhora dos Desamparados em Valência (1652–1657), com planta elíptica).
Em contraste com a arte do norte da Europa, os espanhóis criaram uma arte que apelava mais aos sentidos do que ao intelecto. A arquitetura churrigueresca constitui o apogeu do barroco na Espanha: e é comum ser denominado de ultrabarroco. É sobretudo a decoração mais do que a composição das fachadas e da planta que se altera, os seus críticos prontamente a qualificam de sobrecarregada, desgrenhada, é em todo o caso luxuriante, exuberante, distinguindo-se de facto por uma profusão ornamental ilimitada, decorrente de um “horror vacui” (horror ao vazio), tradicionalmente presente desde o desenvolvimento da arquitetura mourisca. Desenvolve em particular os valores decorativos de elementos singulares como o retábulo , o portal e a fachada. O seu nome provém da família dos Churriguera, escultores de Salamanca, cujos retábulos são famosos por serem espetaculares estruturas esculpidas à mão, misturando motivos decorativos islâmicos, góticos e platerescos que são reformulados em extravagantes composições barrocas. No entanto, podemos encontrar os primeiros vestígios desta arquitectura na obra de Alonzo Cano, que desenhou a fachada da Catedral de Granada em 1667.

### Portugal

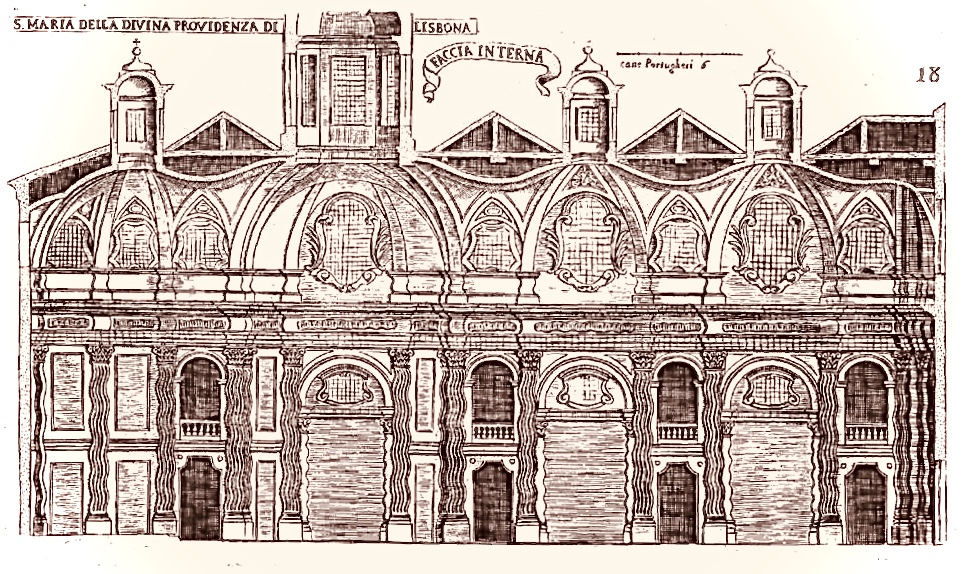
Santa Maria da Providência desenhada por Guarino Guarini (1651), destruída no sismo de Lisboa de 1755

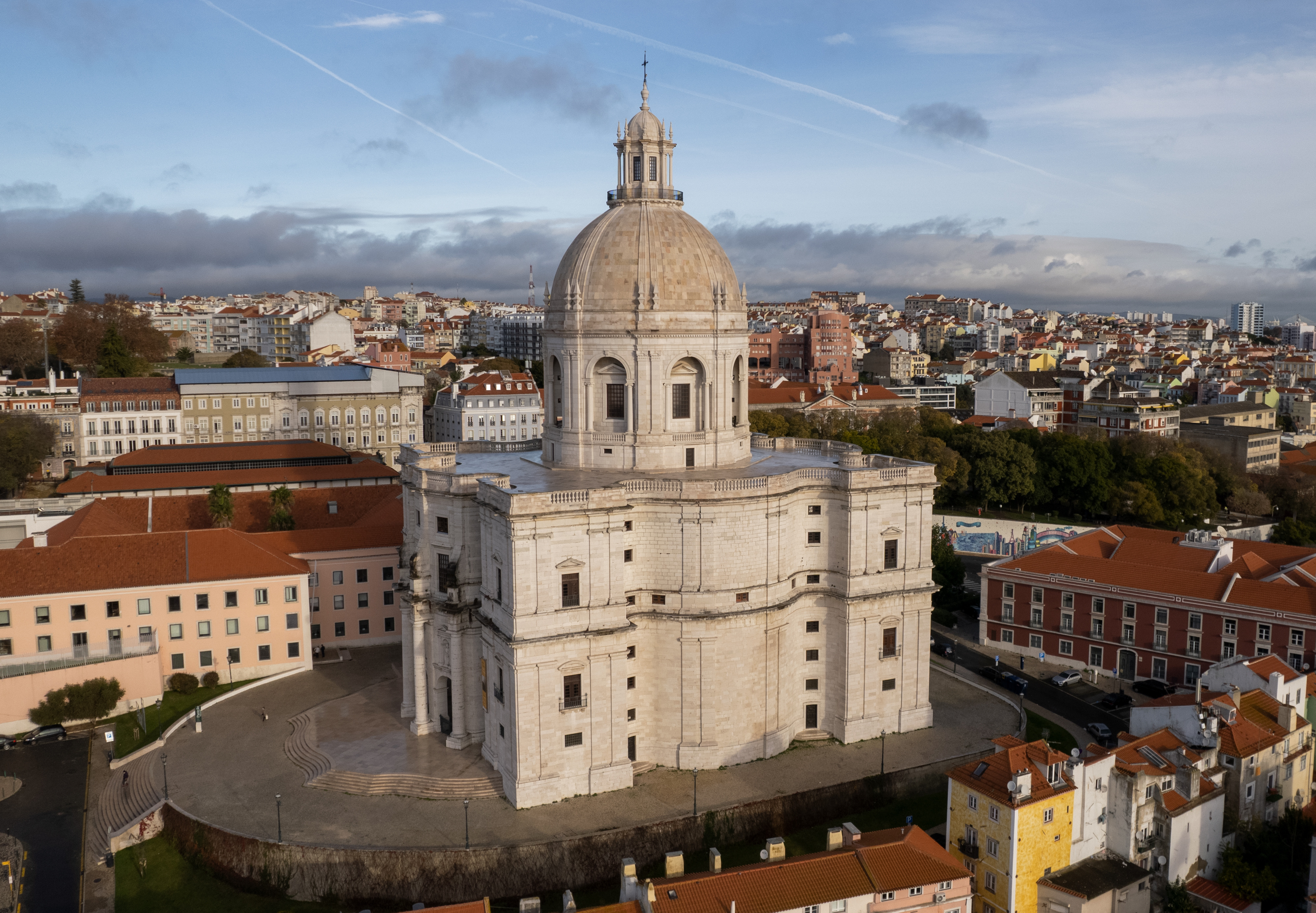
João Antunes, Igreja de Santa Engrácia (atual Panteão Nacional), construção iniciada em 1682, com o propósito de acolher o túmulo de grandes vultos da história de Portugal.

Em Portugal o barroco, que só chegou na última parte do século XVII com igrejas de planta octogonal ou circular, coexistiu com o estilo chão uma forma extremamente simplificada de arquitectura classicista, caracterizada por volumes claros, superfícies lisas e planas, e volumes nítidos, depurados do excesso decorativo do barroco internacional. Esse estilo, que surge no período Filipino, prevaleceu em cidades menores, também influenciou significativamente o Brasil, e na Ásia (na Índia em Goa e Diu, na China — Macau).
A arquitetura barroca em Portugal surge numa linha temporal diferente do resto da Europa e foi influenciada por vários fatores políticos, artísticos e económicos. Começa num momento conturbado, com o esforço financeiro do reino canalizado para a Guerra da Restauração Portuguesa após 60 anos de União Ibérica.
Após o fim da guerra da restauração da independência, e passada a crise de sucessão entre Afonso VI e Pedro II, Portugal estava pronto para o barroco internacional. Começou gradualmente, mudando o modelo maneirista, tentando animar e modernizar os novos edifícios, usando a planta centralizada e alguma decoração, como na Igreja de Santa Engrácia (actual Panteão Nacional) em Lisboa, projetada por João Nunes Tinoco e João Antunes. O barroco é inserido sobretudo como aparelho decorativo e só se consolidou plenamente no século XVIII durante o reinado de D. João V quando, especialmente nas áreas de Porto e Braga, assistiu-se a uma renovação arquitetónica, também graças ao trabalho de Nicolau Nasoni.
Além disso, trabalhou em Lisboa o famoso Guarino Guarini, que por volta de 1650 construiu a igreja de Santa Maria da Divina Misericórdia, hoje desaparecida, ou talvez nunca construída, mas que teve grande influência na arquitectura barroca tardia também pela utilização da Ordem salomónica que tanto sucesso fez sobretudo na zona ibérica, principalmente no interior de edifícios religiosos.,
As várias vertentes da produção artística ao longo do reinado de D. João V receberam a designação genérica de barroco joanino. No reinado de D. João V, o barroco conheceu uma época de esplendor e riqueza completamente nova em Portugal. Apesar da destruição causada pelo terramoto de 1755, vários edifícios sobreviveram. O Palácio da Ribeira, a Capela Real (ambos destruídos no terramoto) e o Palácio Nacional de Mafra, são as principais obras do rei. Este foi marcado pela grandeza e ostentação das suas arquiteturas e pelo excesso dinâmico da turgidez decorativa, manifestou-se nos diversos empreendimentos arquitetónicos do Magnânimo, destacando-se a Igreja do Menino Deus e a magnífica Capela de S. João Batista de S. Roque, ambas em Lisboa, os surpreendentes Clérigos e a Misericórdia do Porto, a riqueza da Biblioteca Joanina da Universidade de Coimbra e a emblemática e monumental obra do Palácio-Convento de Mafra.
A talha dourada assumiu características nacionais devido à importância e riqueza das decorações. A pintura, a escultura, as artes decorativas e a azulejaria também conheceram grande desenvolvimento. Um dos exemplos mais opulentos de talha dourada deste período é a Biblioteca Joanina, nomeada em homenagem ao rei D. João V e construída no antigo edifício principal da Universidade de Coimbra e na torre de desfile. Numerosas obras menos conhecidas existem por todo o país, nomeadamente em Viseu, Santarém e Faro.

### América Latina e Ásia

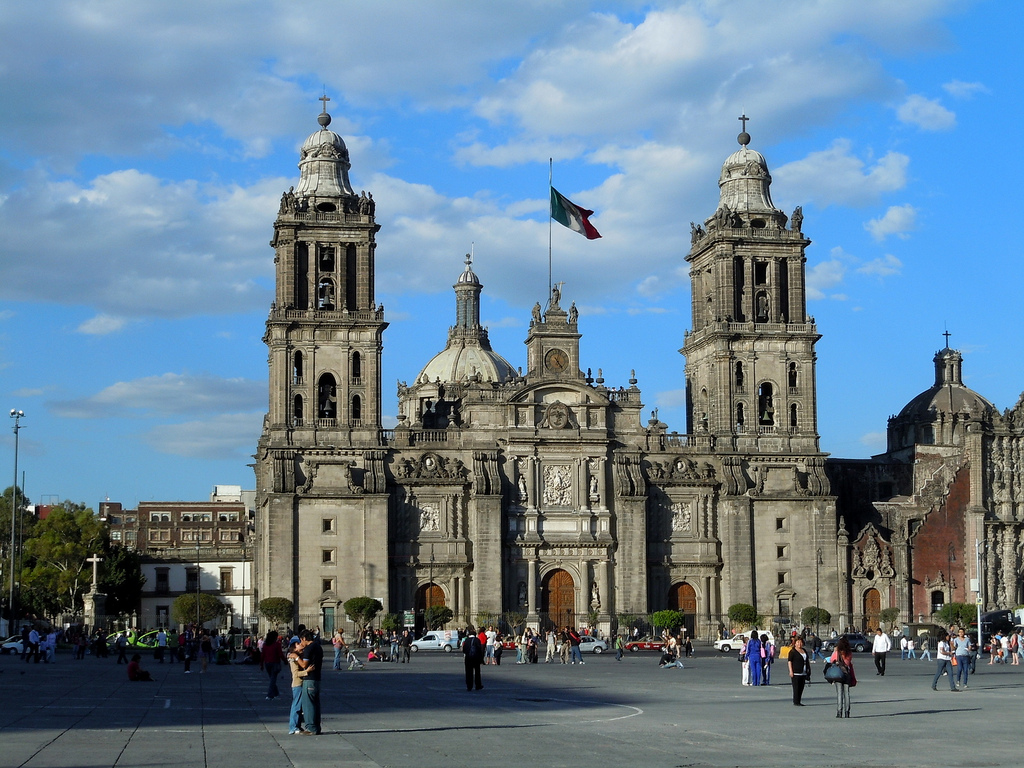
Catedral da Cidade do México

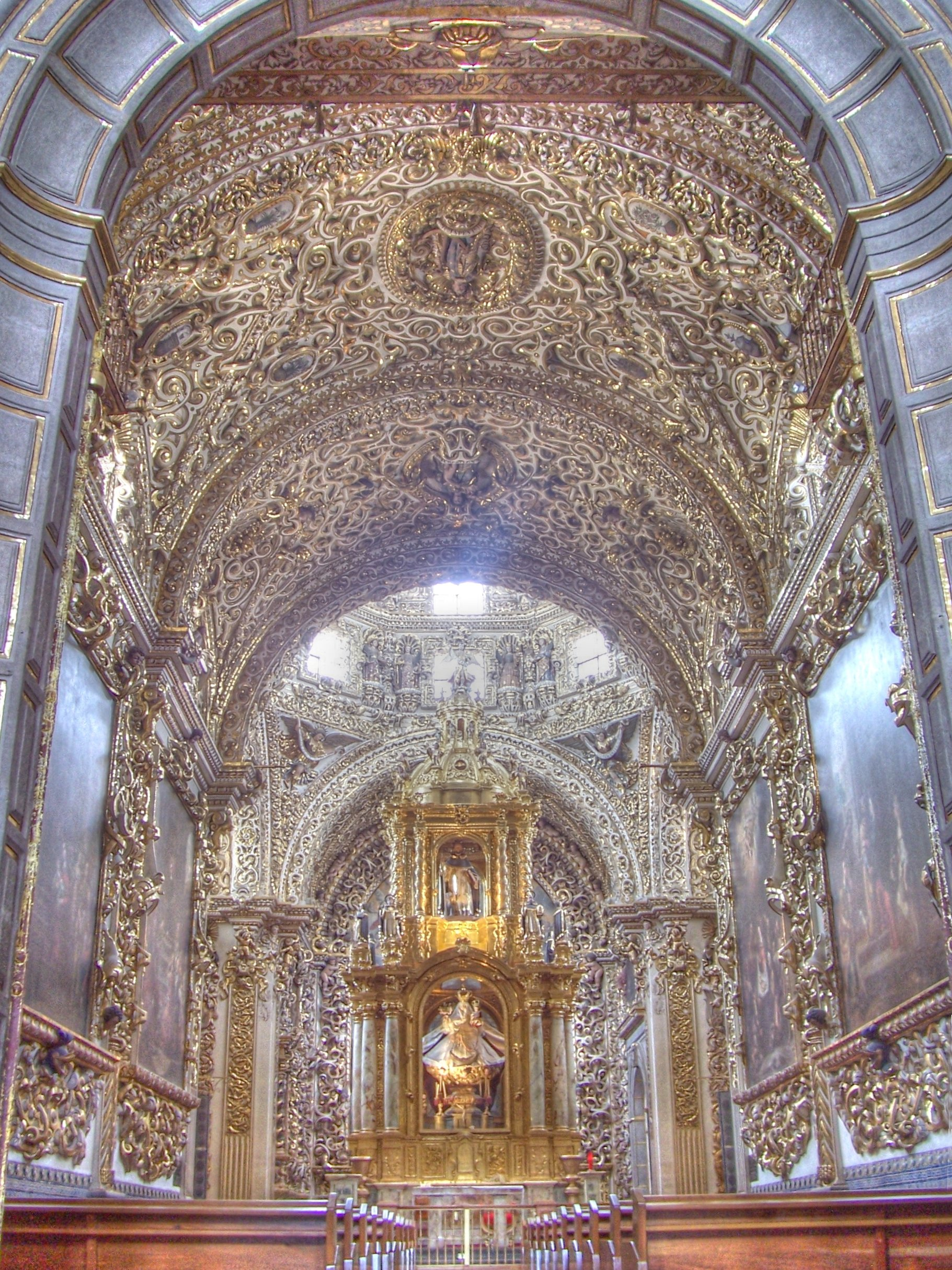
Capela da Virgem do Rosário obra do século XVII, ápice do barroco da Nova Espanha, foi descrita na sua época como A Casa de Ouro, bem como a oitava maravilha do mundo pelo irmão Diego de Gorozpe, numa gravura de 1690. Constitui o exemplo mais notável do barroco novo-hispano e uma das maiores conquistas artístico-religiosas do México.

Influenciada pelas tendências espanholas, a arquitetura das colónias da América e em particular do México, aproximou-se do barroco entre finais do século XVI e início do século XVII, resultando no Churriguerismo, estilo barroco tardio caracterizado pela decoração exuberante, concentrado nas fachadas, que se difundiu especialmente no século XVIII na Espanha e na América Latina, onde não faltou a influência de elementos simbólicos de origem indígena.
Esta corrente pode ser encontrada nos campos e não nos grandes centros urbanos, entre as quais as grandes catedrais mais convencionalmente barrocas da Cidade do México (1573–1667) e de Puebla (1551–1664), ou nos interiores ou em elementos secundários como a fachada do Sacrário Metropolitano, adjacente à catedral da capital mexicana.
No Brasil, dependente da cultura portuguesa, os primeiros a introduzir a arquitetura europeia foram os jesuítas que construíram igrejas no Nordeste segundo os modelos contrarreformistas desenvolvidos em Roma e os franciscanos. Na segunda metade do século XVII, os modelos barrocos foram introduzidos no Rio de Janeiro, em São Salvador da Bahia, em São Paulo e em Minas Gerais. Este último estado, recentemente povoado e próximo de jazidas de ouro, viu a construção de muitas novas igrejas também no início do século XVIII, agora num estilo rococó muito inovador. A arquitetura colonial portuguesa foi modelada a partir da arquitetura de Lisboa, diferente do estilo espanhol. Os maiores expoentes da arquitetura no Brasil foram Aleijadinho e, na pintura o Mestre Ataíde, naturais do Brasil. A obra mais famosa é a Igreja de São Francisco de Assis em Ouro Preto.
Com o colonialismo, as formas da arquitectura europeia também foram introduzidas na Índia, nas Filipinas e Macau. Em particular, com as conquistas portuguesas na Índia, a arquitectura do estado de Goa foi influenciada pelo barroco português.
Nas Filipinas, as principais igrejas barrocas foram recentemente incluídas no património artístico protegido pela UNESCO pelo seu valor histórico e pelo seu carácter sincrético.

## Arquitetura barroca tardia e rococó
Embora o barroco esteja essencialmente ligado ao século XVII, na primeira metade do século XVIII verificaram-se a construção de numerosos edifícios nos estilos barroco tardio e rococó. Esta última fase diferencia-se da fase anterior pela adoção de uma decoração mais rica, pela leveza das superfícies das paredes, pela acentuação da complexidade espacial (no modelo de Borromini e Guarini) e finalmente pelo brilho intenso em antítese aos contrastes de claro-escuro do barroco.

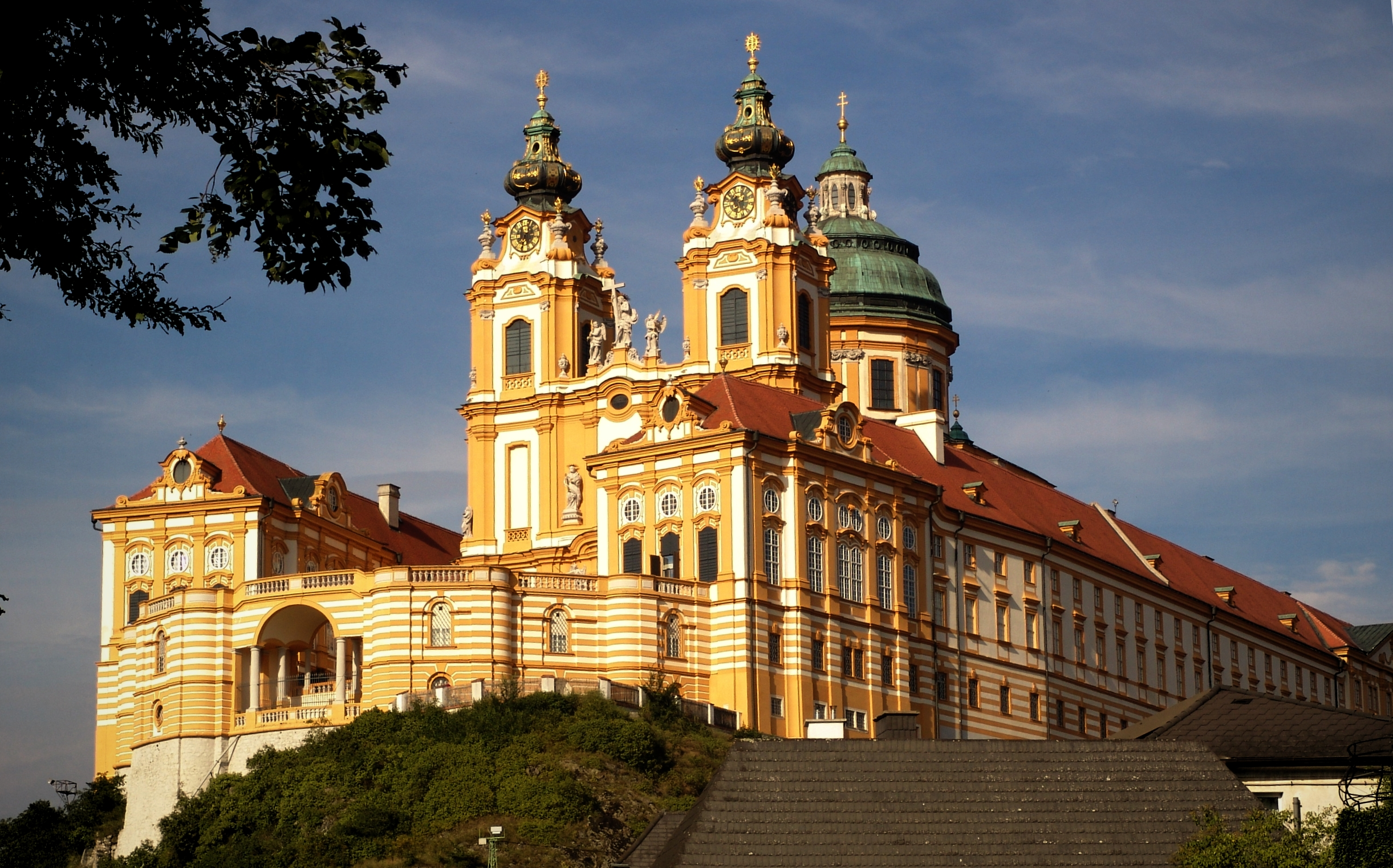
Abadia de Melk, na Áustria

O contexto histórico muda: se o barroco teve a função de exaltar o papel da monarquia e da Igreja, o rococó inaugurou um século em que ocorreram revoluções culturais que questionaram ideais e valores acumulados até então. A arquitetura barroca é consubstancial ao absolutismo, o seu período rococó termina com o do despotismo esclarecido, e podemos supor que se o Barroco se esgota, é por causa do esgotamento da filosofia política e religiosa (cuius regio, eius religio) que lhe está subjacente.
Na França, o Versalhes deixou de ser o ponto fulcral da nação e a corte real voltou para Paris, mesmo que apenas por alguns anos; No entanto, o encanto de Versalhes resistiu em grande parte da Europa, onde surgiram inúmeras residências inspiradas no modelo francês. Foi precisamente na França que o rococó (chamado Rocaille em francês) se desenvolveu e se espalhou pelo resto do continente.
O estilo afetou principalmente as artes decorativas e o mobiliário; na arquitetura acentuou-se a diferença entre ambientes internos e externos, com distinção entre os ambientes em função do seu uso, enquanto as estruturas portantes foram aligeiradas sem abrir mão da plasticidade das superfícies que foi também confiado às formas curvas das paredes.
Na arquitetura, o maior sucesso barroco da época na França ocorreu na Lorena, um ducado semi-independente no leste do país onde, na capital Nancy, o duque Stanislaus Leszczyński, ex-rei da Polónia, queria criar uma grande praça real em homenagem ao seu genro Luís XV de França, no modelo das praças reais de Paris. A chamada Praça Estanislau foi construída entre 1751 e 1755 pelo arquiteto Emmanuel Héré. O classicismo é temperado por elegantes contribuições rococó: em três lados da praça, Héré desenha as fachadas em estilo clássico da ordem coríntia, mas com graciosas varandas e coroações como balaustradas com querubins e vasos com flores. No último lado, sumptuosos portões rococó em ferro forjado e dourado de Jean Lamour unem os edifícios inferiores entre si. Por fim, nos cantos norte estão instaladas as duas fontes de Neptuno e Anfitrite, também em estilo rococó, obras de Barthélemy Guibal, criando um cenário teatral que rompe com o rigor das praças parisienses.

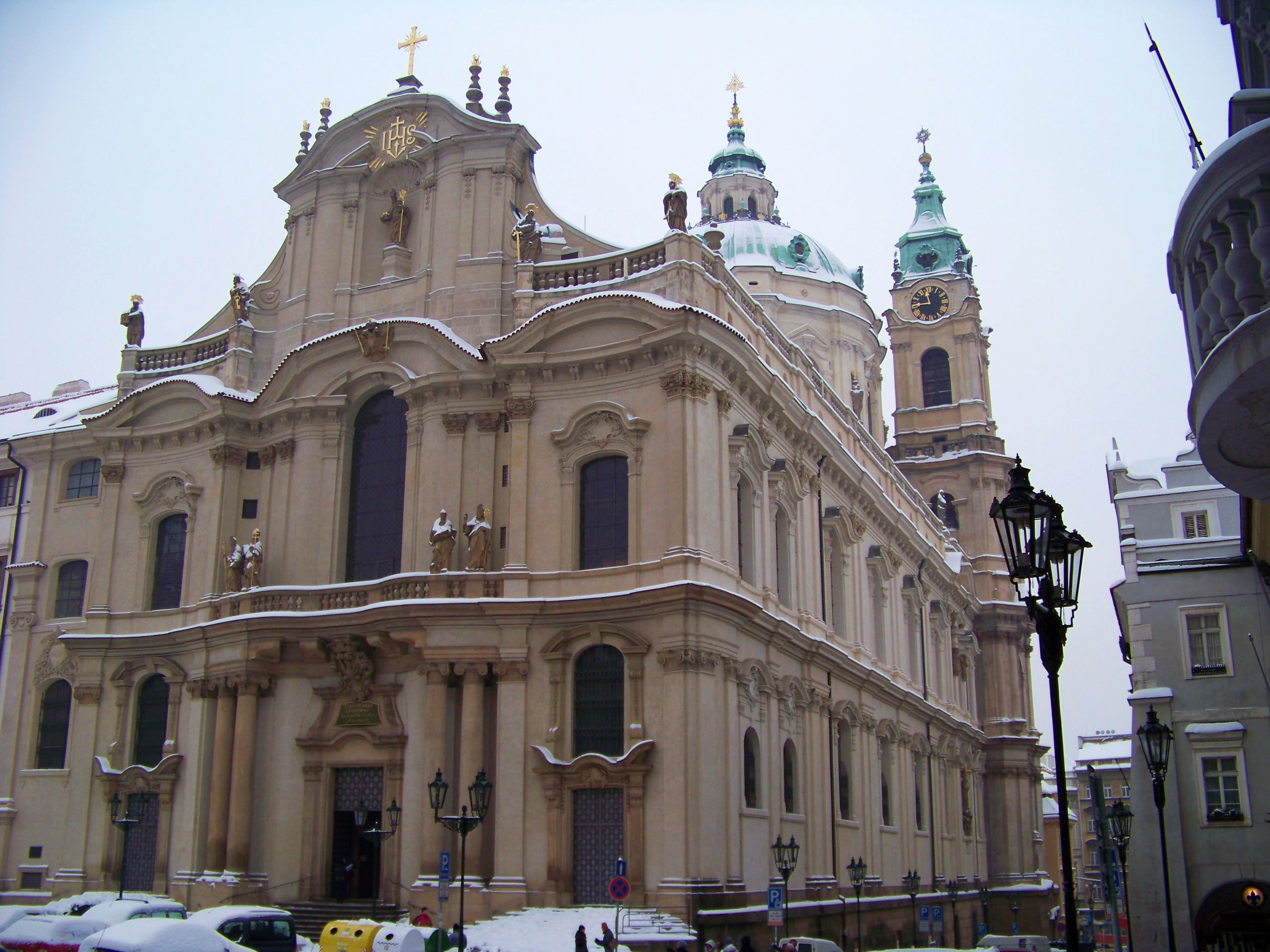
Igreja de São Nicolau (Malá Strana) em Praga

No entanto, a obra que pode ser considerada o ponto de viragem entre o barroco e o rococó é a Abadia de Melk, amplamente remodelado entre 1702 e 1736 por Jakob Prandtauer (1660–1726) que fez alterações nos edifícios ao longo dos pátios e construiu uma igreja com refinados detalhes rococó, mas ainda barroca devido à sua posição cénica. De facto, a abadia ergue-se imponente numa colina próxima do rio, com uma grande serliana que abre o adro para a zona envolvente.
Uma fusão entre temas do barroco italiano e do rococó pode ser encontrada na Kollegienkirche de Salzburg, de Johann Bernhard Fischer von Erlach (1656–1723): o o interior é um espaço centralizado precedido por um átrio elíptico, enquanto a fachada é convexa com o destaque, típico de algumas igrejas italianas, de duas torres sineiras.

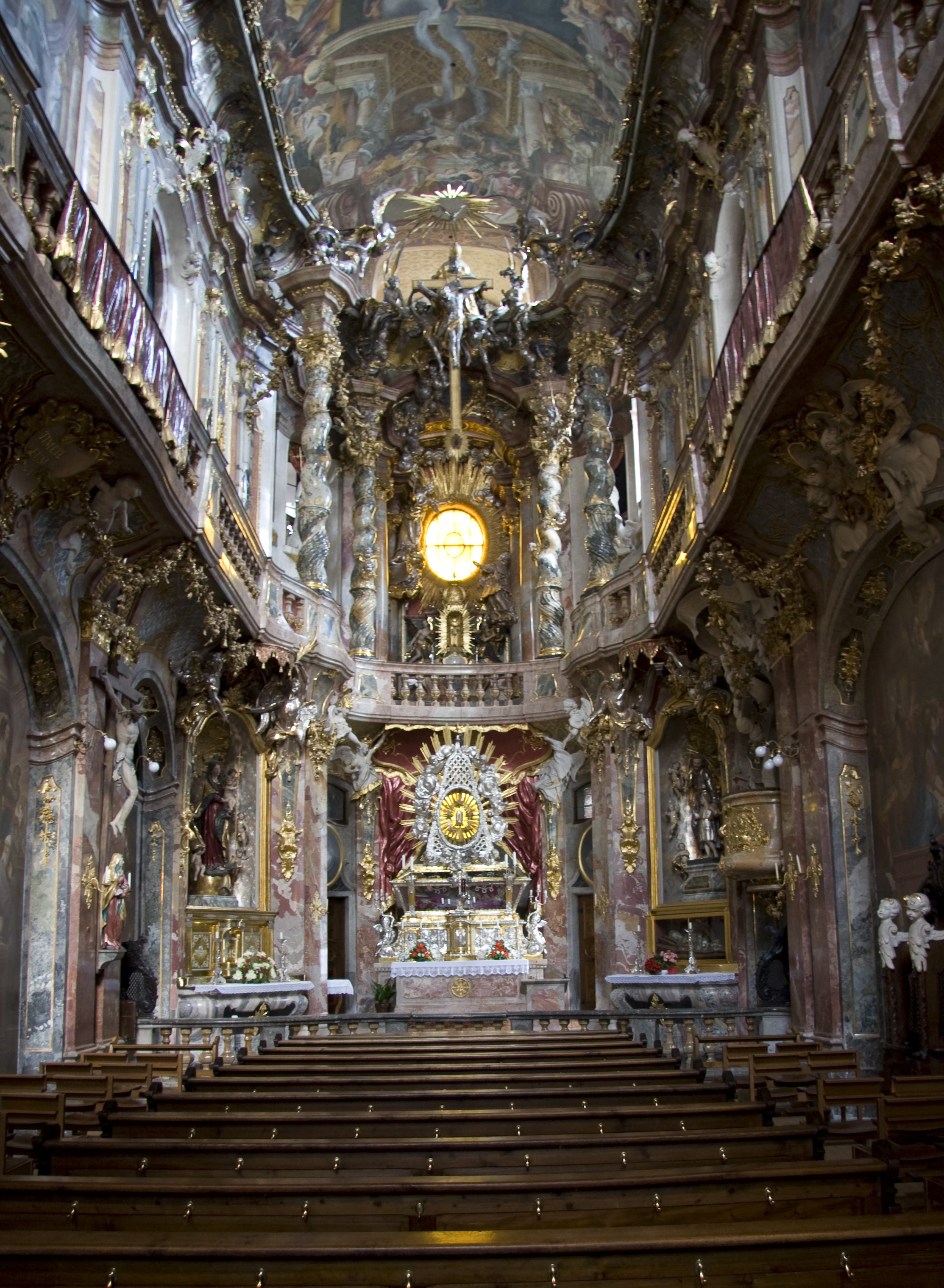
Asamkirche, Munique

Também significativa é a Igreja de São Nicolau em Malá Strana, em Praga, construída por Kilian Ignaz Dientzenhofer (1689–1751) de 1703 .
Externamente o edifício apresenta um volume compacto; o interior é de planta longitudinal, com capelas laterais separadas entre si por pilares girados 45 graus, dos quais partem arcos de dupla curvatura antes de serem cobertos por decoração pictórica. As capelas de São Nicolau são encimadas por uma espécie de matroneu, típico da arquitetura medieval, mas moldado por uma plasticidade inteiramente barroca.
Assim, na esteira da afirmação de novos gostos, surgiram inúmeras outras igrejas rococó em grande parte da Europa Central, entre as quais recordamos a igreja de São Carlos em Viena (1716–1740), a igreja de São João na Rocha em Praga (1727–1739), a Basílica de Vierzehnheiligen (1743–1772) e a Asamkirche de Munique (1733-1746). Na região da Silésia, já parte do Sacro Império Romano e passando de 1741-42 para a Prússia, a influência boémia-alemã; um exemplo notável da região é o complexo da Abadia de Krzeszów, próximo do estilo de Dientzenhofer e onde trabalhou o escultor Ferdinand Maximilian Brokoff.

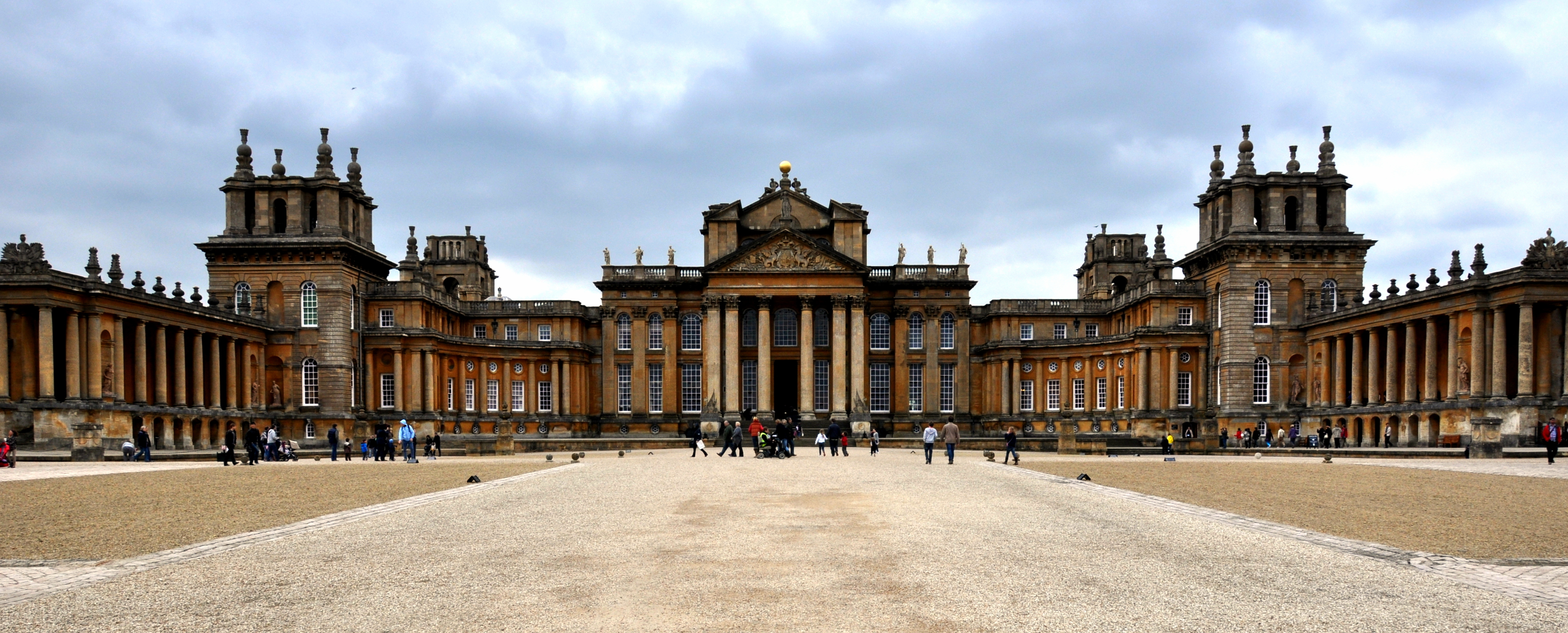
Palácio de Blenheim, Woodstock

Nas mesmas regiões foram construídos palácios imponentes, o primeiro dos quais foi o Palácio de Schönbrunn em Viena, iniciado por Johann Bernhard Fischer von Erlach no final do século XVII. Pouco depois, ainda na capital austríaca, foi construído o Castelo Belvedere, de Johann Lucas von Hildebrandt; outros exemplos notáveis ocorreram em Dresden (Zwinger, por Matthäus Daniel Pöppelmann), em Inglaterra (Blenheim Palace, por  John Vanbrugh, com a colaboração de Nicholas Hawksmoor) e em São Petersburgo (Palácio de Inverno, por Bartolomeo Rastrelli).
No Império Russo este estilo foi importado da Europa Central através do barroco ucraniano e deu origem, com a fundação de São Petersburgo, ao sóbrio e equilibrado barroco petrino, no qual os cânones estilísticos do mundo ocidental foram substancialmente incorporados (Mosteiro Aleksandr Nevskij). Uma fase mais exuberante ocorreu durante o reinado de Isabel da Rússia, com o chamado barroco elizabetano.
No entanto, a obra-prima do rococó é a residência de Würzburgo, de Johann Balthasar Neumann. O complexo abre-se em torno de um “cour d'honneur”, com duas alas cada uma com vista para dois pátios internos; as salas internas, entre as quais emergem a escadaria e o Kaisersall, apresentam um rico aparato decorativo, com afrescos de Giovanni Battista Tiepolo e estuques da escola italiana.

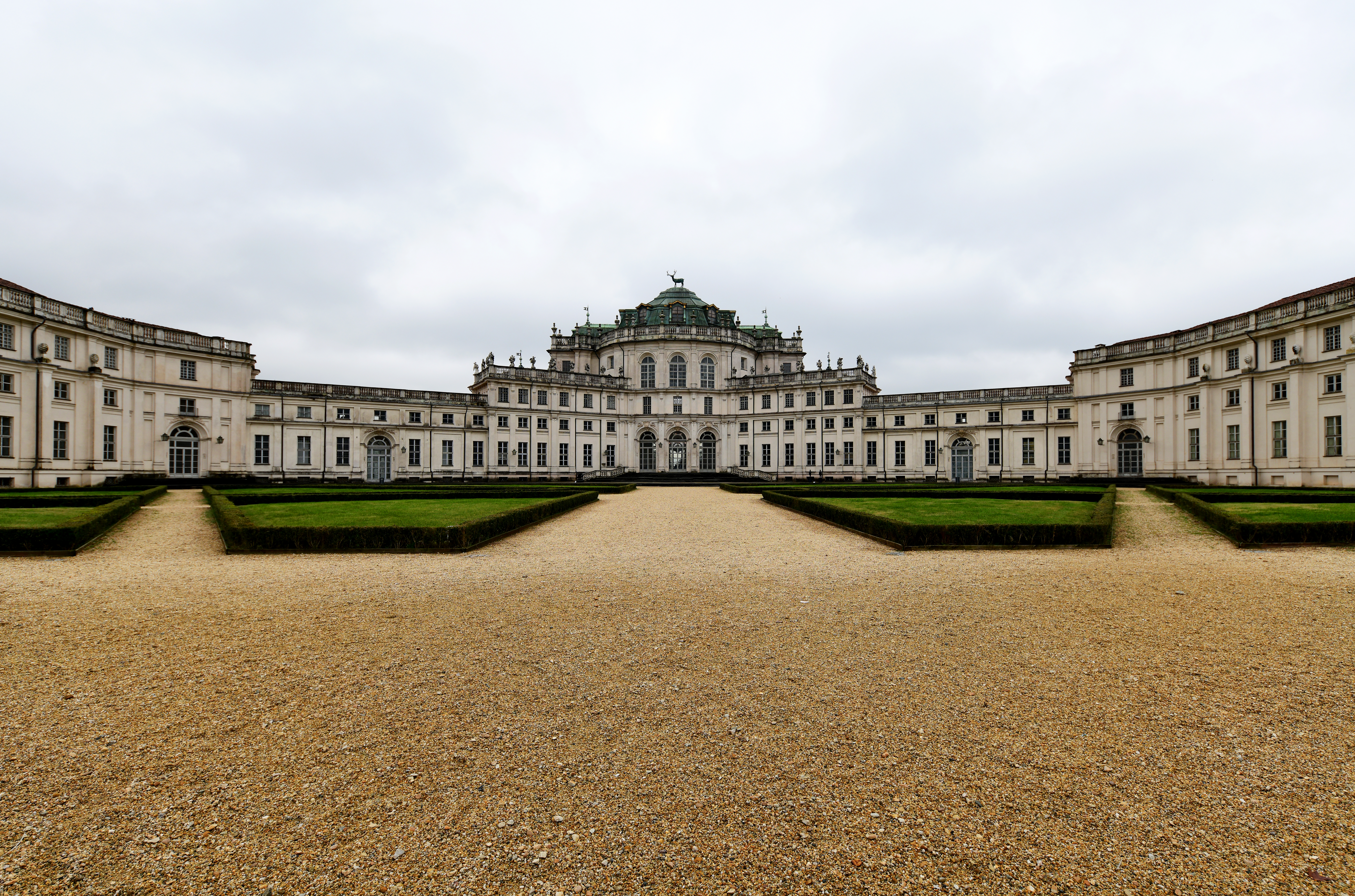
Palácio de Caça Stupinigi

No Norte da Itália a arquitetura barroca tardia encontrou os seus maiores expoentes em Filippo Juvarra (1678–1736) e Bernardo Antonio Vittone (1704–1770). As obras de Juvarra incluem a Basílica de Superga e o palácio de caça de Stupinigi, duas obras construídas na área de Turim na primeira metade do século XVIII. Em particular, a residência Stupinigi é considerada a obra mais original de toda a arquitetura barroca e rococó tardia. O complexo é constituído por um conjunto de edifícios que se dilatam e comprimem plasticamente em direcção ao núcleo central, constituído por uma planta elíptica de onde partem duas alas em forma de cruz de Santo André.

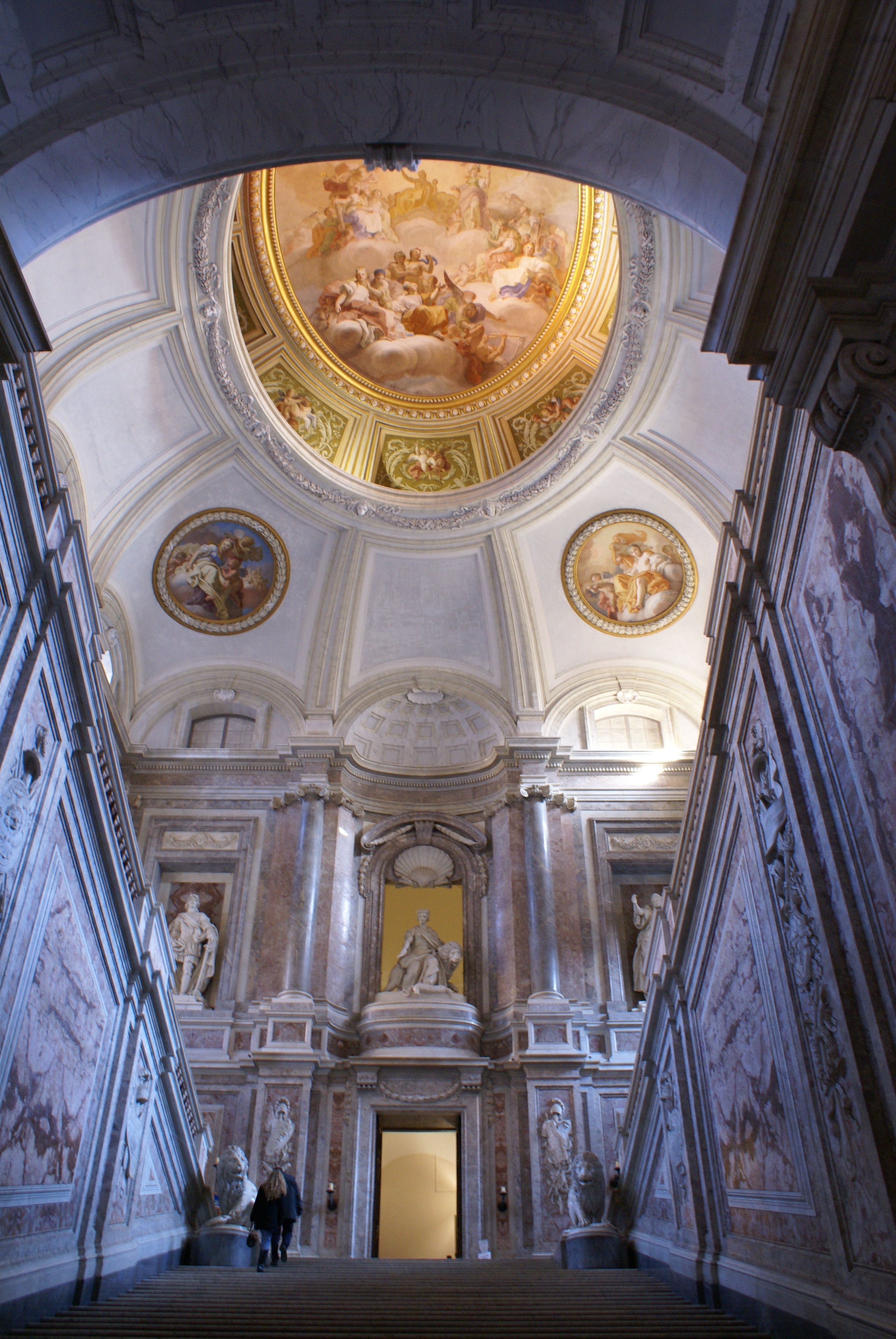
Escadaria do Palácio de Caserta

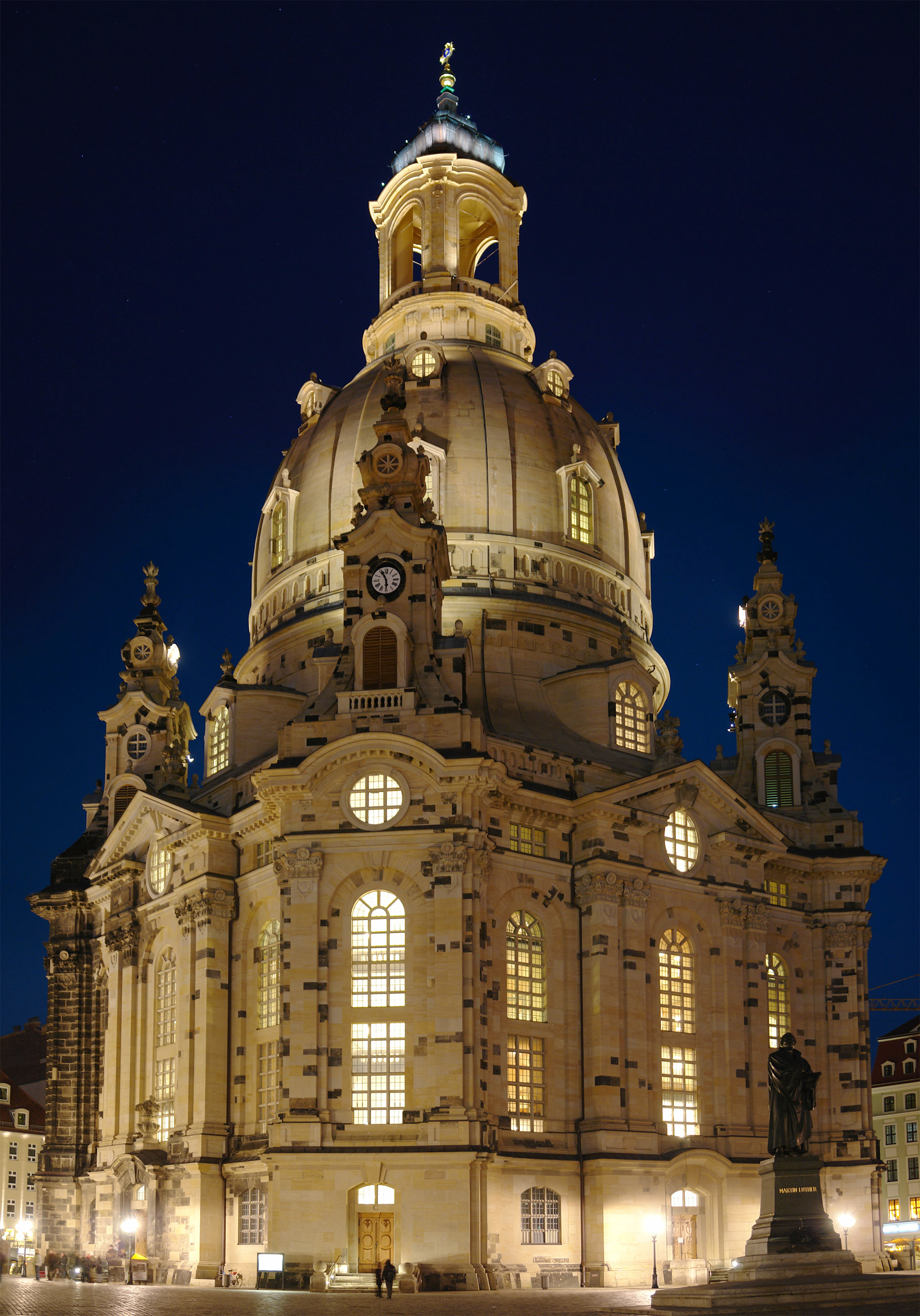
A Igreja de Nossa Senhora (Dresden) reconstruída em 2008. A arquitetura sacra protestante tem menor importância durante o período barroco, no entanto, não deixa de existir. A arquitetura barroca foi compatível com o luteranismo.

Entre a vasta produção de Bernardo Vittone destaca-se a Santuário de Valinotto, perto de Carignano e a Igreja de Santa Maria Assunta de Grignasco, dois edifícios centralizados com conformações externas opostas: de facto, as superfícies convexas da capela são contrastadas pelas concavidades da igreja de Grignasco.
Entre o final do século XVII e o início do século XVIII, antes da afirmação dos gostos neoclássico, o Grão-Ducado da Toscana rompeu com os modelos da arquitetura maneirista tardia, em voga até então (a única exceção plenamente barroca e notável foram algumas obras de Gherardo Silvani), caminhando com maior vigor em direção a um estilo barroco comedido.
Ao lado de expoentes da escola local, como Giovan Battista Foggini (1652–1725), Giovanni Baratta (1670–1747) e outros, o citado Filippo Juvarra também trabalhou no Grão-Ducado, com quem trabalhou na suntuosa Villa Garzoni de Collodi..
No mesmo período, em Roma a cultura do século XVIII levou à continuidade com as experiências barrocas, ao invés de uma evolução das mesmas. A fase final do barroco romano encontra suas conquistas mais importantes em algumas intervenções urbanas, como a Piazza di Spagna, a piazzetta di Sant'Ignazio, a Fonte de Trevi e o porto de Ripetta. Após a construção da fachada da Arquibasílica de São João de Latrão, na qual Alessandro Galilei introduziu um modelo mais semelhante ao classicismo barroco de inspiração neo-quinhentista, o último capítulo da temporada barroca em Roma coincidiu com a construção da sacristia da basílica de São Pedro no Vaticano, por Carlo Marchionni, obra infeliz, monótona e confusa, em que vemos um retrocesso na linguagem académica estéril.
Em Nápoles, a corte borbónica implementou um ambicioso plano de intervenções na capital do reino; daí surgiu uma mudança progressiva nos gostos arquitetónicos sob o signo mais "classicista" dos dois grandes protagonistas: o toscano Ferdinando Fuga (1699–1782) e Luigi Vanvitelli (1700–1773), chamado para Nápoles por volta de 1750. Por exemplo, Ferdinando Fuga, aluno de Giovan Battista Foggini e autor da fachada da Basílica de Santa Maria Maior e do Palácio da Consulta em Roma, ergueu a fachada da Igreja dos Girolamini e do Real Albergo dei Poveri em Nápoles. A obra mais famosa de Vanvitelli é a Reggia di Caserta, definida como a última grande conquista do barroco italiano; porém se dentro da busca pela suntuosa cenografia de estilo barroco o exterior parece mais comedido, antecipando assim os temas da arquitetura neoclássica.
A viagem pelas obras do barroco tardio da Itália do século XVIII termina na Sicília, e em particular com as cidades do Val di Noto. Ali, Giovanni Battista Vaccarini, que se formou em Roma nas obras de Bernini e Borromini, contribuiu para a reconstrução de Catania após o |Sismo de Val di Noto, restaurou a catedral de Sant'Agata, construiu a igreja da Abadia de Sant'Agata onde demonstrou o seu estilo exuberante. O mesmo sismo levou à reconstrução de Noto, onde trabalhou Rosario Gagliardi (1698–1762), também ativo em Modica e Ragusa; na capital siciliana construiu a igreja de San Giorgio (1739–1775), caracterizada por uma fachada elevada de notável efeito plástico, também realçada pela presença de uma escada que a liga à praça frontal.
Em Espanha, José de Bada construiu a basílica de São João de Deus entre 1737 e 1759, em que o interior do templo está ricamente decorado com madeira policromada, esculturas de santos e com grande predominância da cor dourada — chama a atenção o imponente retábulo maior situado atrás do altar, decorado em ouro e com uma imagem de Nossa Senhora no centro.
Pedro de Ribera (1681-1742), arquiteto que desenhou a Ponte de Toledo em Madrid, é considerado um dos mestres da arte churrigueresca, ilustrado em particular pela fachada do hospício de São Fernando, construído de 1722 a 1726, uma verdadeira transposição em pedra dos ricos retábulos em talha dourada. Em Compostela, a portentosa fachada do Obradoiro de granito é o momento culminante da arte barroca galega. Nela intervieram arquitectos como Peña de Toro ou Domingo de Andrade, mas o seu grande impulsor desde 1738 foi Fernando de Casas Novoa, que faleceu antes de vê-la acabada em 1750.
Em Portugal, destaque para a Capela de São João Baptista, encomendada pelo rei D.João V (1689-1750) aos arquitetos romanos Luigi Vanvitelli (1700-1773) e Nicola Salvi (1699-1751) em 1742 e construída em Roma, de onde foi enviada para Lisboa e assente no espaço da antiga capela do Espírito Santo.

### Império Russo

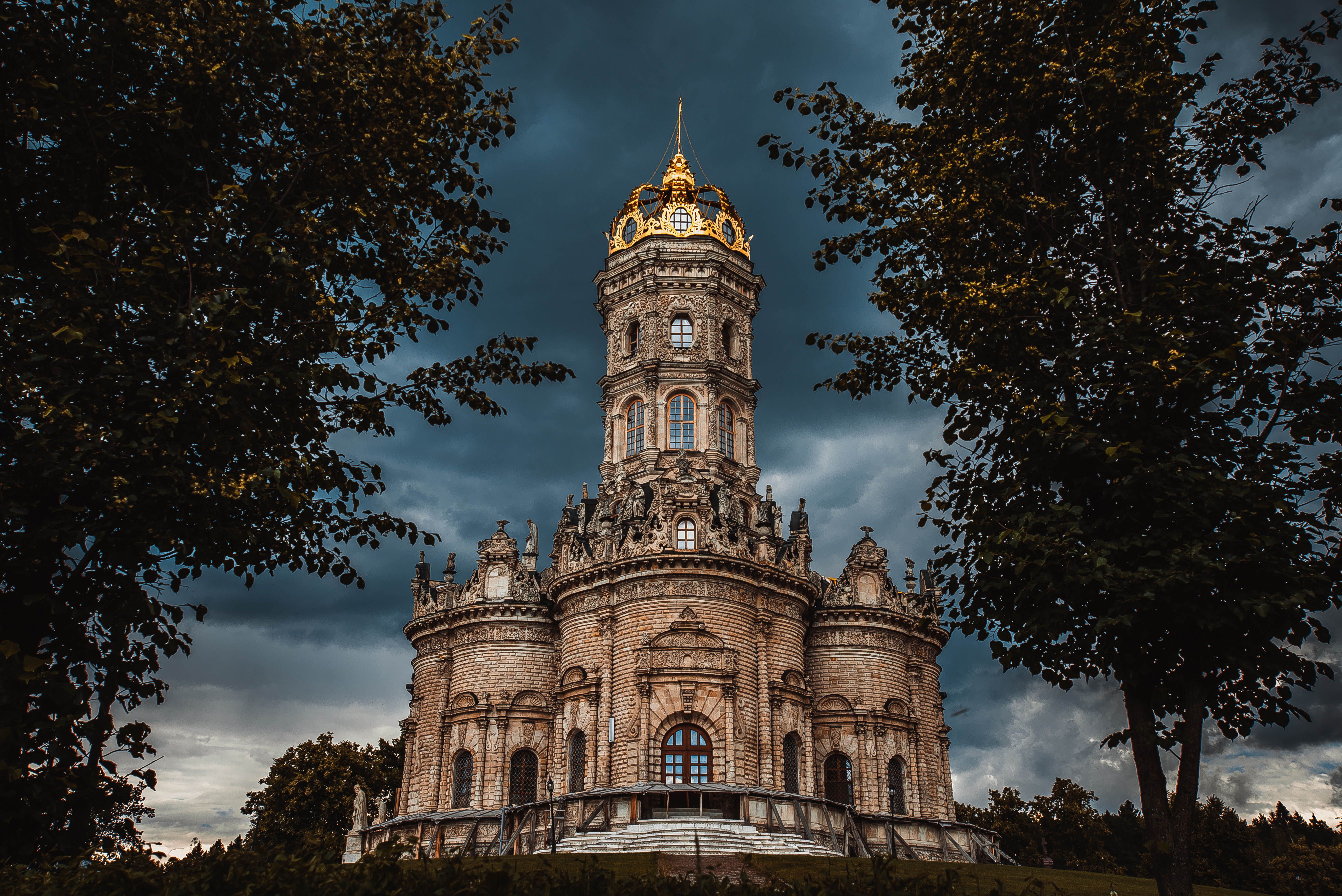
, Dubrovicy, Podolsk, Moscovo

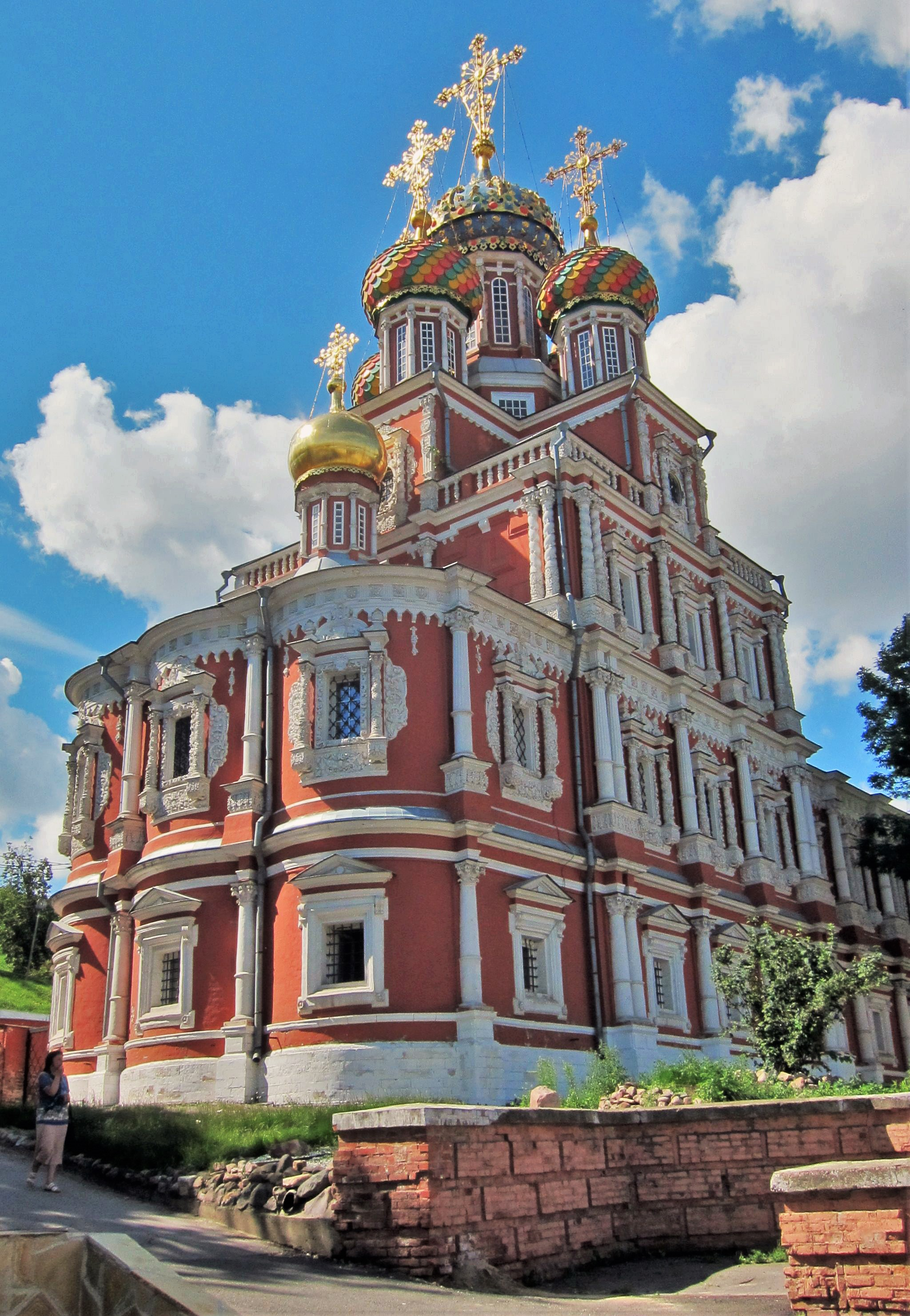
Conjunto das Igrejas da Assunção da Bem-Aventurada Virgem Maria e da Natividade de Cristo ao estilo baroque Stroganof em Nijni Novgorod

Ainda antes do reinado de Pedro I da Rússia, a arquitetura russa aproximou-se das tendências europeias com a adoção de motivos renascentistas e barrocos, ainda que pontuais. Ao mesmo tempo, a reconquista das zonas ocidentais e em particular da Ucrânia, levou ao desenvolvimento dum estilo com características próprias, mas sem uma relação autêntica com a arquitectura europeia contemporânea. Somente durante o século XVIII a Rússia aceitou, com maior vigor, os cânones estilísticos do mundo ocidental (ver o parágrafo sobre a arquitetura barroca tardia). Na verdade, uma transição mais decisiva para a arquitetura ocidental coincidiu com o barroco de Moscovo, no início do século XVIII, o que já mostra um uso consciente das ordens arquitetónicas. Um exemplo notável desta corrente ocorre no mosteiro Novodevičij de Moscovo. Um papel decisivo no desenvolvimento deste barroco russo tardio foi desempenhado por arquitetos de origem italiana, nomeadamente Bartolomeo Rastrelli.
Com isto, o barroco russo passa a designar diferentes estilos barrocos que surgiram na arquitetura, no Império Russo, no final do século XVII e início do século XVIII. O barroco moscovita (das décadas de 1680 a 1700, anteriormente chamado barroco de Naryshkin) é um estilo duma época de transição entre um estilo renascentista com decorações simples com desenhos de ramagem, com as suas elegantes decorações de pedra branca nas paredes de tijolo vermelho, e outros ornamentos, para um barroco concebido de numerosos elementos da antiga arquitetura russa, retrabalhado sob a influência do barroco ucraniano. Este último também é chamado "barroco Mazeppa" em homenagem ao hetman dos cossacos que mandou restaurar muitas igrejas. O “barroco Stroganov” é uma versão conservadora e provinciana do barroco moscovita, que se encontra principalmente em quatro edifícios religiosos em Nizhny Novgorod e no Norte da Rússia.
Intensifica-se a influência da cultura secular na arquitetura russa; a União Polónia-Lituânia presenciou, durante a era barroca, os seus últimos incêndios antes de ser desmembrada pelos seus poderosos vizinhos. É, um caso raro na história, um reino eletivo que reúne duas (Polónia e Lituânia) e depois três (Ucrânia Ocidental) nações. Na verdade, os magnatas da Szlachta são quase exclusivamente polacos e a Rzeczpospolita (República), uma oligarquia de grandes proprietários de terras que têm palácios e castelos construídos no estilo grandioso da época que se adequa às suas ambições. Depois de a Rússia ter declarado a Paz Eterna com a República das Duas Nações, este fenómeno adquiriu maiores proporções: os contactos estabelecidos contribuíram para a penetração em grande escala da cultura polaca no país. As ordens religiosas não ficam de fora nesta região fronteiriça entre os mundos ortodoxo (Ucrânia), católico (Polónia) e calvinista (Lituânia), onde também vive uma grande minoria judaica. A combinação das características de vários estilos e culturas, bem como um certo “repensamento” do mesmo pelos mestres russos, determinaram a natureza específica do movimento arquitetónico emergente — o estilo Naryshkin ― caracterizado por uma abundância de decoração talhada, orientação vertical e composição em camadas, como o octógono sobre o quadrilátero (um tambor octogonal com cúpula bulbosa facetada em "formato de cebola") e a tetraconcha.
Em Doubrovitsy, surge o barroco Golytsin, que está ligado aos príncipes Golitzin que construíram entre 1690-1697 a igreja e a residência da propriedade da família, perto de Moscovo. A igreja da aldeia de Doubrovitsy é um edifício único. A igreja está coberta, por dentro e por fora, com esculturas decorativas de execução toscana. Esta torre com lanterna cinzelada não atende aos padrões do barroco de Moscovo; foi em vez disso uma extravagância boiarda, de um amante do ocidentalismo. Não há dúvida que o príncipe Vassili Golitsyn, que encomendou o edifício, recorreu a arquitectos estrangeiros. Para Louis Réau, que compara a obra a um gigantesco "chocalho de marfim", não há nada de russo nem na forma nem na decoração desta igreja. Segundo Véra Traimond, o seu autor não é russo, como supunha Igor Grabar, mas sim sueco. Seria o arquitecto Nicodemos Tessin, o Jovem (1654-1728), familiarizado com a Itália, arquitecto do palácio real de Estocolmo. É provável que as esculturas sejam obra de artistas suíços. O estilo barroco de Golitsyn é predominante aqui e é caracterizado por uma arquitetura de influência italiana através de artels viajantes, especificamente mestres de Ticino, muito diferente do estilo Naryshkin mais impessoal, que preserva muitos elementos estruturais e decorativos da arquitetura da Rus' de Kiev, retrabalhados sob a influência do Barroco na Comunidade Polaco-Lituana.
Quanto ao barroco Petrino, ou de Pedro I, o Grande, trata-se do estilo de todos os arquitetos ocidentais convidados por Pedro I, o Grande, e abrange o reinado deste último entre os anos de 1680 a 1720 e para a construção da sua nova capital, São Petersburgo. O barroco elisabetano (das décadas de 1730 a 1760, também conhecido como barroco rastrelliano) é um estilo híbrido entre o barroco petrino e o barroco moscovita misturado com elementos trazidos por arquitetos italianos, em homenagem ao arquiteto das czarinas Isabel Petrovna e Catarina II. São as grandiosas obras de Bartolomeo Rastrelli os melhores exemplos disso. Já o barroco siberiano distingue-se pela junção dos desenhos do barroco moscovita e do barroco ucraniano com elementos decorativos do Oriente. O barroco do norte e do leste da Rússia é caracterizado por uma simplificação de formas e uma tendência a conjugar volumes cada vez mais pequenos. O historiador de arte russo Anri Kaptikov considera que poderiamos falar de uma escola barroca tipicamente provincial em Totma, Veliki Ustyug, nos Urais e na Sibéria.
Tal como no Sacro Império Romano, os arquitectos vêm principalmente da Itália e recordaremos os nomes dos Catenazzi: Andrea (1640–1701), autor de numerosas igrejas em Posnânia com o seu irmão Giorgio, e o seu filho Giovanni (1660–1724). Augustyn Wincenty Locci (c. 1640–1737), também de origem italiana, foi o arquitecto do Palácio Wilanów. Devemos a Pompeo Ferrari (c. 1660–1736), o portal e o altar-mor colegiada da Basílica de Nossa Senhora do Perpétuo Socorro em Poznań Fara em Posnânia.

### Império Otomano
O barroco otomano surgiu na Turquia como um modo triunfante de afirmação do Império, concebido para celebrar as recentes conquistas do sultanato e, por extensão, a revitalização do Império Otomano. A escolha deliberada do estilo impõe-se no século XVIII, uma vez que o barroco se tornara uma linguagem arquitetónica de prestígio internacional. Influenciada pela arquitetura barroca europeia, a arquitetura otomana  sofreu mudanças especialmente evidentes na ornamentação e nos detalhes de novos edifícios, com a adoção de motivos barrocos.
À semelhança do barroco petrino, o barroco otomano foi criado por uma política do sudeste europeu que respondia aos modelos ocidentais, concebido como uma declaração robusta da ambição dos otomanos em proclamar de forma competitiva a contínua relevância global do império, tanto que colocou o império num confronto estético mais direto com os seus rivais. É notável a este respeito que a cidade reconquistada de Belgrado tenha incluído vários monumentos barrocos do seu tempo sob o domínio dos Habsburgos. Por um lado, isto sinalizava a abordagem mais diplomática que os otomanos estavam a adotar em relação aos seus inimigos cristãos tradicionais. Uma série de mesquitas sultanas (imperiais) foram construídas por toda a Turquia durante a segunda metade do século XVIII. Verifica-se uma preocupação pronunciada com a auto-exibição de um esplendor visual, magnificência e poder. Um exemplo notável desta corrente ocorre na Mesquita Nuruosmaniye (1748 - 1755) de Istambul, com um esbelto salão de orações com uma única cúpula e mobiliário ricamente esculpido tornam-na inequivocamente barroca.
A rapidez com que o estilo apareceu no Império Otomano depois de 1740 e o facto de as primeiras estruturas barrocas terem sido todas encomendadas por elites de alto nível devem ser interpretados como um esforço deliberado do sultão e da sua corte em promover o novo estilo. Os elementos da arquitetura tradicional otomana, como arcos ogivais, decoração com azulejos, amplas beiradas com suportes e cúpulas, foram mantidos. As estruturas deste período que se prolonga até ao século XIX, caracterizam-se pela predominância de linhas circulares, ondulantes e curvas, entalhes de inspiração floral, arabescos, decoração extravagante, molduras ornamentadas e esculturas com motivos vegetalistas, cornijas e balcões (tahtaboş). Os capitéis jónicos e coríntios substituem os capitéis com mucarnas e losange do período clássico. Eventualmente, até mesmo a forma tradicional de cúpula sobre o quadrilátero da mesquita otomana foi influenciada pelo barroco.
A arquitetura deste período é exemplificada na monumental fonte construída por Ahmed III do lado de fora do portão do Palácio de Topkapi. Paris e Viena tornam-se fonte de inspiração dada a arquitetura barroca de Versalhes e Fontainebleau, mas muitos dos palácios de inspiração barroca construídos durante o reinado de Amade III foram destruídos na revolta de Patrona Halil que o forçou a abdicar em 1730. Os exemplos mais importantes do barroco otomano são a Mesquita de Nuruosmaniye (1748-
1755), a Mesquita de Laleli (1760-1783) e o Complexo de Küçük Efendi (1825) em Istambul, o Palácio de Çırağan
ou a Mesquita Selimiye em Edirne.

## Galeria

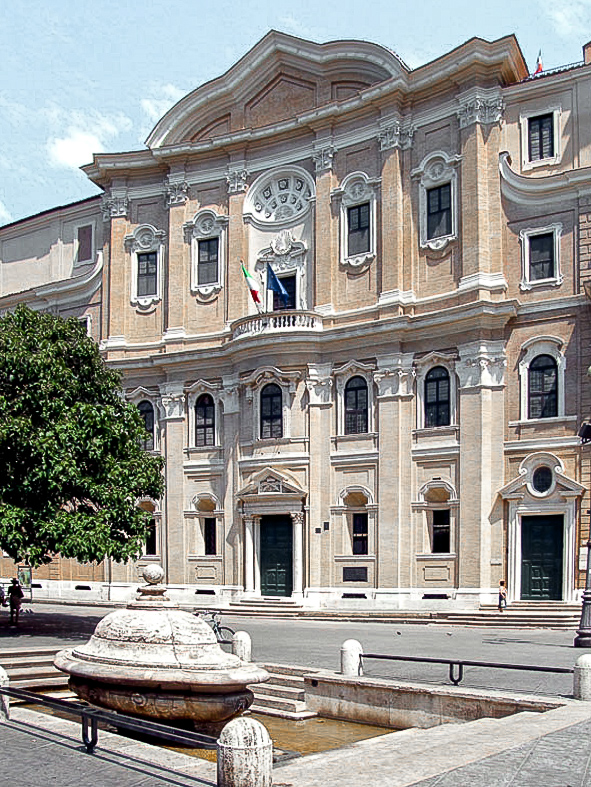
Oratorio dei Filippini, Roma
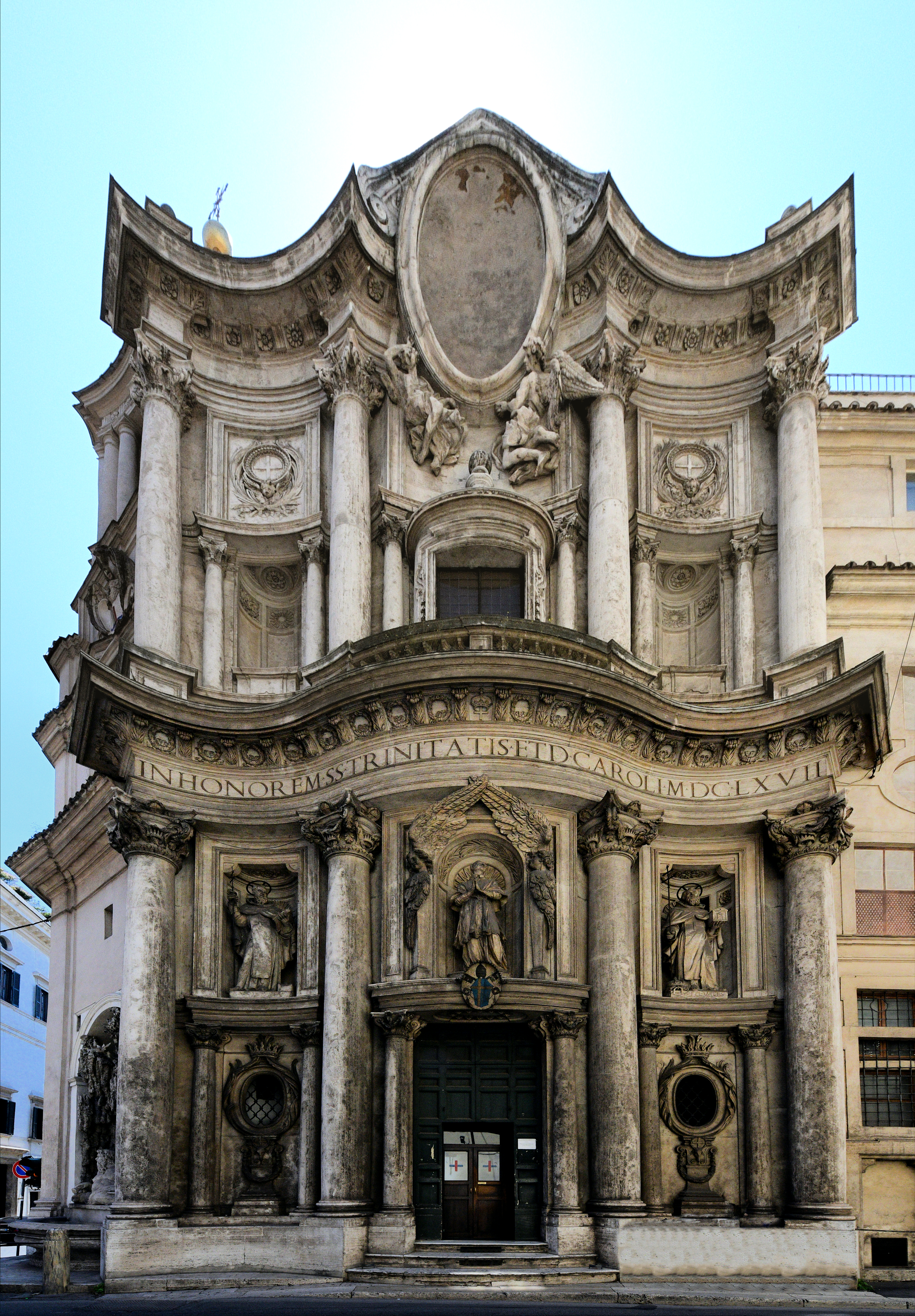
Igreja de São Carlos das Quatro Fontes, Roma
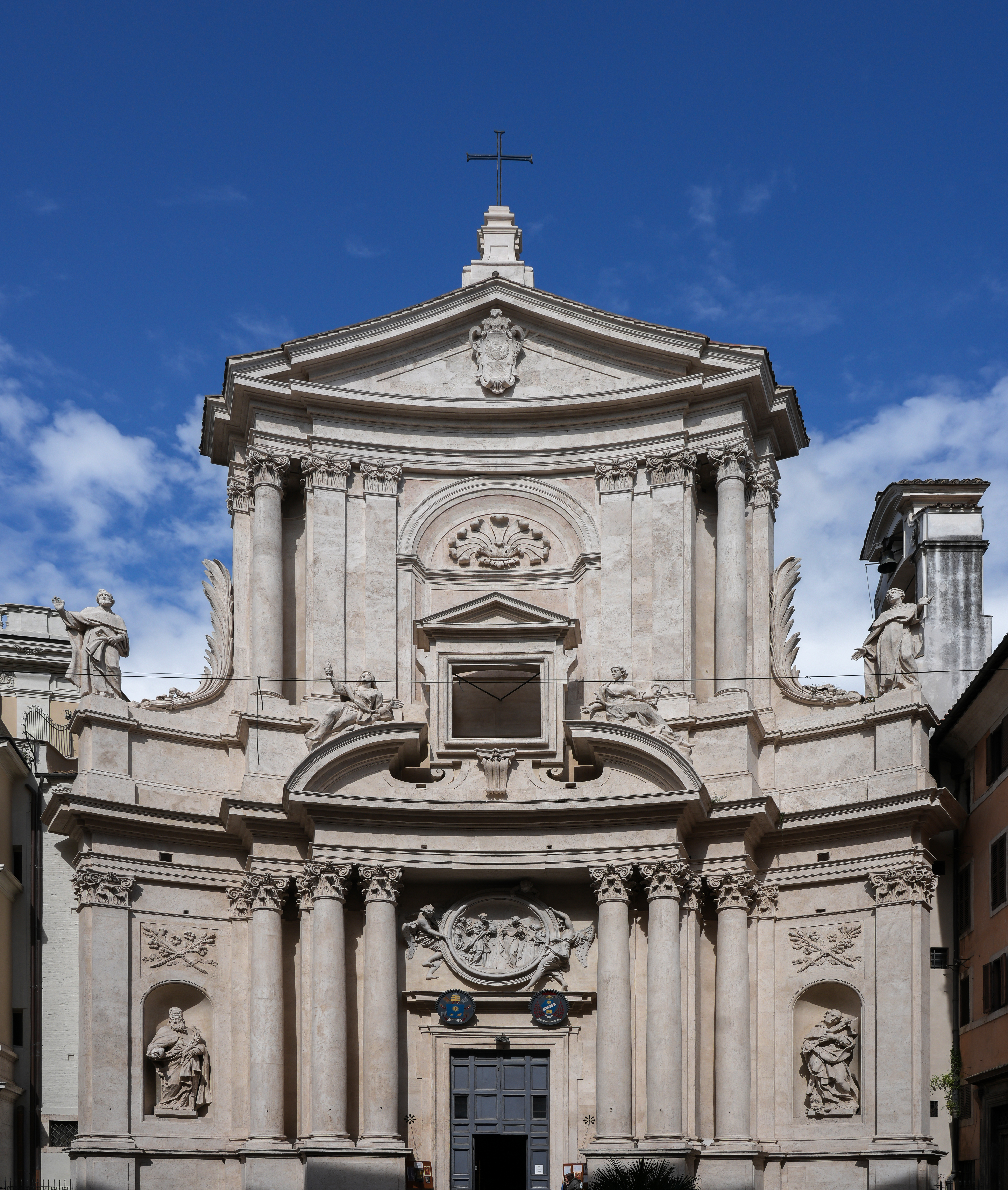
Igreja de São Marcelo no Corso, Roma
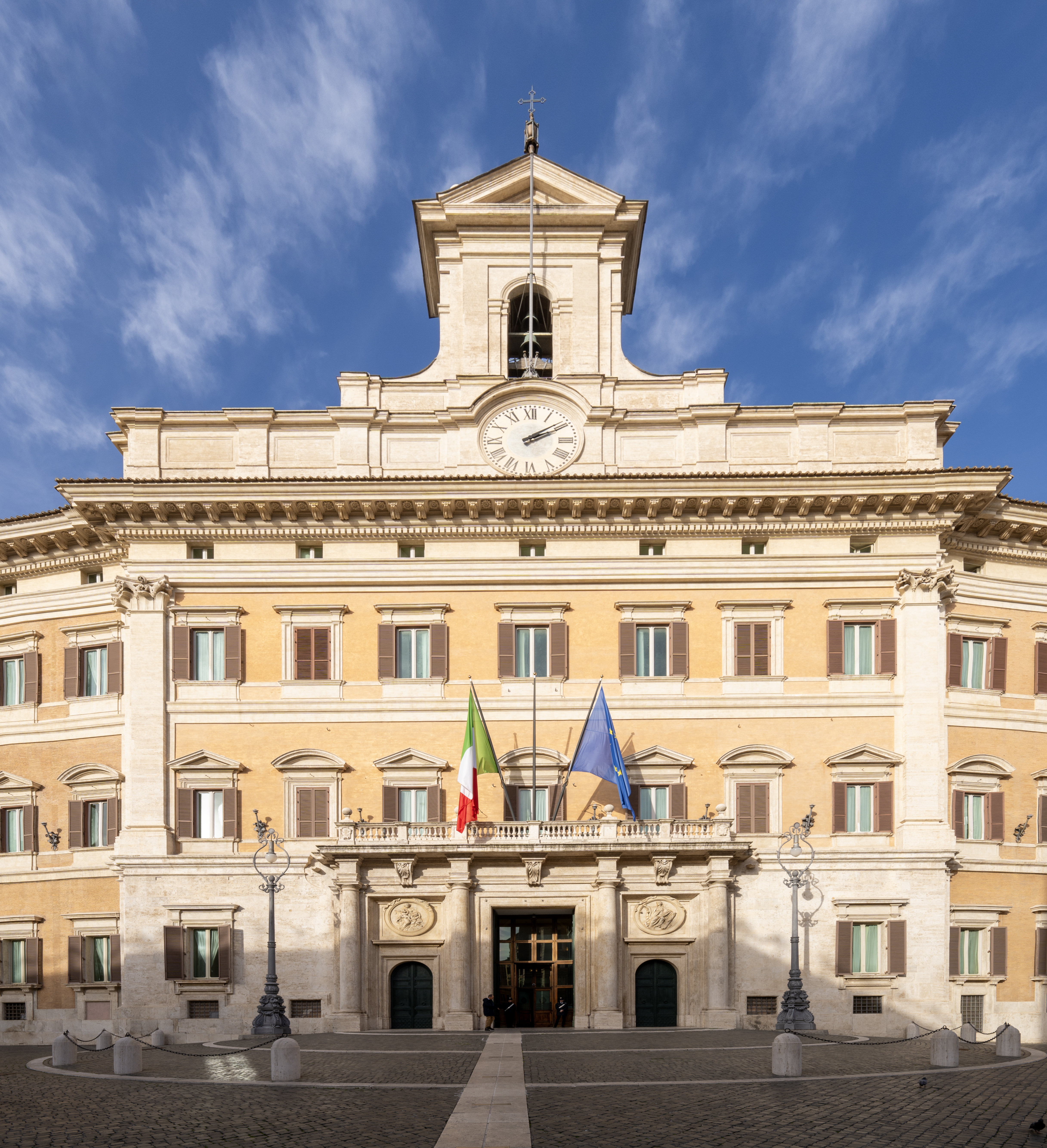
Palácio Montecitório, Roma
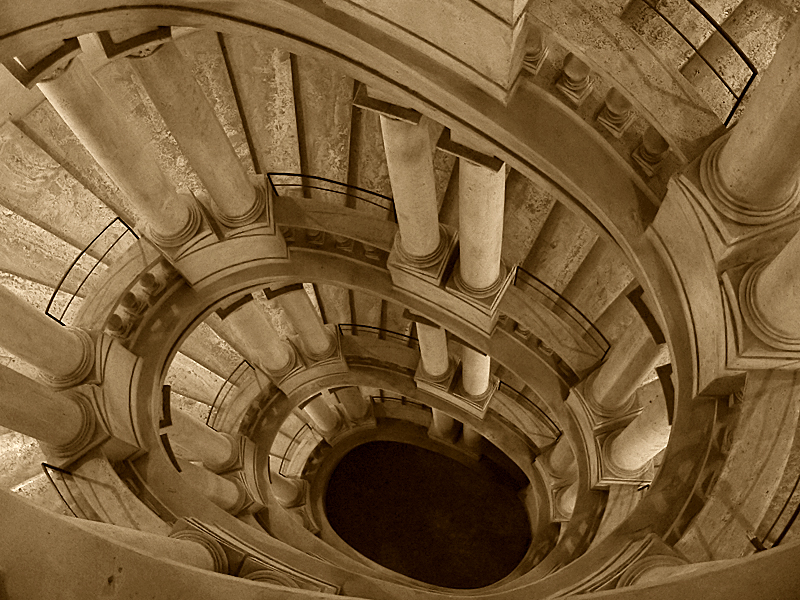
Escada elicoidal do Palácio Barberini, Roma
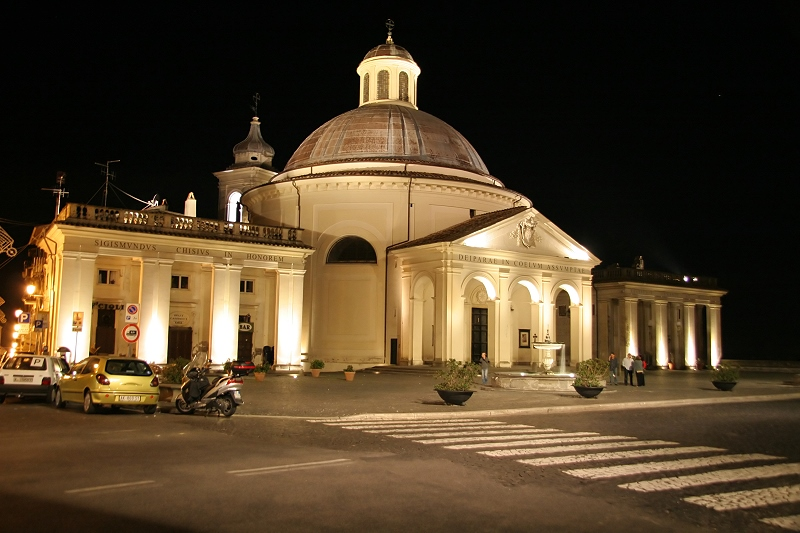
Igreja da Assunção, Arícia
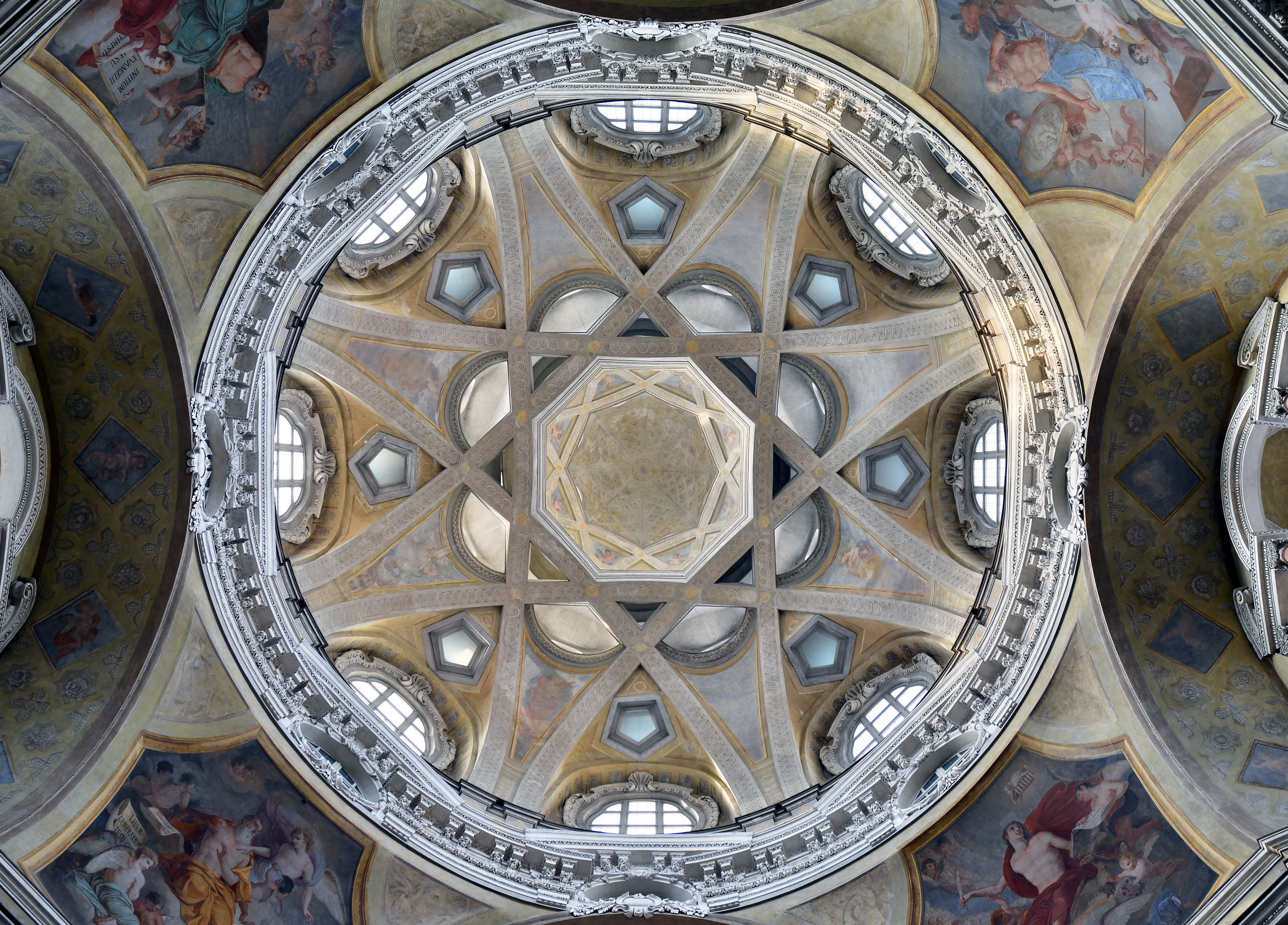
Cúpula da Igreja de São Lourenço, Turim
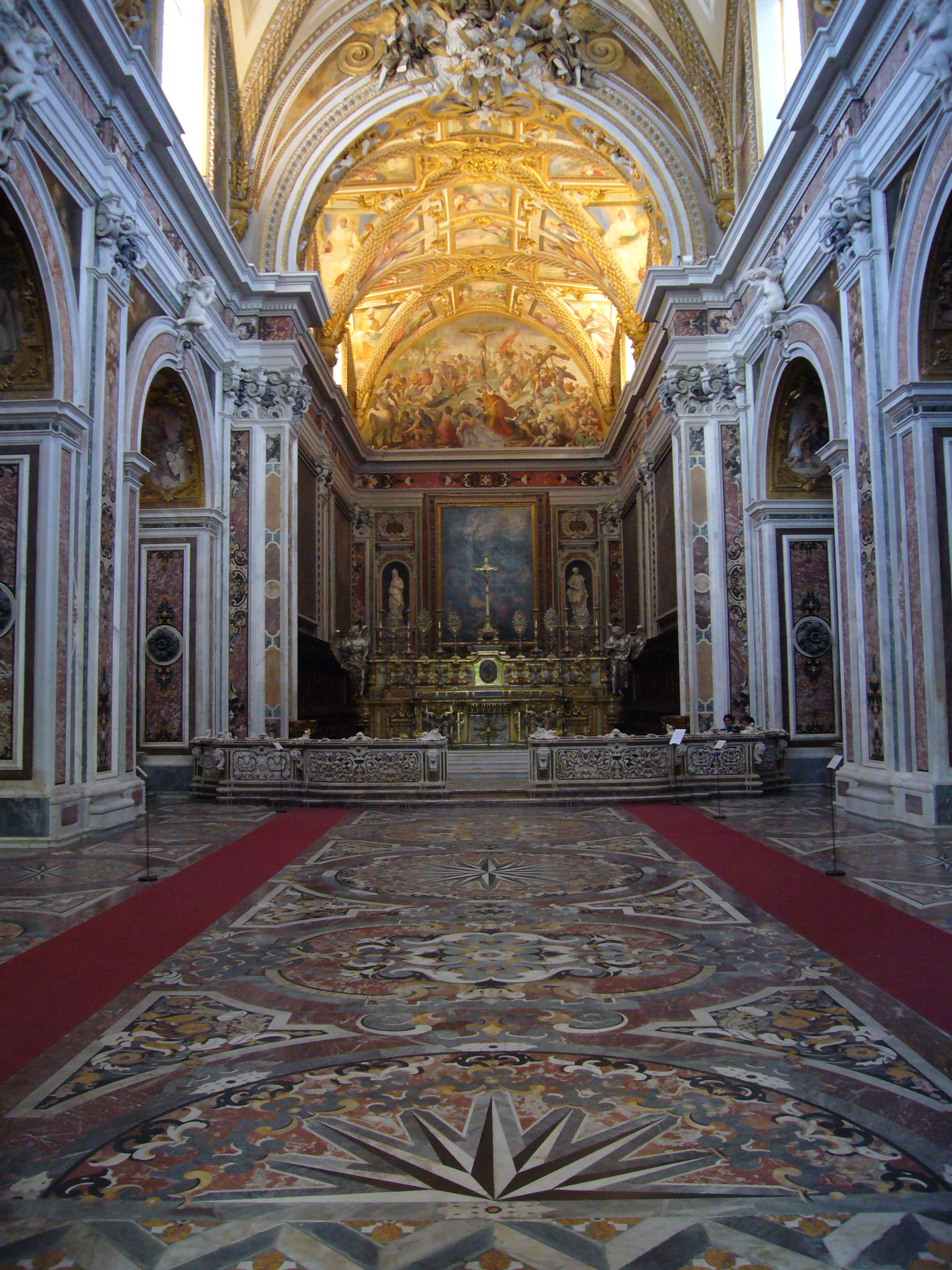
Igreja da Cartuxa de São Martinho, Nápoles
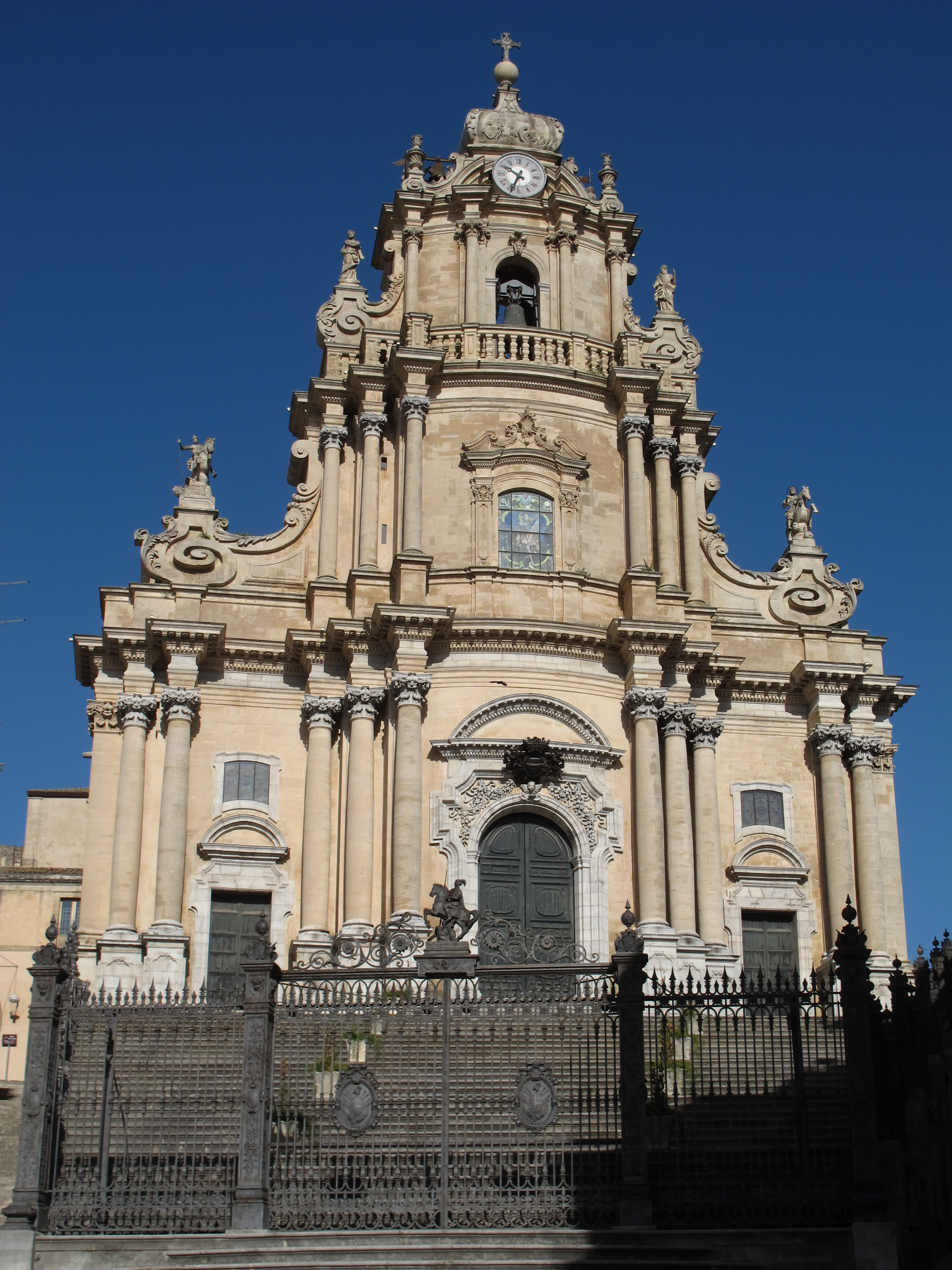
Catedral de São Jorge, Ragusa
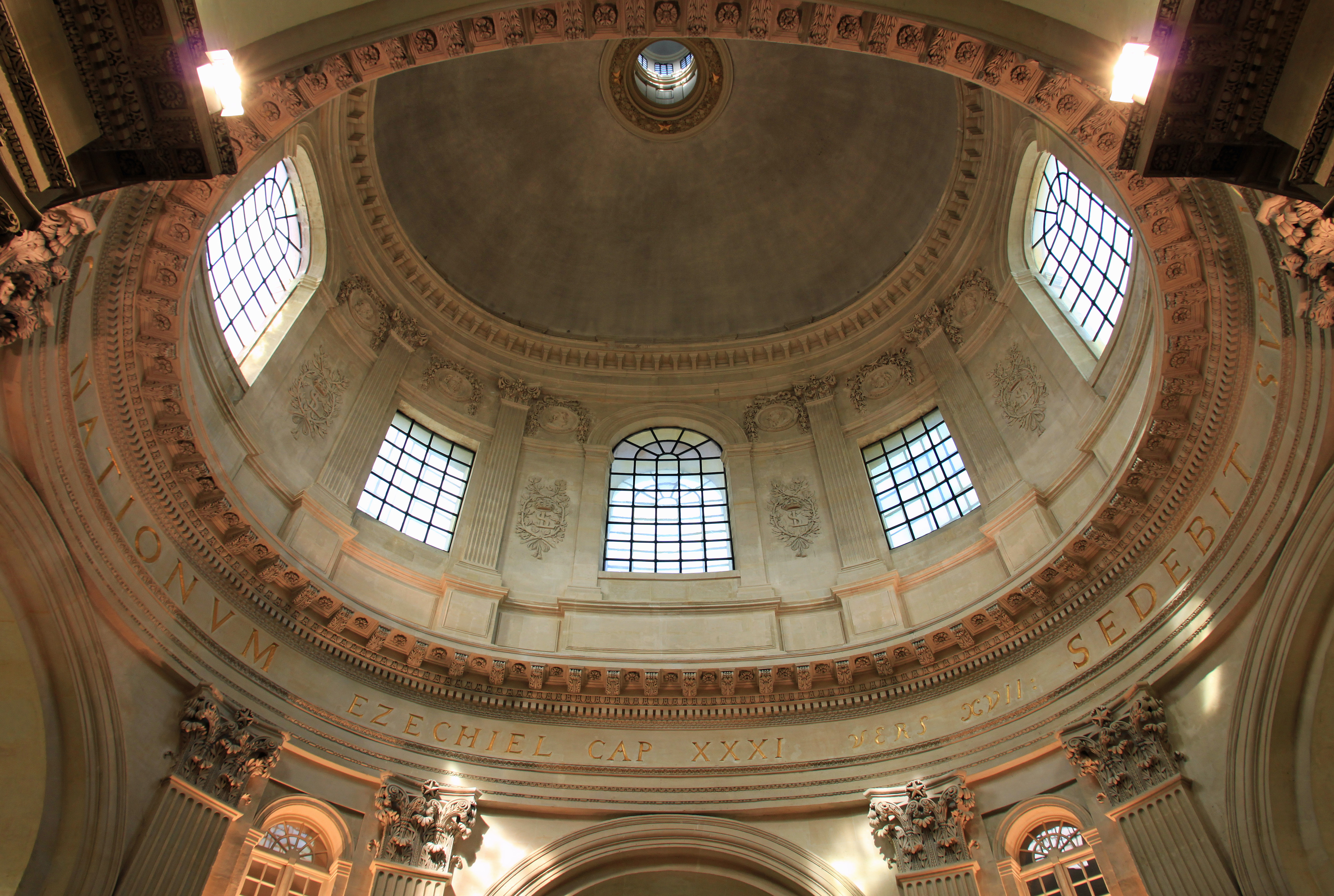
A cúpula elíptica do Collège des Quatre-Nations, Paris
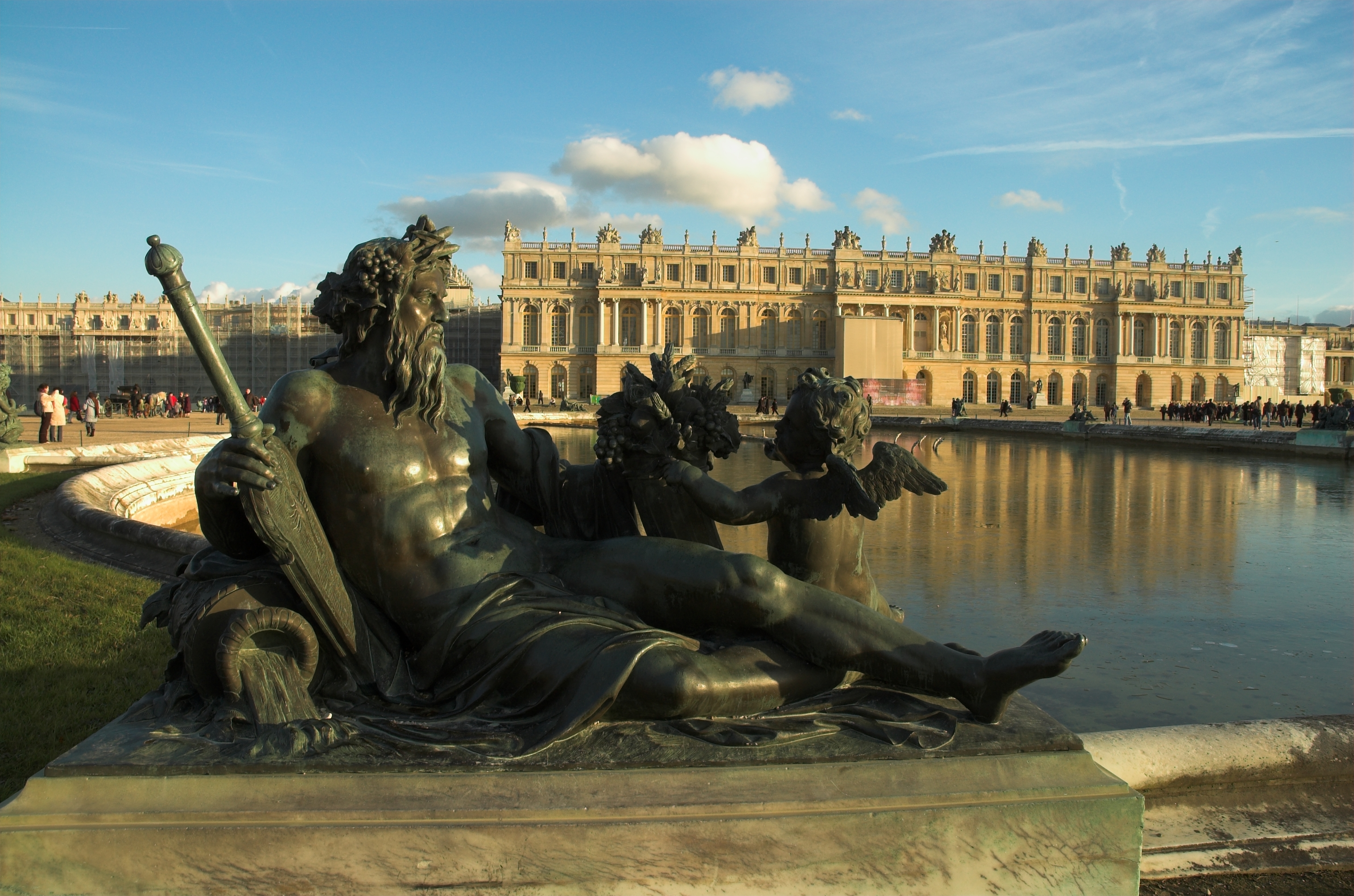
Palácio de Versalhes
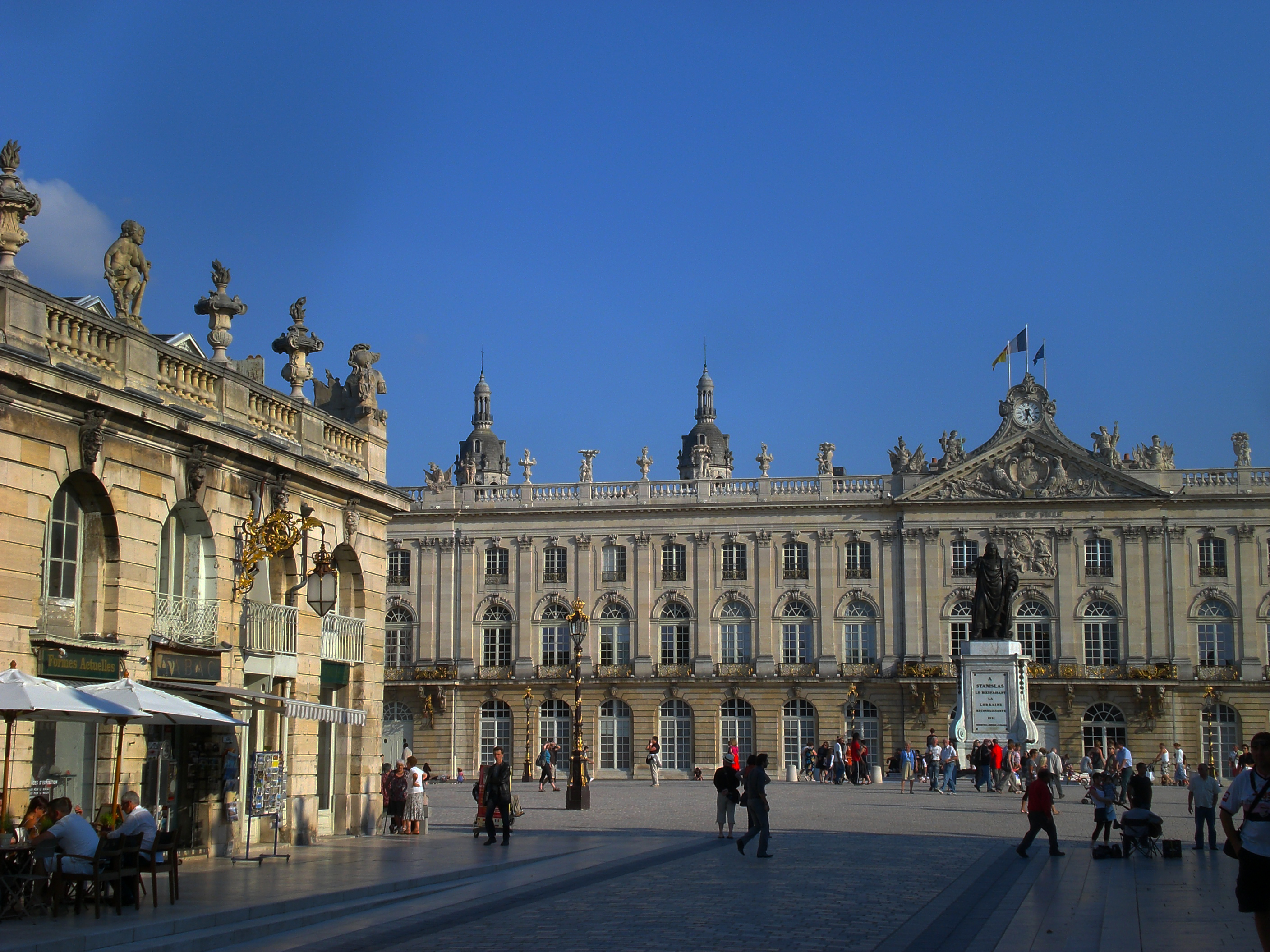
Place Stanislas, Nancy
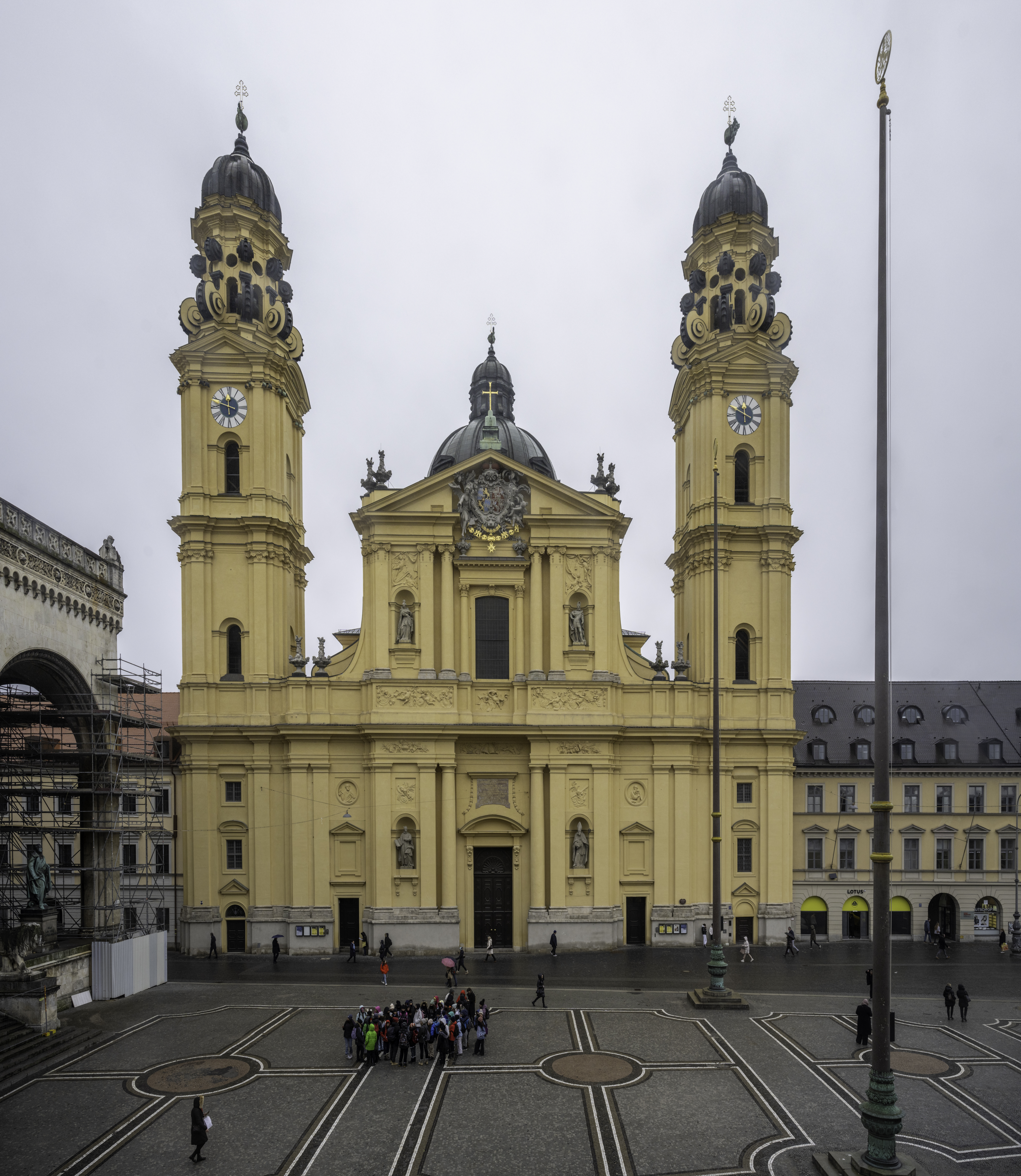
Theatinerkirche, Munique
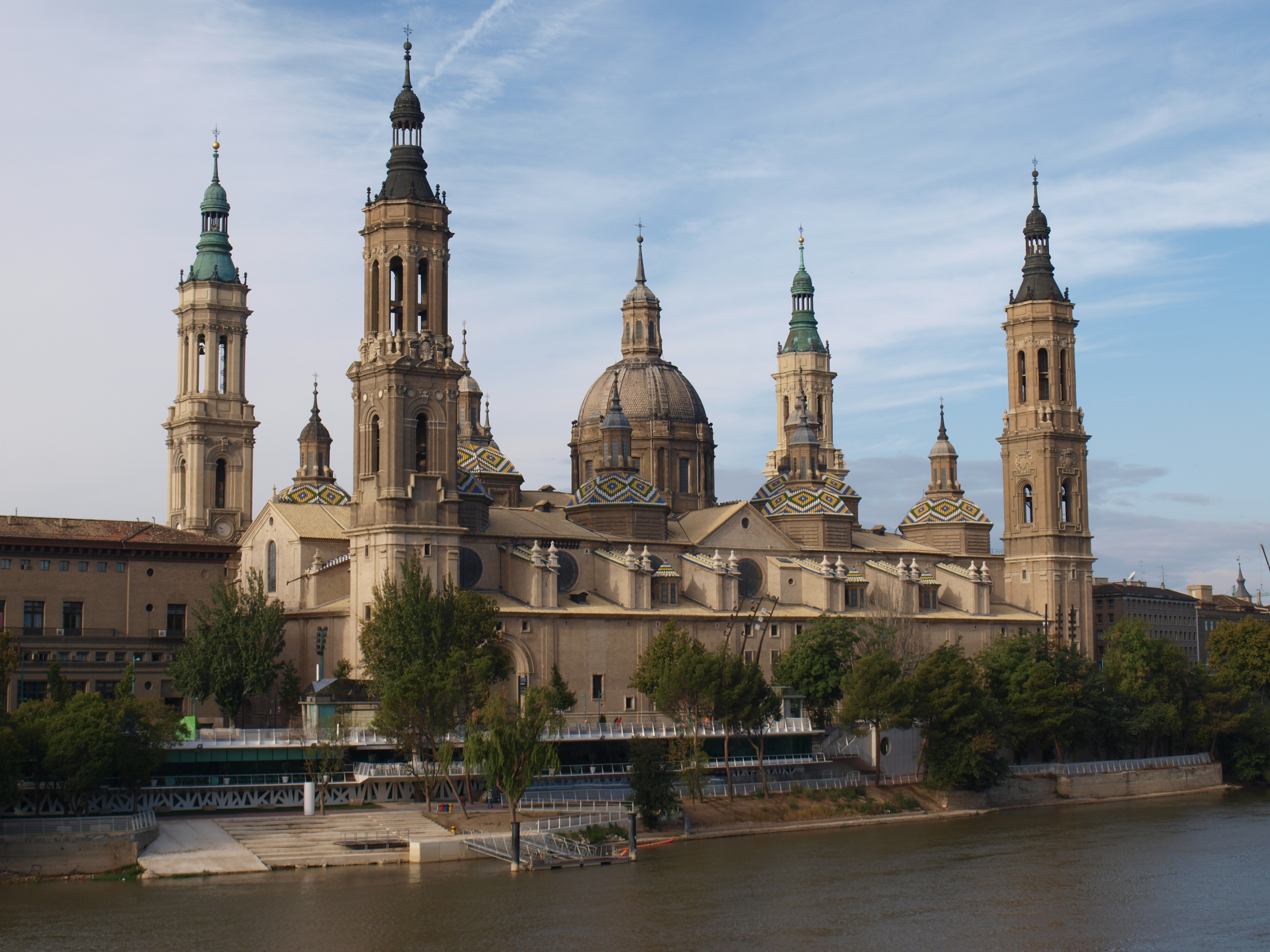
Catedral-Basílica de Nossa Senhora do Pilar, Saragoça
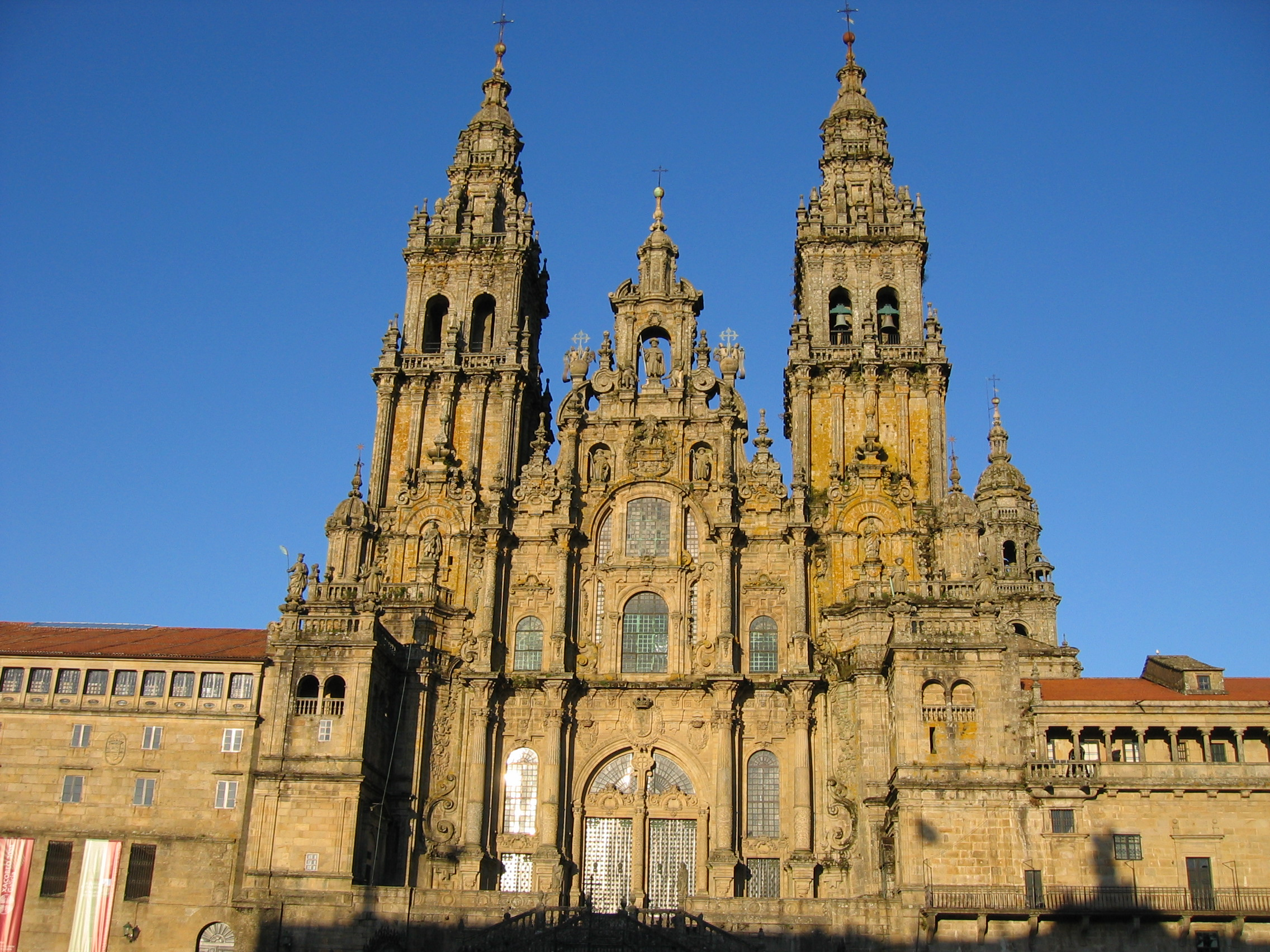
Fachada do Obradoiro da Catedral de Santiago de Compostela
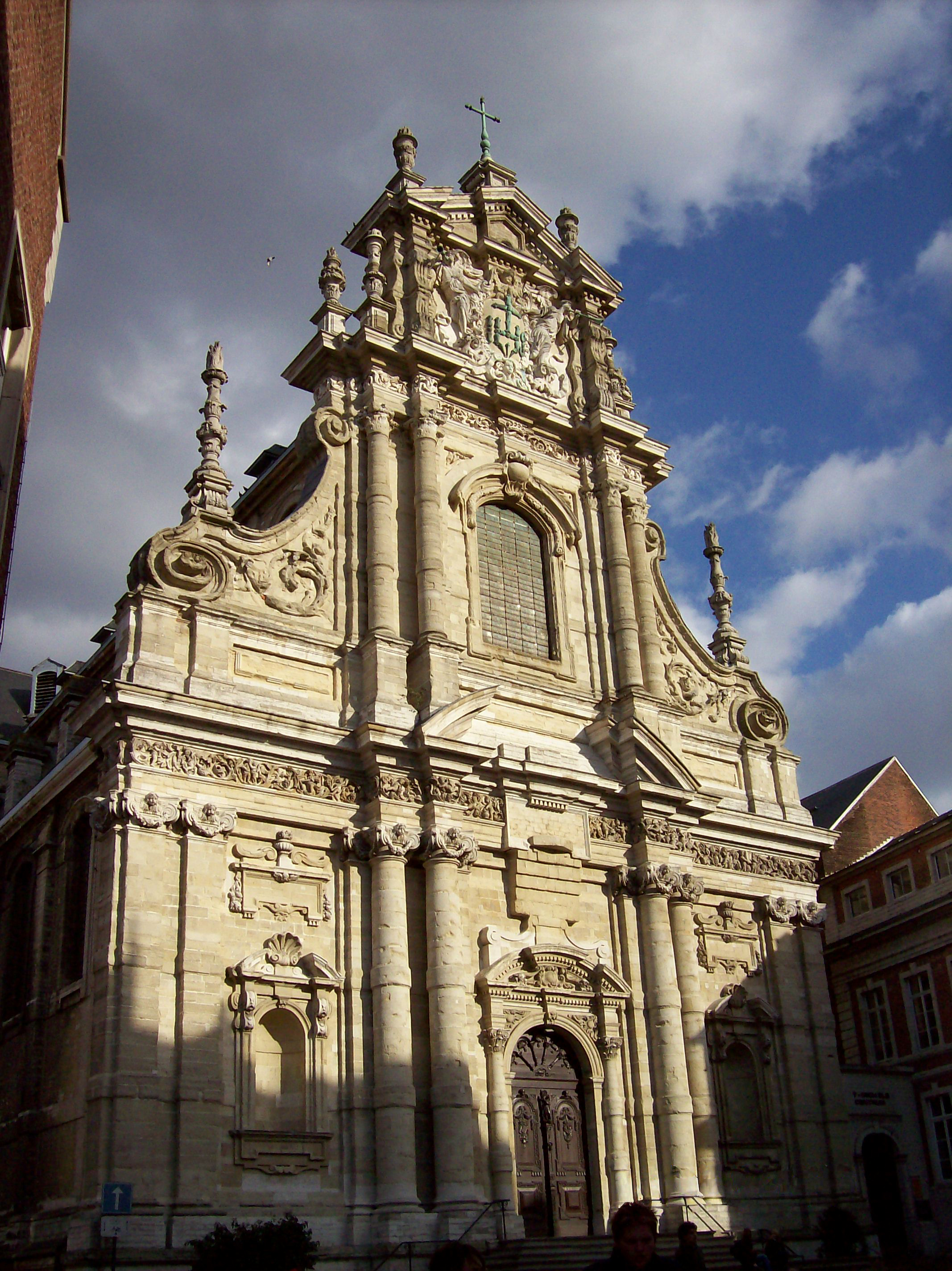
Sint-Michielskerk, Lovaina
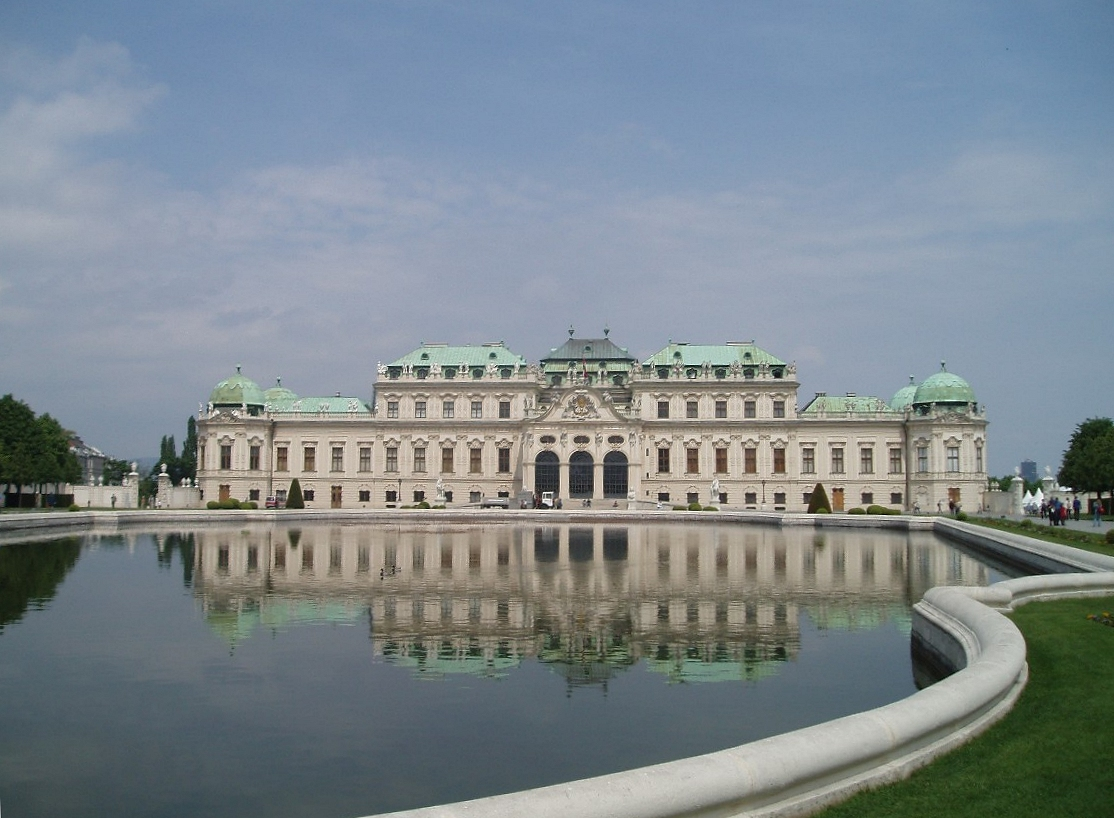
Palácio Belvedere, Viena
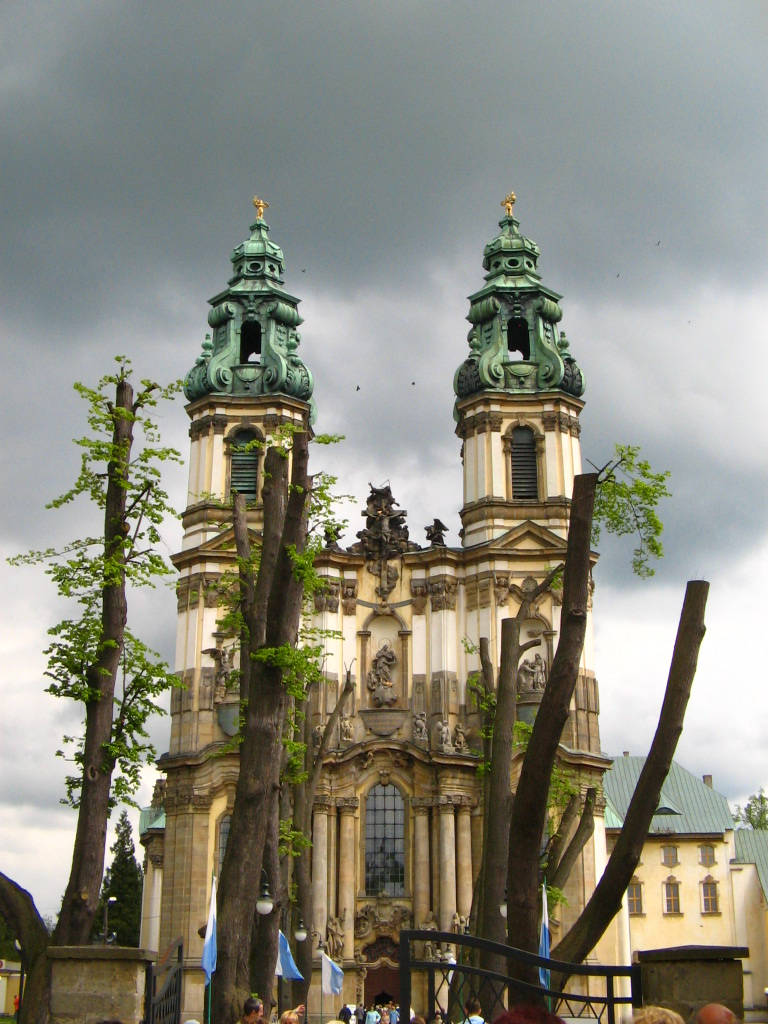
Abadia de Krzeszów, Polónia
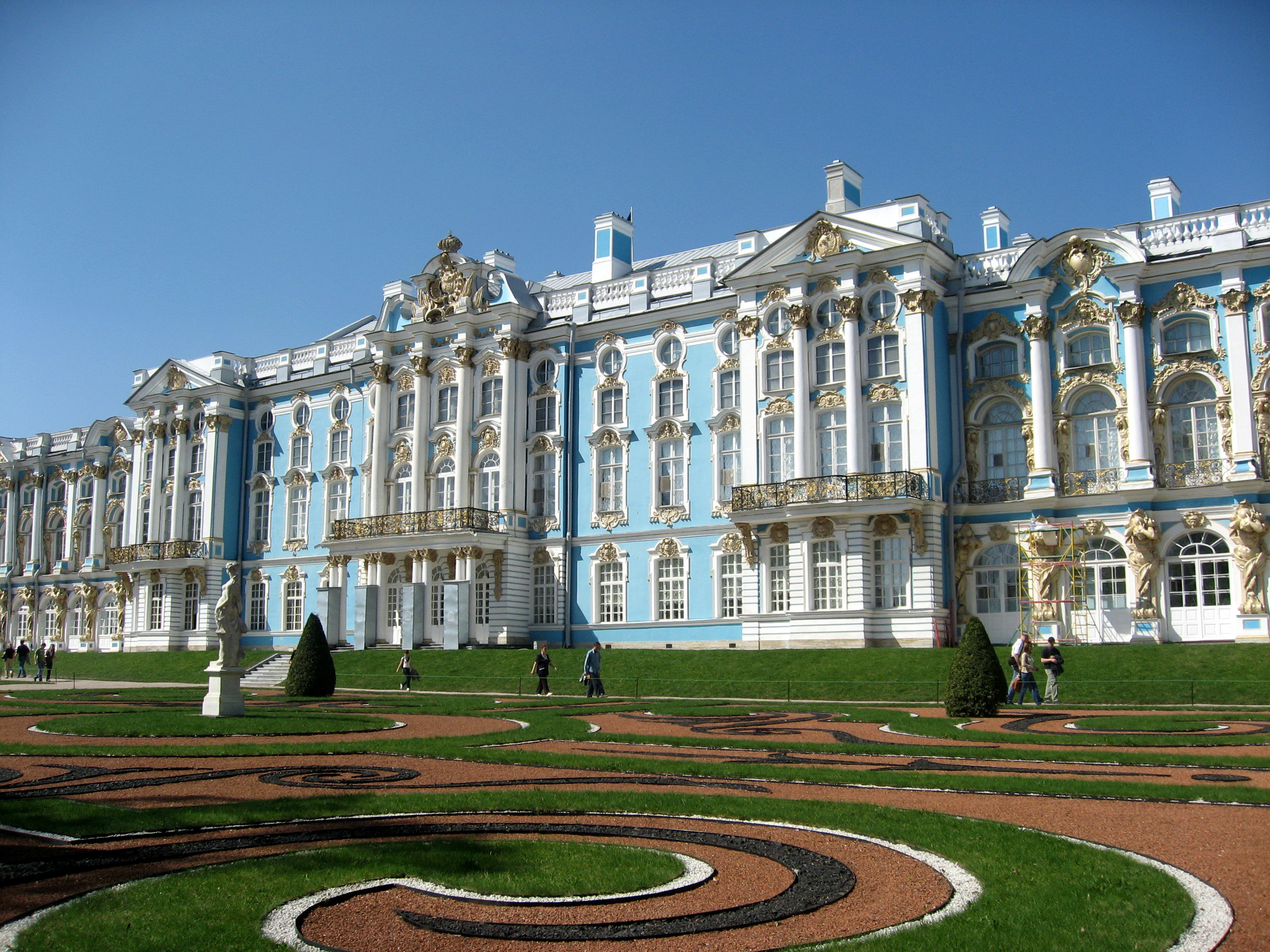
Palácio de Catarina, Rússia
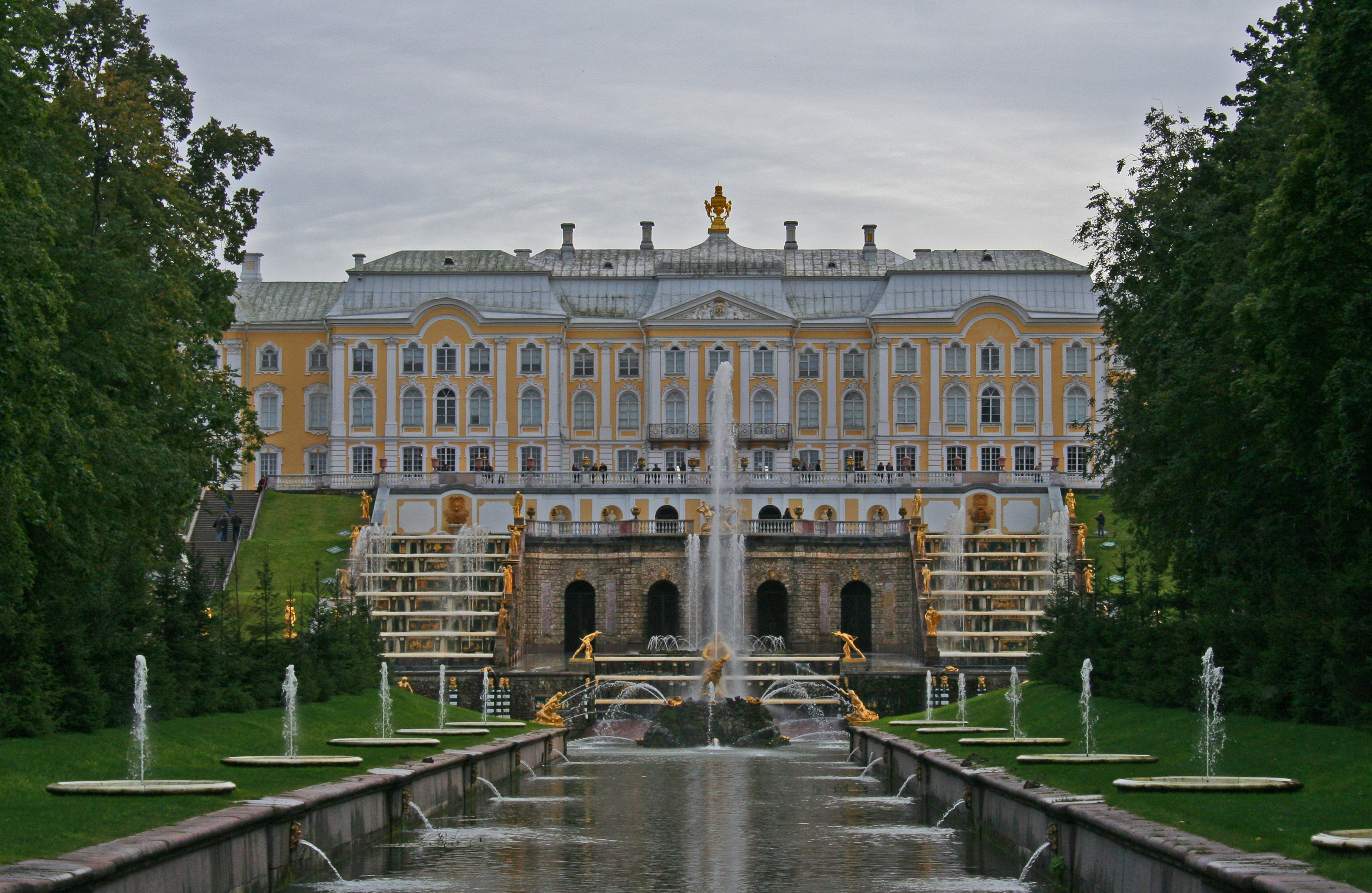
Corte de Peterhof